# Biłgoraj
Biłgorajⓘ (em iídiche: בילגוריי, em russo: Билгорай, em ucraniano: Білго́рай) é um município no sudeste da Polônia. Pertence à voivodia de Lublin. É a sede do condado de Biłgoraj.
A segunda maior cidade (depois de Zamość) na parte sul da voivodia de Lublin. No passado foi uma cidade nobre fundada pela família Gorayski do brasão Korczak na segunda metade do século XVI.
Biłgoraj está localizada na histórica Pequena Polônia, na segunda metade do século XVIII, como uma cidade privada, localizada no distrito administrativo da região de Lublin da voivodia de Lublin.
Inicialmente, foi um importante centro protestante. Com o tempo, tornou-se um lugar de entrelaçamento principalmente de culturas polonesas e judaicas, bem como rutenas e (durante o período de partição) russas. Até o final do século XIX, era um importante centro de artesanatos. Hoje é um grande centro da indústria leve. Ela está localizada nas imediações da região geográfica de Roztocze, no grande complexo florestal de Solska, no rio Łada.
Estende-se por uma área de 21,1 km², com 25 838 habitantes, segundo o censo de 31 de dezembro de 2021, com uma densidade populacional de 1 224,5 hab./km².

## Geografia

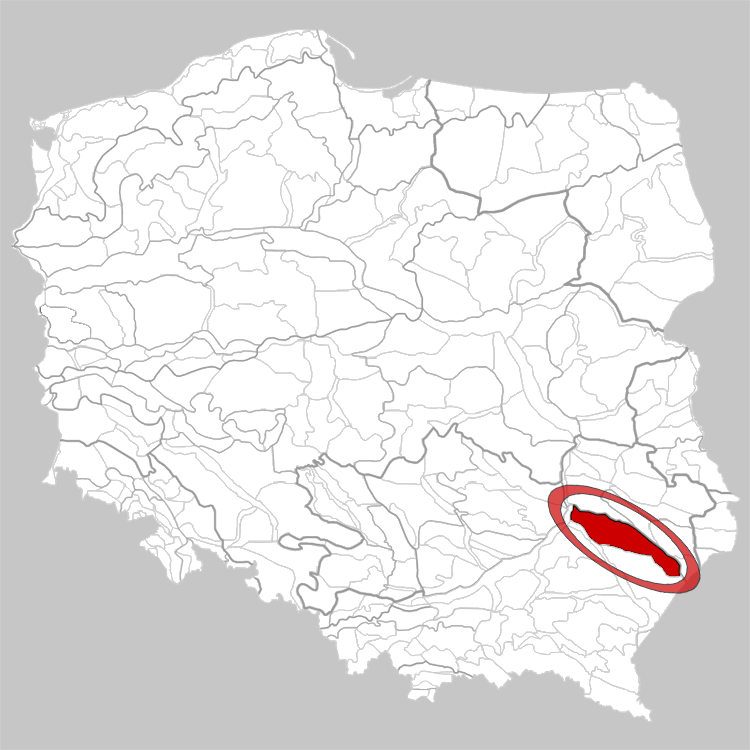
Localização da planície de Biłgoraj no mapa da Polônia

### Localização
Biłgoraj está localizada no sudeste da Polônia. Está situada na parte sul da voivodia de Lublin, na parte central do condado de Biłgoraj.
Historicamente, Biłgoraj está localizada no nordeste da Pequena Polônia, na antiga região de Lublin, diretamente na fronteira com a Rutênia Vermelha. Tendo em conta a regionalização do país, faz parte das regiões sobrepostas: a região de Lublin, a região de Zamość e a região de Biłgoraj.
Física e geograficamente, está localizada na parte norte da bacia de Sandomierz, na fronteira da planície de Biłgoraj e Roztocze Central. Ao mesmo tempo, fica na Floresta Primitiva de Solska, a maior das ilhas sem floresta, cujas florestas a cercam principalmente do norte e do leste.
Em termos de distância das duas maiores cidades do sudeste da Polônia, Biłgoraj está localizada — em linha reta — aproximadamente 90 km ao sul de Lublin e aproximadamente 75 km a nordeste de Rzeszów.

### Recursos naturais

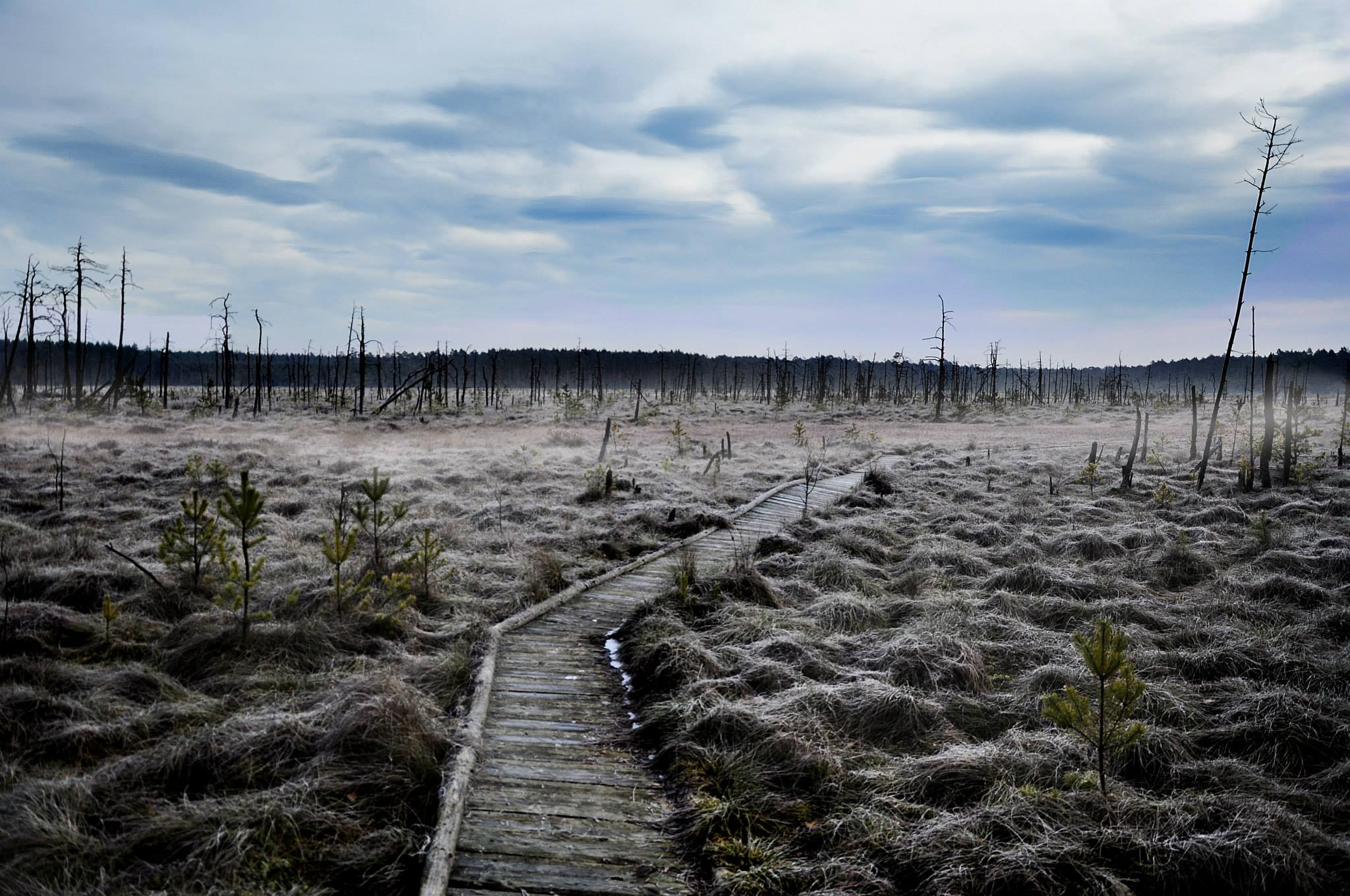
Reserva Obary perto de Biłgoraj, protegendo os pântanos da Floresta Primitiva de Solska, classificada como área de proteção do programa Natura 2000. Fotografia tirada no inverno

A cidade está situada em uma área pantanosa e arenosa. Aqui predominam os solos podzólicos impróprios para a agricultura.
Dois rios, pertencentes à bacia do Vístula, correm por Biłgoraj. Estes são:
- Biała Łada — flui do norte para o sudoeste;
- Czarna Łada — flui do leste para o oeste.
- Tanew

A poucos quilômetros dos limites da cidade, os dois se unem para formar o rio Łada. Além disso, existem vários riachos e cursos de água menores em Biłgoraj. Eles são, entre outros, o Próchnica, onde existem viveiros de peixes em Piaski, e o Osa, que abastece o reservatório de água em Bojary.
A altitude de Biłgoraj varia de aproximadamente 184 m até aproximadamente 212 m. As áreas mais baixas são os vales dos rios Biała e Czarna Łada. A diversidade do terreno em Biłgoraj não é muito grande; a superfície da cidade é bastante plana, com apenas algumas pequenas colinas muito suaves. Geralmente, a parte da cidade no lado oeste de Biała Łada está localizada na maior altitude.
A temperatura média do ar nos anos de 1971–2000 foi de –1 °C no inverno e 16–17 °C. no verão. Essa temperatura específica é influenciada pelos arredores da cidade pela Floresta Primitiva de Solska - as florestas são uma zona tampão que controla o clima. A leste deste complexo florestal, as condições climáticas são mais continentais e as temperaturas de inverno são mais baixas.
A cobertura de neve em Biłgoraj dura de 80 a 85 dias, e a estação de crescimento das plantações dura de 200 a 215 dias.
Os arredores de Biłgoraj são caracterizados por inúmeras áreas naturais protegidas, principalmente destinadas a preservar a valiosa vegetação da Floresta Primitiva de Solska. Nas imediações da cidade (até 15 km) existem as áreas do Parque Nacional Roztoczański, o Parque Paisagístico Florestal Solska, o Parque Paisagístico Florestal Janowskie, o Parque Paisagístico Szczebrzeszyn e a Reserva natural Obary que protege as turfeiras florestais. Há também árvores que são monumentos naturais na cidade.

### Clima
Conforme a classificação climática de Köppen-Geiger, Biłgoraj situa-se na zona Cfb − clima temperado oceânico. Na cidade de Biłgoraj, a temperatura média anual é de 9,1° C. Nesta área, a precipitação média anual é de 787 mm. Está localizada no Hemisfério Norte. Os meses de verão são: junho, julho, agosto, setembro. O mês mais seco é fevereiro, com 47 mm de precipitação. O mês mais quente do ano é julho, com temperatura média de 20,1 °C. A temperatura média mais baixa do ano ocorre em janeiro e é de aproximadamente -2,6 °C.
A diferença de precipitação entre o mês mais seco e o mais úmido é de 55 mm. A variação de temperatura durante o ano é de 22,7 °C. O mês com a maior umidade relativa é novembro (84%). O mês com a menor umidade relativa é junho (67%). O mês com o maior número de dias de chuva é julho (11 dias). O mês com o menor número é outubro (7 dias).
| Dados climatológicos para Biłgoraj | Dados climatológicos para Biłgoraj | Dados climatológicos para Biłgoraj | Dados climatológicos para Biłgoraj | Dados climatológicos para Biłgoraj | Dados climatológicos para Biłgoraj | Dados climatológicos para Biłgoraj | Dados climatológicos para Biłgoraj | Dados climatológicos para Biłgoraj | Dados climatológicos para Biłgoraj | Dados climatológicos para Biłgoraj | Dados climatológicos para Biłgoraj | Dados climatológicos para Biłgoraj | Dados climatológicos para Biłgoraj |
| Mês | Jan                                | Fev                                | Mar                                | Abr                                | Mai                                | Jun                                | Jul                                | Ago                                | Set                                | Out                                | Nov                                | Dez                                | Ano                                |
| --- | ---------------------------------- | ---------------------------------- | ---------------------------------- | ---------------------------------- | ---------------------------------- | ---------------------------------- | ---------------------------------- | ---------------------------------- | ---------------------------------- | ---------------------------------- | ---------------------------------- | ---------------------------------- | ---------------------------------- |
| Temperatura máxima média (°C) | −0,1                               | 1,8                                | 7,1                                | 14,2                               | 19,3                               | 22,5                               | 24,4                               | 24,0                               | 18,8                               | 12,8                               | 7,3                                | 2,0                                | 12,8                               |
| Temperatura média (°C) | −2,6                               | −1,3                               | 3,0                                | 9,4                                | 14,7                               | 18,2                               | 20,1                               | 19,5                               | 14,6                               | 9,2                                | 4,5                                | −0,1                               | 9,1                                |
| Temperatura mínima média (°C) | −5,3                               | −4,6                               | −1,3                               | 4,1                                | 9,4                                | 13,1                               | 15,3                               | 14,6                               | 10,3                               | 5,8                                | 2,0                                | −2,3                               | 5,1                                |
| Precipitação (mm) | 51                                 | 47                                 | 54                                 | 59                                 | 83                                 | 87                                 | 102                                | 71                                 | 76                                 | 55                                 | 52                                 | 50                                 | 787                                |
| Dias com chuva | 9                                  | 8                                  | 9                                  | 9                                  | 10                                 | 9                                  | 11                                 | 8                                  | 8                                  | 7                                  | 8                                  | 9                                  | 105                                |
| Umidade relativa (%) | 83                                 | 82                                 | 75                                 | 67                                 | 67                                 | 67                                 | 70                                 | 68                                 | 73                                 | 78                                 | 84                                 | 83                                 | 74,8                               |
| Insolação (h) | 2,7                                | 3,5                                | 5,5                                | 8,7                                | 10,0                               | 10,9                               | 10,8                               | 10,1                               | 7,1                                | 5,2                                | 3,5                                | 2,6                                | 80,6                               |
| Fonte: Climate-Data.org Dados: 1991−2021: temperatura mínima (°C), temperatura máxima (°C), precipitação (mm), umidade, dias chuvosos. Dados: 1999−2019: horas de sol |                                    |                                    |                                    |                                    |                                    |                                    |                                    |                                    |                                    |                                    |                                    |                                    |                                    |

### Disposição espacial
Segundo dados de 2021, Biłgoraj tem uma área de 21,1 km², dos quais 55% são terras aráveis, 9% terras florestais e 36% outras áreas — incluindo áreas urbanizadas. A cidade constitui 1,24% da área do condado. Seu comprimento longitudinal é de cerca de 5,6 km e o comprimento latitudinal é de cerca de 5,3 km.
Os edifícios da cidade são espacialmente divididos em duas partes. Eles são divididos pelo rio Biała Łada que flui para sudoeste com os prados ribeirinhos. Na margem esquerda (leste) do rio está a maioria de Biłgoraj. Na margem direita (oeste) existem vários conjuntos habitacionais, o maior dos quais é Różnówka.
Os edifícios residenciais em Biłgoraj são casas unifamiliares, casas multifamiliares e blocos de apartamentos de vários andares. A maioria destes últimos está concentrada em vários conjuntos habitacionais de apartamentos: nos distritos de Śródmieście, Ogrody, Puszcza Solska e em Nadstawna.
As maiores áreas industriais, armazéns e armazenamento estão localizadas nos distritos de Puszcza Solska, Piaski e Rapy.
As áreas verdes são principalmente prados, estendendo-se ao longo do rio Biała Łada e nas áreas periféricas da cidade. A parte ocidental e menos desenvolvida de Biłgoraj é ocupada por terras aráveis. As áreas subdesenvolvidas também incluem hortas urbanas e florestas. Estas últimas estão espalhadas ao longo dos limites da cidade e — em maior número — no distrito de Bojary.
Não há muitos parques e praças em Biłgoraj e eles não ocupam uma grande área. O maior é o Parque Stanisław Nowakowski em Różnówka, ocupando uma área de cerca de 6,5 hectares.

### Conjuntos habitacionais suburbanos
Biłgoraj é cercada por uma coroa de aldeias urbano-rurais (é a chamada zona suburbana). Alguns delas têm mais de 1 000 habitantes; no futuro, elas podem ser absorvidas pela cidade em expansão, como foi o caso das aldeias de Rapy, Bojary e Floresta Primitiva de Solska, que agora são distritos.
Estas aldeias têm o carácter de ruas e multiestradas; estas são: Dąbrowica, Gromada, Korczów, Okrągłe, Sól, Wola Mała e Dereźnia. Elas formam a aglomeração urbana da cidade de Biłgoraj; no entanto, esta aglomeração não tem nenhum estatuto administrativo e só pode ser falada em sentido contratual.

## Demografia
Conforme os dados do Escritório Central de Estatística da Polônia (GUS) de 31 de dezembro de 2022, Biłgoraj é uma cidade pequena com uma população de 25 039 habitantes (9.º lugar na voivodia de Lublin e 174.º na Polônia), tem uma área de 21,1 km² (16.º lugar na voivodia de Lublin e 276.º lugar na Polônia) e uma densidade populacional de 1 187 hab./km² (9.º lugar na voivodia de Lublin e 252.º lugar na Polônia). Nos anos 2002–2021, o número de habitantes diminuiu 2,6%.
Os habitantes de Biłgoraj constituem cerca de 25,23% da população do condado de Biłgoraj, constituindo 1,24% da população da voivodia de Lublin.
| Descrição                         | Total      | Total    | Mulheres   | Mulheres | Homens     | Homens   |
| --------------------------------- | ---------- | -------- | ---------- | -------- | ---------- | -------- |
| unidade                           | habitantes | %        | habitantes | %        | habitantes | %        |
| população                         | 25 039     | 100      | 13 203     | 52,7     | 11 836     | 47,3     |
| superfície                        | 21,1 km²   | 21,1 km² | 21,1 km²   | 21,1 km² | 21,1 km²   | 21,1 km² |
| densidade populacional (hab./km²) | 1 187      | 1 187    | 625,5      | 625,5    | 561,5      | 561,5    |

A tendência é ligeiramente descendente - em comparação, a cidade tinha 27 341 habitantes em 2009. Para ser mais específico:
- A idade média dos habitantes é de 42,6 anos e é comparável à idade média dos habitantes da voivodia de Lublin e comparável à idade média dos habitantes de toda a Polônia;[2]
- Biłgoraj tem uma taxa de natalidade negativa no valor de -168. Isso corresponde ao aumento natural de -6,47 por 1000 habitantes de Biłgoraj.[2]

Há 110 mulheres para cada 100 homens em Biłgoraj; 57,1% dos habitantes de Biłgoraj estão em idade ativa, 18,2% estão em idade pré-trabalho e 24,7% em idade pós-trabalho. A densidade populacional é de 1 224,5 pessoas por 1 km². O desemprego registrado em Biłgoraj foi de 5,2% em 2021 (6,0% entre as mulheres e 4,5% entre os homens). É muito inferior à taxa de desemprego registrada para a voivodia de Lublin e ligeiramente inferior à taxa de desemprego registrada para toda a Polônia.

## Governo local, administração, sistema da cidade

### Governo local
Biłgoraj é uma comuna urbana. O Conselho de cidade, como órgão legislativo do governo local, tem 21 membros; o órgão executivo é o prefeito da cidade. Esta função é desempenhada por Janusz Zbigniew Rosłan desde 2002. A sede dessas autoridades locais — a prefeitura — está localizada na Praça Wolności.
Além disso, Biłgoraj é a sede do condado e da comuna rural (ou seja, incluindo as aldeias vizinhas que não têm o estatuto de cidade). Portanto, abriga as sedes das autoridades de autogoverno dessas unidades: os escritórios do condado e da comuna.
As autoridades locais usam os símbolos da cidade, o brasão e a bandeira. O brasão de Biłgoraj — “três listras de prata dispostas em uma faixa no escudo vermelho, e um cisne da mesma cor acima delas” — tem sua forma gráfica atual desde o século XVI e refere-se à família Gorajski, os fundadores da cidade.

### Divisão administrativa
A cidade de Biłgoraj está dividida em 12 conjuntos habitacionais (unidades auxiliares da comuna). Em cada uma deles, são eleitos: o conselho da unidade (órgão legislativo) e a administração da unidade (órgão executivo).
Alguns conjuntos habitacionais (unidades auxiliares da comuna) incluem conjuntos habitacionais menores que não têm o estatuto de unidade administrativa.
Na planta gráfica, os conjuntos habitacionais (unidades auxiliares da comuna) estão marcadas com números de I a XII, enquanto as áreas residenciais são marcadas com os números 1 a 14.
- I Śródmieście
- II Nadstawna
- III Puszcza Solska

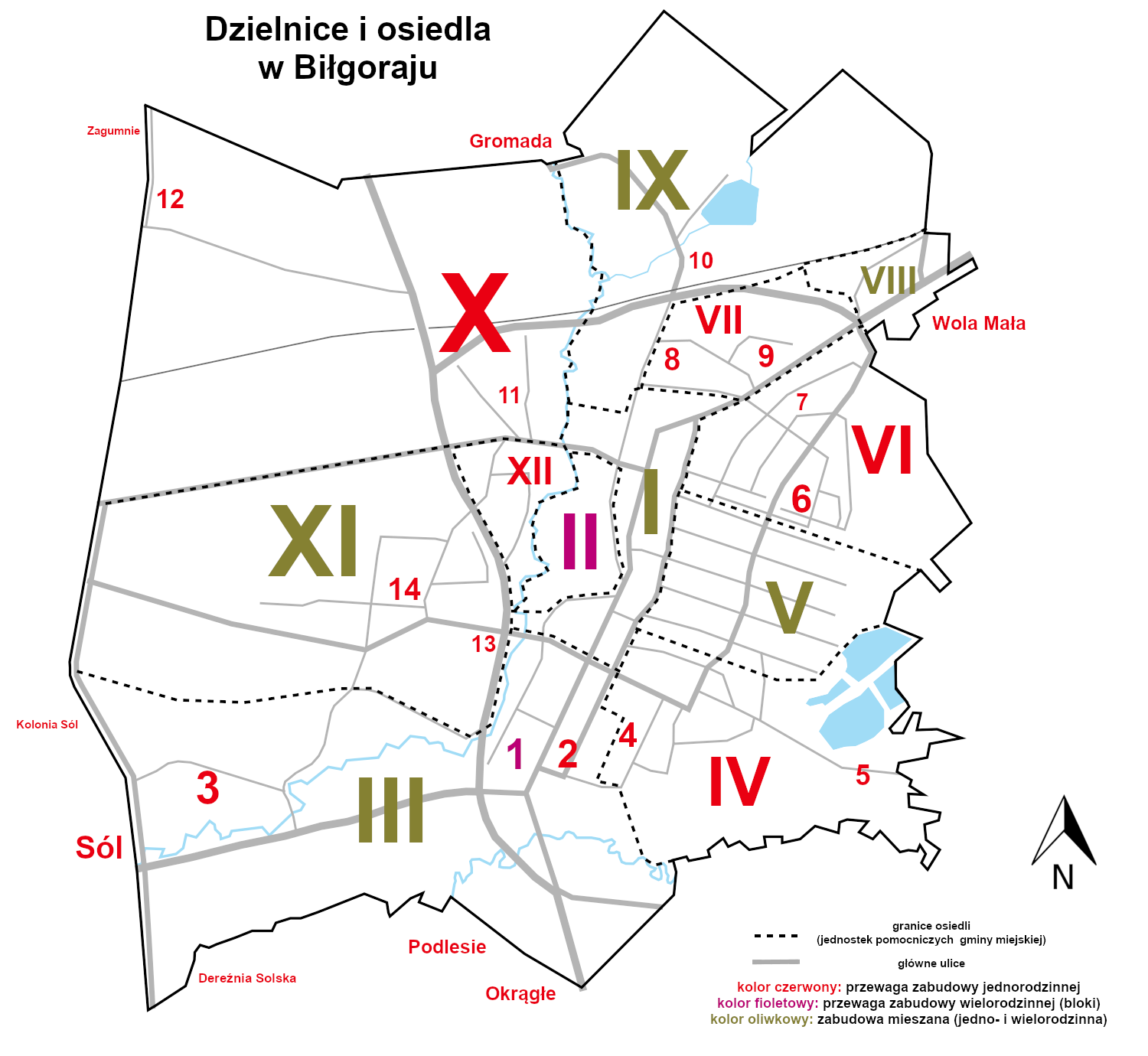
Planta das unidades auxiliares em Biłgoraj

  - 1. Henryk Sienkiewicz/Krzeszowska
  - 2. Południe
  - 3. Stanisław Nowakowski
- IV Piaski
  - 4. Bolesław Prus
  - 5. Leśnik
- V Ogrody
- VI Sitarska - Kępy
  - 6. Kępy
  - 7. Sitarska
- VII Roztocze
  - 8. Przemysłowa/Łąkowa
  - 9. ZMS
- VIII Rapy
- IX Bojary
  - 10. Bojary
- X Bagienna
  - 11. Bagienna
  - 12. Zacisze
- XI Różnówka
  - 13. Podemłyny
  - 14. Wioska Dziecięca SOS
- XII Batorego

### Sedes, instituições
Biłgoraj é a sede de uma instituição em escala local e regional. As instituições estatais mais importantes incluem o tribunal distrital, o Ministério Público, o escritório do trabalho do condado, o escritório de finanças, o posto sanitário e epidemiológico do condado e a inspeção veterinária do condado. Além disso, funciona aqui uma agência local do Fundo de Seguro Social Agrícola (Kasa Rolniczego Ubezpieczenia Społecznego). A cidade é a sede do Distrito Florestal de Biłgoraj, que administra 17 mil hectares de área florestal da Floresta Primitiva de Solska.
Em escala regional, Biłgoraj é a sede de uma filial da Instituição de Seguro Social (Zakład Ubezpieczeń Społecznych), que cobre mais da metade da área da voivodia de Lublin, assim como uma filial do centro de tráfego provincial.
Devido à curta distância até a fronteira leste do país, há também uma Agência Aduaneira em Biłgoraj, estabelecida no local da estância aduaneira liquidada. Existem 3 estações de correios na cidade.

## História

### Antes da cidade ser fundada

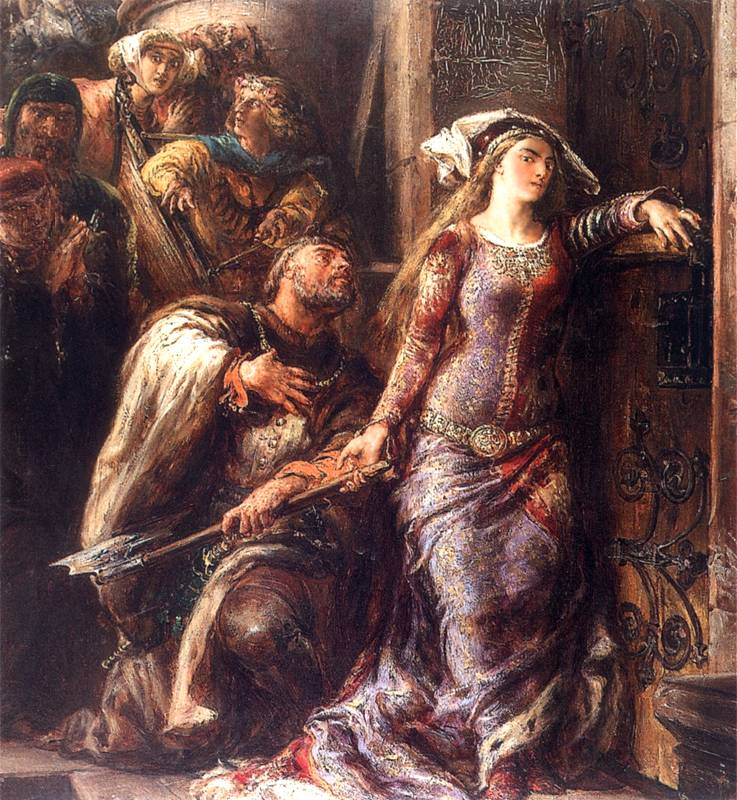
Rainha Edviges e Dymitr de Goraj - o progenitor da família Gorajaski - na pintura de Jan Matejko

A área da região sul de Lublin foi povoada tardiamente. Por muito tempo, parte do “vazio de assentamentos” era coberto por áreas florestais, pertencentes à vasta Floresta Primitiva de Solska. O terreno pantanoso dificultava a derrubada da floresta e os solos pobres e arenosos impossibilitavam o cultivo da terra. Até os tempos jaguelônicos, esta área estava na fronteira do Estado polonês: nos tempos piastas estava na fronteira das Cidades de Cherven, e depois foi o promontório saliente da Pequena Polônia, encravado entre as terras rutenas. Era também o limite da diocese de Cracóvia — mais ao sul e leste, estendia-se a sé episcopal de Lviv.
No entanto, há indicações que sugerem que a área de Biłgoraj tinha alguma função muito antes da sua fundação. Existem 43 sítios arqueológicos registrados na cidade, inscritos no registro de monumentos. Presume-se que a área onde hoje se encontra o chamado lapidarium (antigo cemitério na rua Lubelska), pode ter servido no passado não especificado como atalaia protegendo o vau no rio Czarna Łada.
A primeira grande ação de assentamento planejada na região foi a dos Gorajskis, cuja presença aqui está ligada a um dos progenitores da família, Dmitri de Goraj. Nos tempos de Casimiro, o Grande e Luís I da Hungria, ele tomou posse da área de Roztocze Central com as aldeias existentes: Goraj, Kraśnik e Szczebrzeszyn. Nos anos seguintes, a família Gorajski multiplicou sua fortuna fundando novas aldeias nas proximidades da atual Biłgoraj: Gromada, Dąbrowica e Olendrów (atual Sól). Devido à falta de materiais de origem, não é possível especificar os dados exatos em que essas aldeias foram fundadas. Sabe-se, porém, que tal situação continuou no século XVI, quando um dos representantes da família — Adam Gorajski — decidiu fundar uma nova aldeia, desta vez constituindo um organismo urbano.

### Fundação de Biłgoraj

O brasão de armas da família Gorajski “Korczak”, sua imagem faz parte do brasão de armas de Biłgoraj

Por muito tempo assumiu-se que o fundador de Biłgoraj era Adam Gorajski, “o Jovem” (morto em 1602). Atualmente, observa-se que as fontes não especificam exatamente a quem Adam está se referindo, e o fundador também pode ser Adam Gorajski, “o Velho”, tio do mencionado acima. A cidade foi fundada na década de 1770, e sua fundação foi selada com a emissão de um ato de fundação pelo rei Estêvão Báthory em Lviv em 10 de setembro de 1578. O ato estipulava que a cidade recém-criada estaria sujeita à Lei de Magdeburgo, especificando detalhes do papel comercial da cidade (incluindo o número permitido de feiras), e, simultaneamente, isentava os moradores de alguns impostos na Coroa do Reino da Polônia nos primeiros anos. As principais razões para a fundação de Biłgoraj pela família Gorajski foram:
- A necessidade de um centro comercial para os habitantes das aldeias vizinhas, até então fundadas e desenvolvidas pela família Gorajski;[33]
- O desejo de reforçar o prestígio da família tendo — para além das aldeias particulares — a sua própria sede municipal;
- A vontade de difundir as ideias da Reforma protestante e do Calvinismo.

A conexão de Biłgoraj com influências protestantes resultou do fato de que a família Gorajski na virada dos séculos XVI e XVII era um dos ativistas calvinistas poloneses mais ativos. Na recém-construída Biłgoraj, eles organizaram, entre outras coisas, uma igreja e uma escola protestante, e, em simultâneo, tentaram torná-la um centro de convenções dos reformadores. Ao mesmo tempo, durante os primeiros anos de sua existência, apesar da presença de igrejas de outras denominações, Biłgoraj não tinha uma igreja católica.
Na época da fundação, as aldeias mais próximas a Biłgoraj eram Goraj e Tarnogród. Além disso, dois anos após a emissão da escritura de incorporação de Biłgoraj, aproximadamente 50 km a nordeste da mesma, os Zamoyskis fundaram o segundo grande centro urbano da região, Zamość.
Biłgoraj foi construída em um lugar onde não havia assentamento antes. A cidade estava localizada em uma colina arborizada chamada Biały Goraj e daí seu nome. A escolha do local foi influenciada pelo sistema fluvial, o que facilitou a possível defesa: a oeste, a cidade era protegida pelo Polska Łada (agora Biała Łada), que tinha numerosos remansos, e a sul pelo Ruska Łada (atual Czarna Łada). Era importante que a rota de comércio que ligava Lublin e Jarosław levasse a esse caminho.
Devido à proximidade da Floresta Solska, o material básico de construção da cidade foi a madeira. Biłgoraj foi cercada por aterros, uma cerca e torres da cerca, em torno das quais três subúrbios surgiram ao longo do tempo: Tarnogród, Lublin e Zamość. Foram criadas ligações rodoviárias com Zamość, Krzeszów e Lublin, e construídos portões e pedágios nas saídas da cidade. O traçado urbano delineado na época em que Biłgoraj foi fundada permaneceu quase inalterado, e seu alcance é agora a parte norte de Śródmieście.

### Período de pré-partição

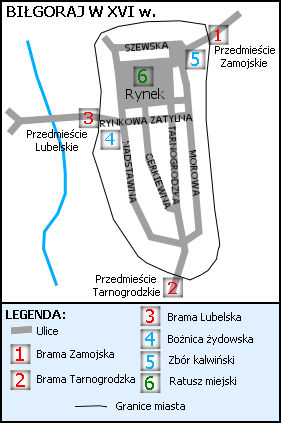
Mapa amador mostrando a disposição urbana de Biłgoraj nos primeiros anos de existência da cidade

Após a morte de Adam Gorajski, “o Jovem”, a cidade foi tomada por seu filho Zbigniew, que — como seu pai — era um político e ativista reformador poderoso e conhecido. Até meados do século XVII, Biłgoraj estava nas mãos de seus fundadores. Então a linha Gorajski se extinguiu e Biłgoraj, ainda uma cidade particular, estava nas mãos da família Szczuka. Cem anos depois, em meados do século XVIII, foi assumida pela família Potocki, para quem se tornou apenas um dos muitos centros pertencentes à sua fortuna magnata.
Desde sua fundação, Biłgoraj foi uma cidade com um grande papel comercial e artesanal. Mais guildas foram criadas aqui, incluindo uma guilda coletiva de artesanato diverso (em 1628), uma guilda de peleiros (em 1648), uma guilda de sapateiros, uma guilda de fabricantes de peneiras (antes de 1693) e uma guilda de tecelões. O número de feiras era inicialmente quatro por ano e aumentado para oito em 1693. Além das feiras, Biłgoraj realizava mercados semanais, cujo dia tradicional desde o século XVII era quinta-feira. As exportações da cidade incluíram cerveja, produtos de pele de animais, produtos florestais e mel fornecidos pela floresta.[39]. O centro da vida comercial — como na maioria das cidades europeias — era a Praça do Mercado.
O desenvolvimento do artesanato em Biłgoraj a partir do século XVII começou a ganhar uma especificidade própria, o que tornou a cidade cada vez mais diferente de outros centros. Isso se deveu ao fato de que a maioria dos artesãos estava concentrada em torno de um campo estreito de produção de peneiras. Com o tempo, esta área tornou-se uma ocupação familiar para a maioria dos habitantes da cidade, e costumes, tradições e rituais locais se desenvolveram em torno dela.
A extinção da família Gorajski foi associada ao fim do papel da cidade como centro de Reforma protestante. Antes do final do século XVII, a Igreja calvinista deixou de existir e, no século XVIII, foi construída a primeira igreja católica romana da cidade — a Igreja da Santíssima Trindade e a Assunção da Bem-Aventurada Virgem Maria.
O período de guerras na Polônia a partir de meados do século XVII deixou uma marca na história da cidade. Durante a Revolta de Khmelnitski em 1648, os cossacos destruíram um mosteiro franciscano recentemente construído nos subúrbios do sul da aldeia de Puszcza Solska. Em 1652, Biłgoraj era um abrigo para uma parte da população de Zamość, onde a peste eclodiu. Em 1660, a cidade e as terras da família Gorajski foram saqueadas pelo exército da Coroa polonesa. Tais destinos eram típicos para todas as cidades na então crise da Polônia. A situação de Biłgoraj foi melhorada pelo século XVIII mais calmo.
Durante os tempos da Primeira República Polonesa, Biłgoraj era um centro multinacional. Poloneses e judeus dominavam aqui (este último já havia recebido o direito de se estabelecer por Zbigniew Gorajski), e também havia rutenos entre os habitantes. Na segunda metade do século XVIII, Biłgoraj era o nono maior centro de Pequena Polônia.
Durante as lutas da Confederação de Bar, Biłgoraj foi o local de pequenos confrontos armados — em junho de 1770, a cidade, ocupada pelo exército russo, tornou-se alvo de um ataque confederado liderado pelo marechal Jan Karczewski. Após a Primeira Partição da Polônia, Biłgoraj foi incorporada ao Império austríaco, mas como resultado da correção da fronteira em 1776, a cidade retornou à Polônia. A Segunda Partição não afetou a nacionalidade de Biłgoraj, e a cidade não desempenhou um papel importante durante a Revolta de Kościuszko. Após a Terceira Partição, a cidade foi reincorporada à Áustria e fez parte da Galícia.

### Anexações

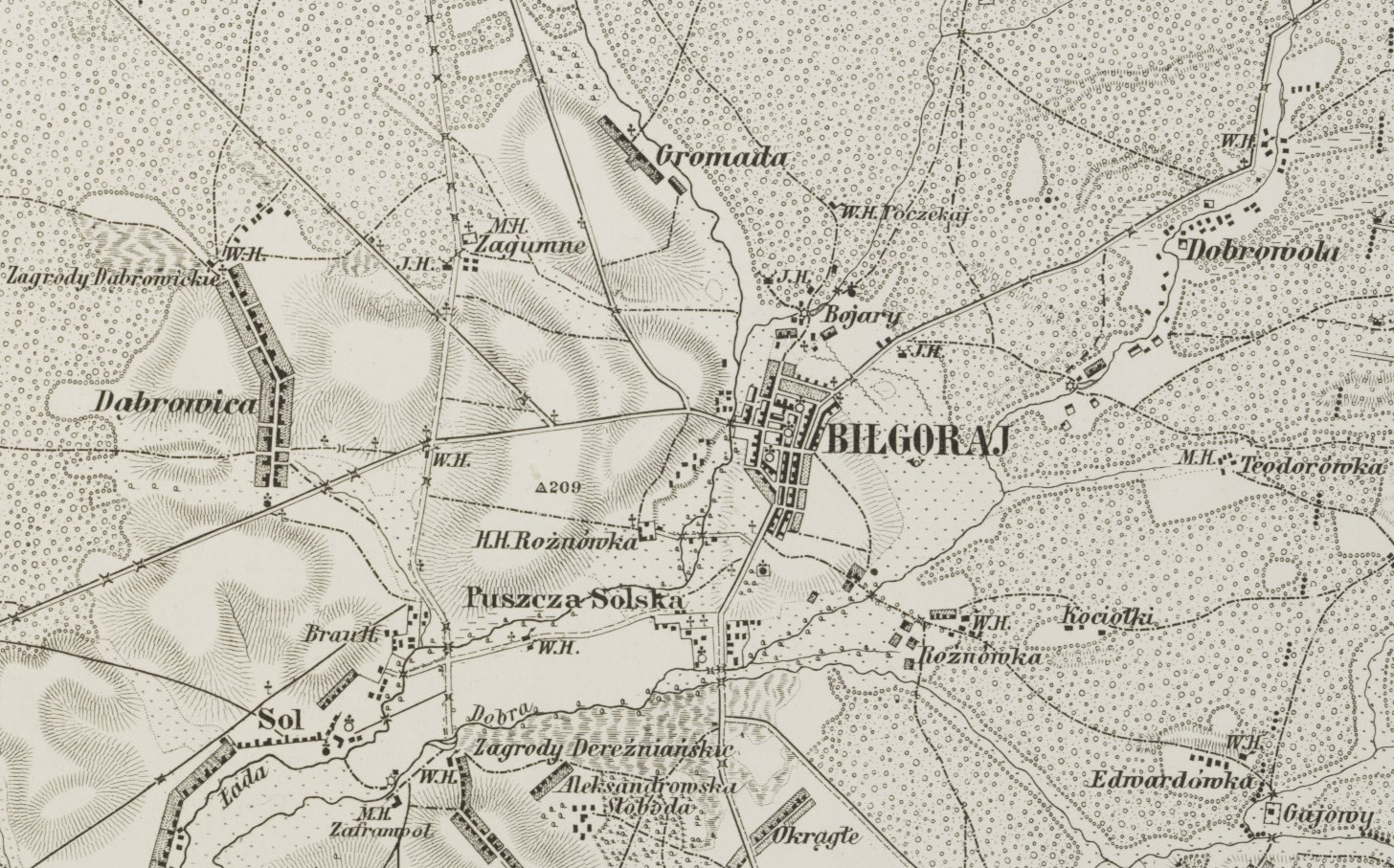
Biłgoraj e as cidades e florestas vizinhas da Floresta Primitiva de Solska no mapa topográfico austríaco da segunda metade do século XIX

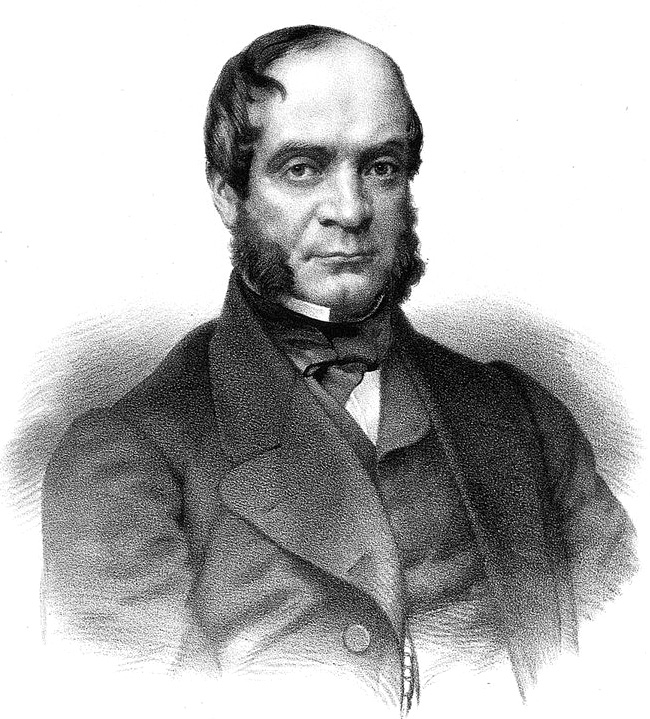
O político russo, general Valerian Platonovich Platonov, nos anos 1850-1864 foi o último proprietário de Bilgoraj

Biłgoraj pertenceu à Áustria até os tempos napoleônicos. Durante a guerra em 1809 foi incorporada ao Ducado de Varsóvia. Após a queda do Ducado no Congresso de Viena, a partir de 1815 estava situada em território russo, na área autônoma do “Congresso” do Reino da Polônia, próxima à fronteira com a Galícia austríaca. Ainda era propriedade particular na época: a partir de 1806 pertencia a Stanisław Kostka Nowakowski, ex-camareiro de Estanislau II Augusto. Ao mesmo tempo, era uma “ilha” solitária nas vastas áreas da propriedade Zamoyski — nunca caiu nas mãos da família Zamoyski, que possuía terras na maior parte do Roztocze Central.
Durante o Levante de Novembro (1830–1831), Biłgoraj não desempenhou um papel estratégico, mas os habitantes apoiaram ativamente as tropas insurgentes. Durante a Revolta de Janeiro (1863–1864), devido à presença da Floresta Solska e à proximidade da fronteira austríaca, a região de Biłgoraj foi a base de operações de numerosas tropas polonesas. Na própria Biłgoraj, organizações clandestinas polonesas operavam antes mesmo da eclosão da revolta, e suas fileiras incluíam também representantes da elite da cidade. Em 2 de setembro de 1863, uma pequena batalha ocorreu nos subúrbios entre os russos e os insurgentes, e um dia depois, cerca de 15 km a leste da cidade, ocorreu a Batalha de Panasówka.
Por volta de 1820, Stanisław Kostka Nowakowski erigiu um palácio em Biłgoraj, cuja arquitetura foi modelada no Parque Łazienki em Varsóvia. Um parque romântico e uma fazenda chamada Rożnówka foram construídos em torno dele. A propriedade de Nowakowski tornou-se um centro de promoção da cultura. Ali eram organizadas reuniões baseadas nos antigos jantares reais de quinta-feira. Essas instalações existiram até a Primeira Guerra Mundial, durante a qual foram destruídas pelo exército russo; a própria Rożnówka acabou se tornando a parte ocidental da cidade. Na segunda metade do século XIX, um novo distrito de Piaski se desenvolveu no lado sudeste da cidade. Sua revolta estava relacionada com a colocação de uma guarnição militar russa lá.
Depois que a família Nowakowski perdeu a cidade, Biłgoraj tornou-se propriedade do político czarista, general Walerian Płatonow. Em 1864, a cidade foi nacionalizada — deixou de ser propriedade particular — e designada como sede do condado na gubernia de Lublin (após sua divisão em 1912 — gubernia de Chełm).
A primeira metade do século XIX foi um período de desenvolvimento econômico para Biłgoraj. Em meados da década de 1860, a cidade entrou em crise, que não se recuperou até meados do século XX. Foi causada pelo declínio do artesanato tradicional da peneira, que não conseguia competir com a produção industrial que se desenvolvia no país. Além disso, devido à proximidade da fronteira austríaca, as autoridades russas bloquearam a possibilidade de conectar a cidade à rede ferroviária em desenvolvimento. Mudanças desfavoráveis foram visíveis na estrutura demográfica: em 1865 Biłgoraj era uma das três maiores cidades da gubernia de Lublin, mas depois sua importância diminuiu apesar do número crescente de habitantes. As dificuldades também estiveram associadas às repressões após a Revolta de Janeiro: a partir de 1864 as autoridades czaristas seguiram uma política de russificação, mas mesmo assim houve, entre outras, ensino secreto polonês.
A crise que durou desde meados do século XIX fez com que nenhuma indústria fosse instalada em Biłgoraj naquela época. Os únicos grandes investimentos da segunda metade do século XIX foram a pavimentação das ruas e a iluminação pública com postes de iluminação.

### Primeira Guerra Mundial e o período entre guerras

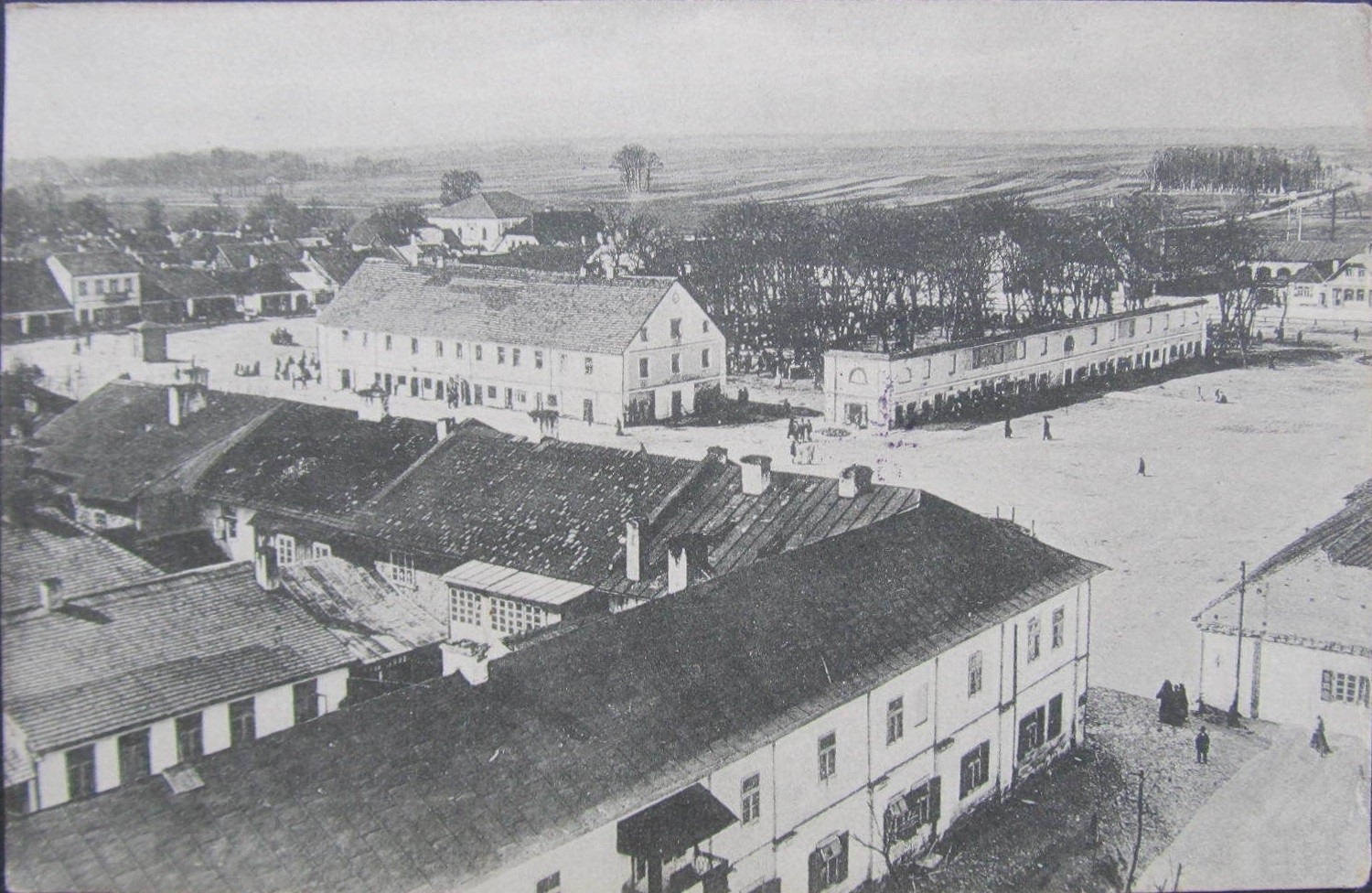
Vista da Praça do Mercado e do edifício da Prefeitura em Biłgoraj, fotografia tirada por volta de 1915

O período da Primeira Guerra Mundial (1914–1918) foi marcado em Biłgoraj pelo fato de que em 1915 a cidade foi finalmente abandonada pelos russos, que se retiraram para o leste após as ofensivas do exército austro-húngaro. Atrás deles, alguns dos habitantes foram evacuados e se juntaram aos invasores. Desde então, Biłgoraj estava sob a jurisdição das autoridades austríacas, que seguiam uma política de roubo e sobrecarregavam fortemente os habitantes. Durante os anos da guerra, a cidade foi atingida por epidemias de cólera e tifo, que, segundo várias fontes, resultaram na morte de cerca de 2,5 mil pessoas. Em geral, a cidade emergiu das hostilidades com a população reduzida pela metade.
A recuperação da independência em 1918 teve uma reação positiva dos habitantes, e os soldados austríacos estacionados em Biłgoraj foram desarmados por membros do ramo municipal da Organização Militar Polonesa. Durante a guerra polaco-bolchevique (1919–1921), Biłgoraj não estava diretamente na zona de operações militares.
O estado de espírito dos habitantes da cidade e dos arredores durante a ofensiva bolchevique em julho de 1920 foi descrito em um relatório do Comitê de Defesa Nacional local: “Em geral, a população espera que os bolcheviques cheguem e afirma que então terão terra e liberdade, 'porque tudo será tirado dos senhores'. (...) Não há uma única comuna onde eles não estejam se escondendo do recrutamento”.
Depois que a Polônia recuperou a independência, Biłgoraj ainda era a sede do condado, a partir desse momento estava localizada na voivodia de Lublin. Devido à crise que perdurou a partir de meados do século XIX, a cidade era um centro pobre e negligenciado. As autoridades polonesas envidaram esforços de investimento: em 1928 foi construído um novo edifício do Hospital do Condado, nos anos 1928–1930 a cidade foi eletrificada e novas instalações escolares foram construídas. Devido ao mau estado das vias de acesso, o lançamento de uma ligação ferroviária de bitola estreita em 1915 foi de grande importância.
A quantidade de nova arquitetura aumentou, mas, apesar disso, a maioria dos edifícios ainda eram antigas casas de madeira. Investimentos foram realizados na indústria e serviços, mas nenhum sucesso espetacular foi alcançado. Até 1939, foram instaladas pequenas empresas, como: olarias, madeireiras, moinhos, serrarias e empresas de transporte de ônibus. Apesar das dificuldades no final da Segunda República Polonesa, Biłgoraj era uma cidade-condado típica e relativamente ordenada na então Polônia central.
Em 1939, Biłgoraj somava cerca de 8,3 mil moradores, dos quais até 5 mil eram judeus, menos de uma centena de ucranianos, e os demais poloneses. Isso significa que após 21 anos de independência, a cidade não conseguiu atingir o número de habitantes que tinha antes da eclosão da Primeira Guerra Mundial e das epidemias que continuaram durante ela.

### Segunda Guerra Mundial

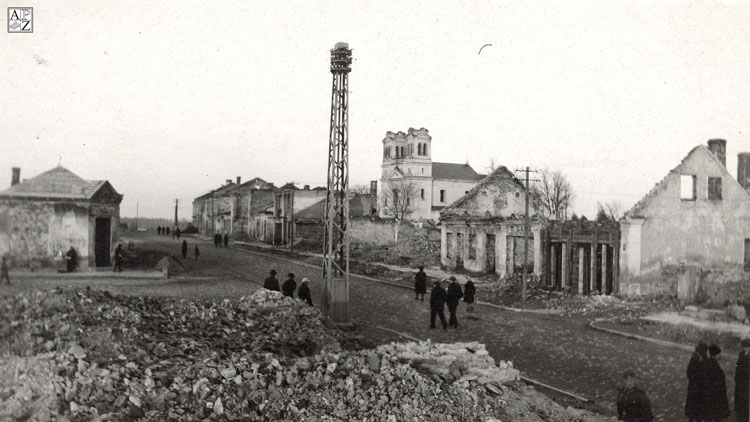
Ruínas da Praça do Mercado em Biłgoraj em 1939, a igreja da Santíssima Trindade e a da Assunção da Bem-Aventurada Virgem Maria queimadas ao fundo

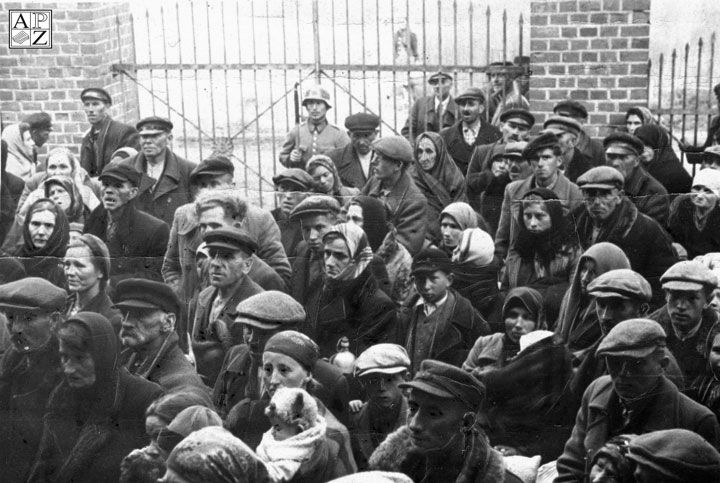
Poloneses da região de Biłgoraj durante o Plano Geral para o Oriente

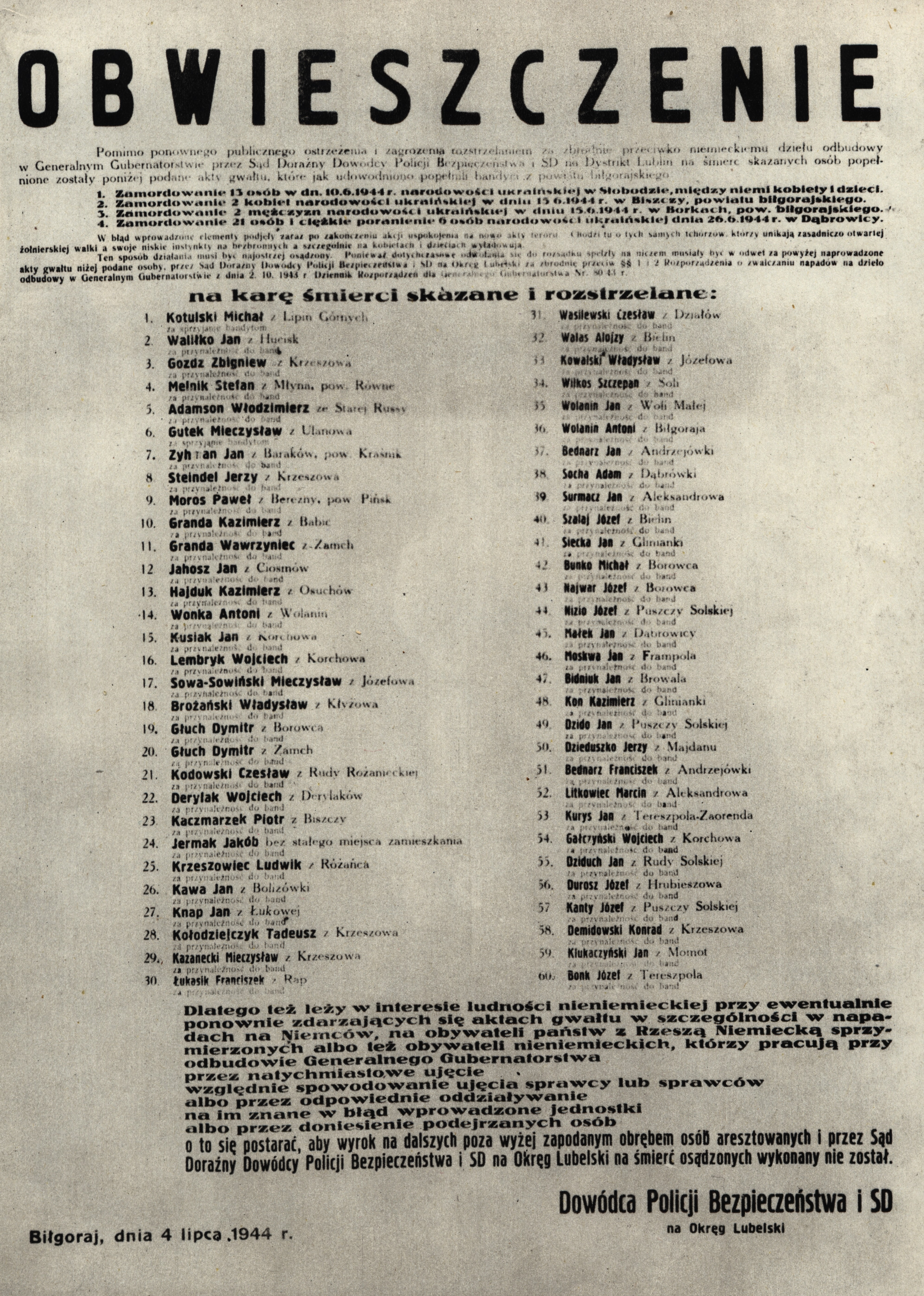
Anúncio de 4 de julho de 1944, informando sobre a execução de 60 poloneses - moradores do condado de Biłgoraj

A agressão alemã contra a Polônia em setembro de 1939 deixou Biłgoraj em ruínas. A destruição da cidade por incêndio criminoso deliberado foi iniciada por sabotadores alemães. A cidade também foi bombardeada duas vezes, em 8 e 14 de setembro, pela Luftwaffe. As ações da força aérea alemã — apesar da defesa antiaérea polonesa, que teve algum sucesso — envolveram a devastação da arquitetura, a morte de habitantes e de soldados poloneses, e os prédios de madeira foram facilmente vítimas de incêndios iniciados por sabotadores alemães. A cidade foi bombardeada duas vezes (8 e 14 de setembro), e os prédios de madeira foram vítimas de um incêndio causado por sabotadores alemães (11 de setembro). Fontes relatam que o brilho do Biłgoraj em chamas foi visto a uma distância de várias dezenas de quilômetros. Segundo as descobertas da polícia militar polonesa, o culpado pela organização do plano para incendiar a cidade foi um sabotador, o superintendente florestal Ryszard Müller, que foi executado após o veredicto de um tribunal militar de campo. O processo de incêndio criminoso foi encerrado em 11 de setembro, quando os soldados do Exército de Cracóvia chegaram à cidade em chamas. Uma investigação revelou as atividades de uma rede de espionagem e sabotagem. Durante a busca, uma estação de rádio também foi encontrada e ficou estabelecido que o organizador da rede era o já mencionado Müller.
Em 15 e 16 de setembro, ocorreu a Batalha de Biłgoraj, com unidades polonesas (principalmente os 11,º, 73,º e 75,º Regimentos de Infantaria; a Brigada Blindada de Varsóvia e outras unidades também passaram pela cidade) recuando em direção a Tomaszów Lubelski, realizaram atividades destinadas a impedir que a cidade fosse tomada pelos alemães. Durante os combates, alguns distritos mudaram de mãos e os edifícios restantes foram cobertos por novos incêndios. Como resultado, 80% dos edifícios foram destruídos. Em Śródmieście, apenas igrejas (também parcialmente incendiadas) sobreviveram. Acredita-se que em 1939 Biłgoraj foi a cidade mais danificada da voivodia.
Os alemães tomaram Biłgoraj em 17 de setembro de 1939. Em 28 de setembro, eles entregaram a cidade às tropas soviéticas, porque conforme o Pacto Ribbentrop-Molotov, a região de Biłgoraj deveria ser incorporada à União Soviética. Como resultado da correção da fronteira, em 3 de outubro, a cidade foi novamente ocupada pelos alemães. Biłgoraj tornou-se a sede do condado no Governo Geral e um local para as tropas da Wehrmacht, sede da Gestapo, polícia criminal Kripo, Orpo e outras unidades especiais.
O período de ocupação alemã foi um momento de terror contra a população polonesa e judaica. Após as ações de setembro de 1939, a maioria dos habitantes ficou desabrigada. O centro da cidade — depois que os escombros foram removidos — era um espaço vazio. Na parte oriental de Biłgoraj, na primavera de 1940, os alemães criaram um gueto para judeus. Os habitantes do gueto foram obrigados a fazer trabalhos pesados e humilhantes na cidade; eles também foram vítimas de execuções públicas em massa, muitas vezes envolvendo até várias centenas de pessoas. O gueto funcionou até novembro de 1942 — os judeus que não foram deslocados ou assassinados antes, foram transportados para o campo de extermínio próximo de Bełżec.
Biłgoraj foi incluída na área coberta pelo Plano Geral do Leste: a região local, na intenção das autoridades alemãs, deveria ser privada da população polonesa e se tornar a primeira área de assentamento alemão na Polônia ocupada. Colaboradores ucranianos também vieram para a cidade.
A região de Biłgoraj —  em particular a área da Floresta Primitiva de Solska —  tornou-se a área de uma concentração muito forte de forças de resistência. Principalmente unidades da União da Luta Armada-Exército da Pátria, os Batalhões de Fazendeiros e o Exército Popular operaram aqui. A sua atividade prejudicou significativamente o funcionamento da administração alemã. Houve situações onde os alemães ficaram isolados na cidade — eles mantiveram a comunicação graças à organização de comboios militares, que viajaram pelas florestas até Biłgoraj. Segundo algumas fontes, foram mesmo obrigados a manter comunicação aérea com a cidade.
Ações subversivas ocorreram na cidade, que tiveram ampla repercussão no país. Foram, entre outros ataques bem sucedidos por partisans poloneses na prisão de Biłgoraj em 1943. Em 1944, nas imediações de Biłgoraj, ocorreram duas maiores batalhas na história do submundo antinazista polonês: em Porytowe Wzgórze e perto de Osuchy. Naquela época, os alemães instalaram um campo de prisioneiros de guerra temporário em Biłgoraj e, em julho de 1944, em Rapy, eles assassinaram mais de 60 guerrilheiros capturados.
A ocupação alemã de Biłgoraj terminou após breves combates em 24 de julho de 1944. Foi tomada pelas tropas soviéticas do 3.º Exército de Guardas. Uma unidade guerrilheira soviética sob o comando de Grigory Kovalev também participou da ação. A cidade saiu da guerra completamente destruída e privada de cerca de metade da sua população.

### Tempos recentes
O fim da guerra em Biłgoraj causou um conflito pelo poder. A disputa continuou entre os comunistas que vieram com as tropas soviéticas e os partidários poloneses leais ao governo polonês no exílio. Em julho de 1944, partidários do Exército da Pátria e dos Batalhões de Fazendeiros entraram em Biłgoraj, organizaram um desfile militar, criaram a Delegação do Governo em Londres e seus próprios serviços de segurança. Ao mesmo tempo, a administração começou a ser estabelecida pelas autoridades soviéticas. Depois de alguns dias, as instituições partidárias deixaram de existir e Biłgoraj caiu sob a jurisdição das autoridades comunistas.
Depois de 1944, Biłgoraj foi o centro de atividade de organizações anticomunistas clandestinas. Ramos dos chamados soldados amaldiçoados, que fizeram ataques armados à sede da Milícia dos Cidadãos em maio e junho de 1945.

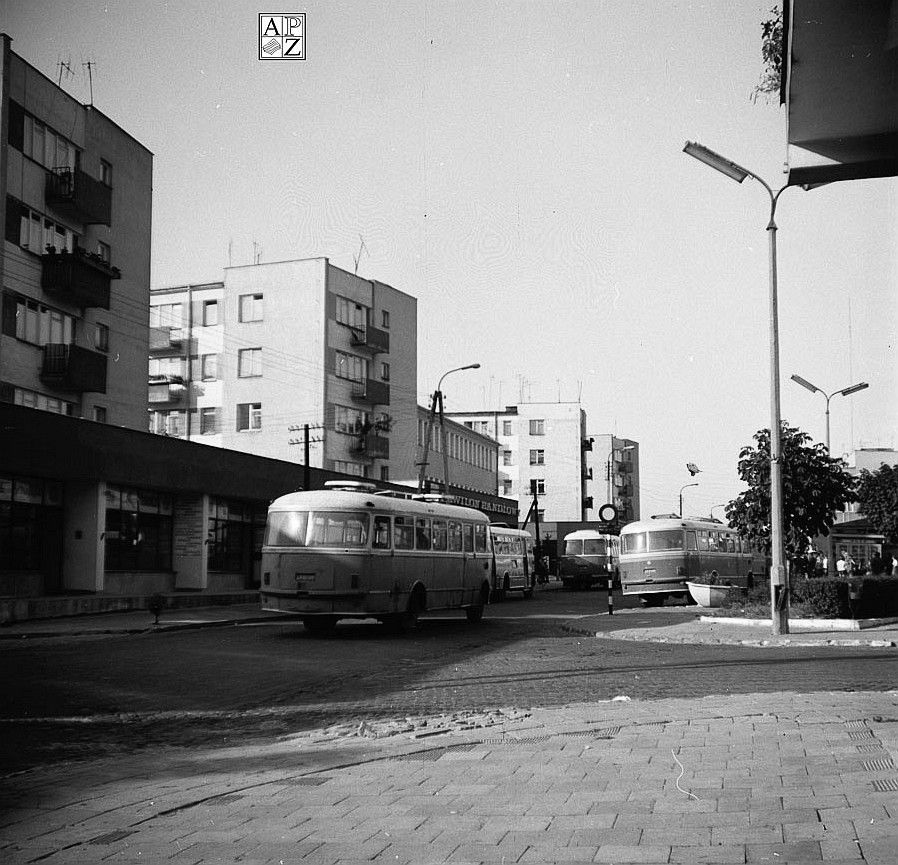
Fachada ocidental da praça Wolności e blocos de apartamentos recém-construídos — 1970

A segunda metade da década de 1940 e as décadas de 1950 e 1960 foram uma época de reconstrução da cidade dos danos da guerra. No lugar da antiga arquitetura de madeira, foram construídos novos edifícios residenciais e de serviços. Em 1966, a Prefeitura modernista foi colocada em uso. Na década de 1960, Biłgoraj se industrializou e se transformou em um grande centro de indústria leve. Em 1971, a ferrovia de bitola estreita foi abolida e substituída por bitola padrão e bitola larga. Em 1984, foi encomendada a primeira Aldeia de Crianças SOS na Polônia, um evento famoso à escala europeia. Parte significativa do investimento estava relacionada à atividade ativa do político comunista Józef Dechnik.
Até 1975, Biłgoraj ainda era a sede do condado na voivodia de Lublin. Ao planejar a reforma administrativa de 1975, considerou-se que ali se localizaria a sede de uma nova voivodia. Apesar da importância industrial da cidade, a vizinha Zamość foi escolhida como sede da nova unidade. Desde então, Biłgoraj foi a segunda maior cidade da voivodia de Zamość. Após a reforma administrativa em 1999, pequenas voivodias — incluindo a de Zamość — foram liquidadas e Biłgoraj tornou-se novamente uma cidade distrital da voivodia de Lublin.
Em 1978, comemorou-se o 400.º aniversário da fundação da cidade. Biłgoraj — em reconhecimento de seus méritos para o Estado polonês, especialmente durante a última guerra — foi condecorada com a Cruz de Comandante da Ordem da Polônia Restituta.
Nos anos do pós-guerra, o número de habitantes aumentou. A cidade devastada em 1944 era habitada por apenas cerca de 5 mil habitantes. Até 1965, já havia cerca de 10 mil deles, em 1978, 18 mil, e no século XXI Biłgoraj era um centro com quase 30 mil habitantes. Este fenômeno foi associado a um aumento da área: em 1954, a vila de Puszcza Solska foi incorporada a Biłgoraj, além disso, novos distritos foram criados e os existentes foram ampliados.
Durante os eventos de “Agosto de 1980”, ocorreram greves em algumas das empresas em Biłgoraj — as equipes da Fábrica de Malhas Seagull e da Fábrica da Indústria Metalúrgica participaram delas. No mesmo ano, as primeiras unidades do NSZZ “Solidarność” foram fundadas na cidade. A lei marcial nos anos 1981–1983 deixou sua marca em Biłgoraj: as autoridades prenderam alguns ativistas da oposição, a cidade tornou-se uma área de distribuição de jornais e folhetos anticomunistas e greves foram organizadas em algumas fábricas. Uma ação barulhenta foi uma tentativa de organizar uma greve de 120 funcionários da Fábrica de Reparação de Carros Biłgoraj.
As mudanças econômicas da transformação política em 1989 foram associadas a transformações no perfil industrial e de serviços da cidade. Na década de 1990, apesar do colapso de algumas empresas, Biłgoraj foi considerada uma das cidades de desenvolvimento mais dinâmico da região de Lublin, graças aos investimentos bem-sucedidos em novas fábricas. A segunda década do século XXI trouxe inúmeros investimentos em habitação e infraestrutura urbana. A atualidade caracteriza-se também por — como em quase todas as cidades do país — um abrandamento significativo do aumento do número de habitantes.

## Folclore urbano
Biłgoraj — desde a crise em meados do século XIX — até o início do século XX era uma cidade relativamente separada de outros centros do país. Era muito influenciada pela localização entre as florestas da Floresta Primitiva de Solska, o que dificultou a comunicação. Além disso, foi um centro de penetração de influências de vários grupos étnicos diferentes. Tal especificidade influenciou tanto o desenvolvimento da cultura urbana individual, regional, como — em tempos posteriores — auxiliou a mantê-la, apesar do influxo de novas tendências e estilos.

### Peneiras de Biłgoraj

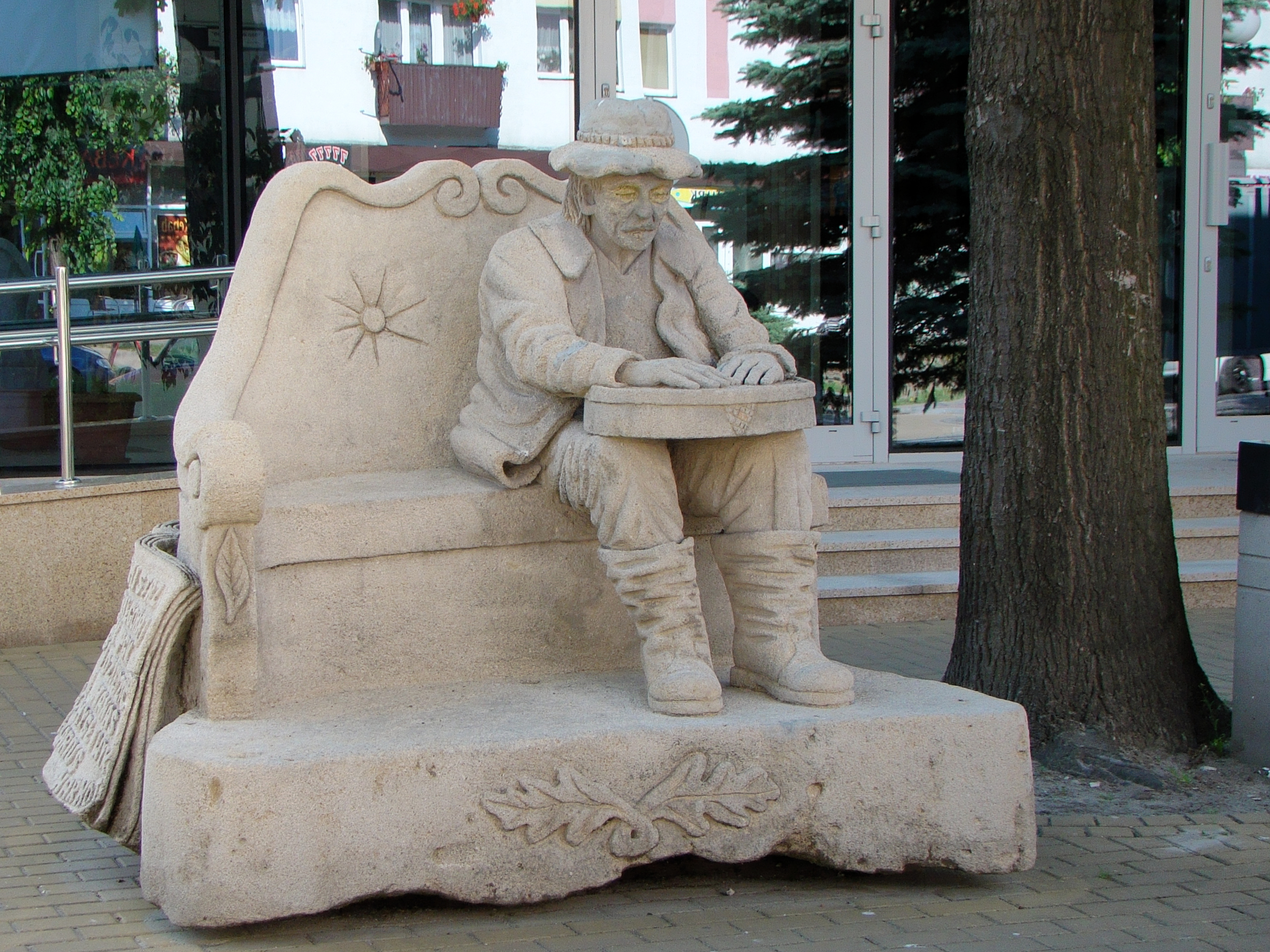
Monumento representando um fabricante de peneiras no trabalho, colocado em frente ao Centro Cultural Biłgoraj

Desde o momento de sua fundação no século XVI, Biłgoraj foi um centro de artesanato em desenvolvimento dinâmico, que em um determinado período começou a assumir uma cor única. Relacionava-se principalmente com a progressiva especialização profissional dos citadinos que se dedicavam a um campo bastante restrito, que era a produção de peneiras. Sabe-se que a guilda dos fabricantes de peneiras em Biłgoraj foi fundada antes de 1693. O surgimento desta especialização esteve provavelmente relacionado ao afluxo de colonos da Mazóvia que — aproveitando a proximidade de grandes áreas florestais — se estabeleceram na cidade no século XVII. Esta produção tornou-se uma atividade familiar: os homens preparavam hastes de madeira para amarrar as peneiras e as mulheres — com a ajuda de um krojsa, que era uma espécie de tear — teciam material de triagem de crina de cavalo.
Com o tempo, o fabricante de peneiras tornou-se o grupo social numericamente dominante entre os habitantes. Na primeira metade do século XIX, os artesãos representavam cerca de 65% dos habitantes de Biłgoraj; a participação de representantes do comércio de peneiras entre eles variou de 80 a 90%. Até meados do século XIX, a atividade poderia ser um campo muito lucrativo; sua importância diminuiu mais tarde e, na virada do século XX, a profissão de fabricante de peneiras era frequentemente percebida como um símbolo de pobreza e atraso.
A singularidade da profissão de fabricante de peneiras foi possibilitada pelo fato de que os próprios produtores também lidavam com atividades comerciais. Os produtos acabados eram vendidos de tal forma que na primavera de cada ano, os homens, habitantes de Biłgoraj, deixavam a cidade e partiam em diferentes direções. As viagens dos vendedores de peneiras alcançaram regiões distantes, como a Tchéquia, Hungria, Moldávia, Prússia e partes distantes da Rússia. As expedições terminavam no outono, quando os habitantes da cidade retornavam a Biłgoraj. A repetição anual de viagens influenciou a vida familiar e a economia urbana.
Havia tradições específicas associadas às visitas do vendedor de peneiras. O Żałosne, isto é, o ritual anual de despedida dos homens que saíam para o comércio, consistia em uma reunião conjunta de todos os homens que partiam e suas famílias. Durante essas reuniões, muita diversão acontecia. No dia seguinte, o vendedor deixava a cidade e todos os habitantes os escoltavam. Junto à imagem de São João Nepomuceno, escolhido pelos fabricantes de peneiras como patrono, era seguido de uma despedida. Radosne, ou seja, cumprimentar as pessoas que voltavam alguns meses depois, era de natureza semelhante.
Um fato específico era a existência de uma linguagem secreta entre eles, um tipo de fala criptografada compreensível apenas para os habitantes da cidade de Biłgoraj. Eles a usavam para poder se comunicar na presença de estranhos durante as viagens comerciais. Nesta língua havia, entre outros, expressões do dialeto urbano sugeridas sob outros termos. Hoje, as regras lexicais e gramaticais dessa língua não são mais conhecidas, e o glossário existente abrange apenas algumas dezenas de palavras.

### Multiculturalismo histórico
Biłgoraj foi fundada como uma cidade particular pertencente aos protestantes da família Gorajski. A partir desse momento, foi um importante centro para os seguidores do calvinismo. Eles tinham sua própria igreja, escola e uma conhecida gráfica de escritos religiosos. A família Gorajski também tentou fazer da cidade um centro de convenções da Reforma protestante. A influência protestante em Biłgoraj desapareceu com a extinção da família fundadora.
Devido à sua localização, Biłgoraj costumava ser habitada por muitos rutenos — os ancestrais dos ucranianos de hoje. O efeito disso é a influência dos padrões rutenos nos detalhes do traje tradicional de Biłgoraj. No passado, havia uma igreja ortodoxa na cidade, usada pelos uniatas, mais tarde chamados de católicos-gregos (nos anos de 1875 a 1916 era uma igreja ortodoxa). Atualmente, o edifício desta igreja é a igreja de São Jorge. No entanto, já em 1939, os ucranianos constituíam uma porcentagem insignificante da população da cidade. Seu número aumentou temporariamente durante a ocupação alemã de 1939–1944 e durante a implementação do Plano Geral do Leste pelos nazistas.
Durante o período de anexação russa (1815–1915), os russos chegaram à cidade. Entre eles estavam escriturários, soldados e oficiais, professores, mercadores. Durante a Primeira Guerra Mundial (1914–1918), eles deixaram a cidade, fugindo do avanço dos exércitos austro-húngaros.
Biłgoraj era um lugar com um número particularmente grande de judeus; eles próprios muitas vezes a intitularam como um shtetl. No início do século XX, eles constituíam a maioria da população da cidade. Eles eram principalmente comerciantes; uma parte muito menor estava envolvida em artesanato, incluindo a produção de peneiras. Até 1939, Biłgoraj tinha uma divisão territorial informal da cidade – os judeus viviam principalmente em torno da Praça do Mercado, rua Lubelska e rua Nadstawna e, em menor grau, também nos subúrbios. Poucos incidentes ocorreram em Biłgoraj no período 1918–1939, em que houve manifestações de agressão mútua entre poloneses e judeus. Geralmente, no entanto, os contatos de ambos os lados eram pacíficos.

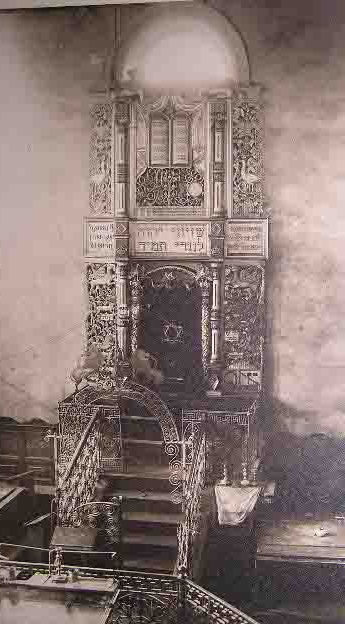
Aron ha-kodesh (uma caixa para armazenar rolos do Torá) na sinagoga de Biłgoraj

Na cidade, os judeus tinham instalações próprias, como, por exemplo:
- Sinagoga — construída em 1875 na rua Lubelska, no lugar de uma anterior do início do século XVIII;
- Três cemitérios, dois dos quais foram posteriormente destruídos pelos nazistas;
- Balneários, mikvás, casas de oração, escolas;
- Mansão do Rebe Mordechaj Rokeasch, atraindo muitos chassídicos para a cidade;
- Gráfica de livros em hebraico fundada em 1909.

Isaac Bashevis Singer, que mais tarde se tornou um Nobel de Literatura, cresceu em Biłgoraj por vários anos. A cidade teve uma influência significativa em suas obras posteriores.
O fim da comunidade judaica em Biłgoraj foi provocado pelo período da Segunda Guerra Mundial. Uma onda de judeus — cerca de 1 000 pessoas — deixou Biłgoraj com o exército soviético em setembro de 1939. A maioria dos outros foi vítima do Holocausto. Em 1939, os alemães estabeleceram um gueto na cidade. Seus habitantes foram deportados de Biłgoraj no curso de várias ondas de transporte; a liquidação final do gueto ocorreu em novembro de 1942. Os judeus de Biłgoraj foram enviados para o campo de extermínio próximo em Bełżec.
Durante a ocupação, os nazistas destruíram a sinagoga e outras instalações relacionadas à cultura judaica. Um dos três cemitérios judaicos sobreviveu. Atualmente, são poucos os vestígios originais da presença da antiga comunidade judaica na cidade.
Devido às condições históricas descritas, Biłgoraj é chamada de Cidade das Três Culturas — polonesa, judaica e rutena/russa. Este fato é referido, entre outros, por Investimento da cidade na trilha das culturas e alguns dos eventos culturais organizados em Biłgoraj.

### Arquitetura antiga
No passado, a localização da cidade nas florestas da Floresta Primitiva de Solska fez a arquitetura única de Biłgoraj. Devido ao fácil acesso à matéria-prima, a maioria das construções era em madeira até o final do século XIX. Essas casas eram geralmente cobertas com telhas, e suas paredes eram rebocadas e caiadas de cal, o que lhes dava uma aparência específica. Entre as construções de madeira, destacaram-se as construções de alvenaria, em especial as igrejas.

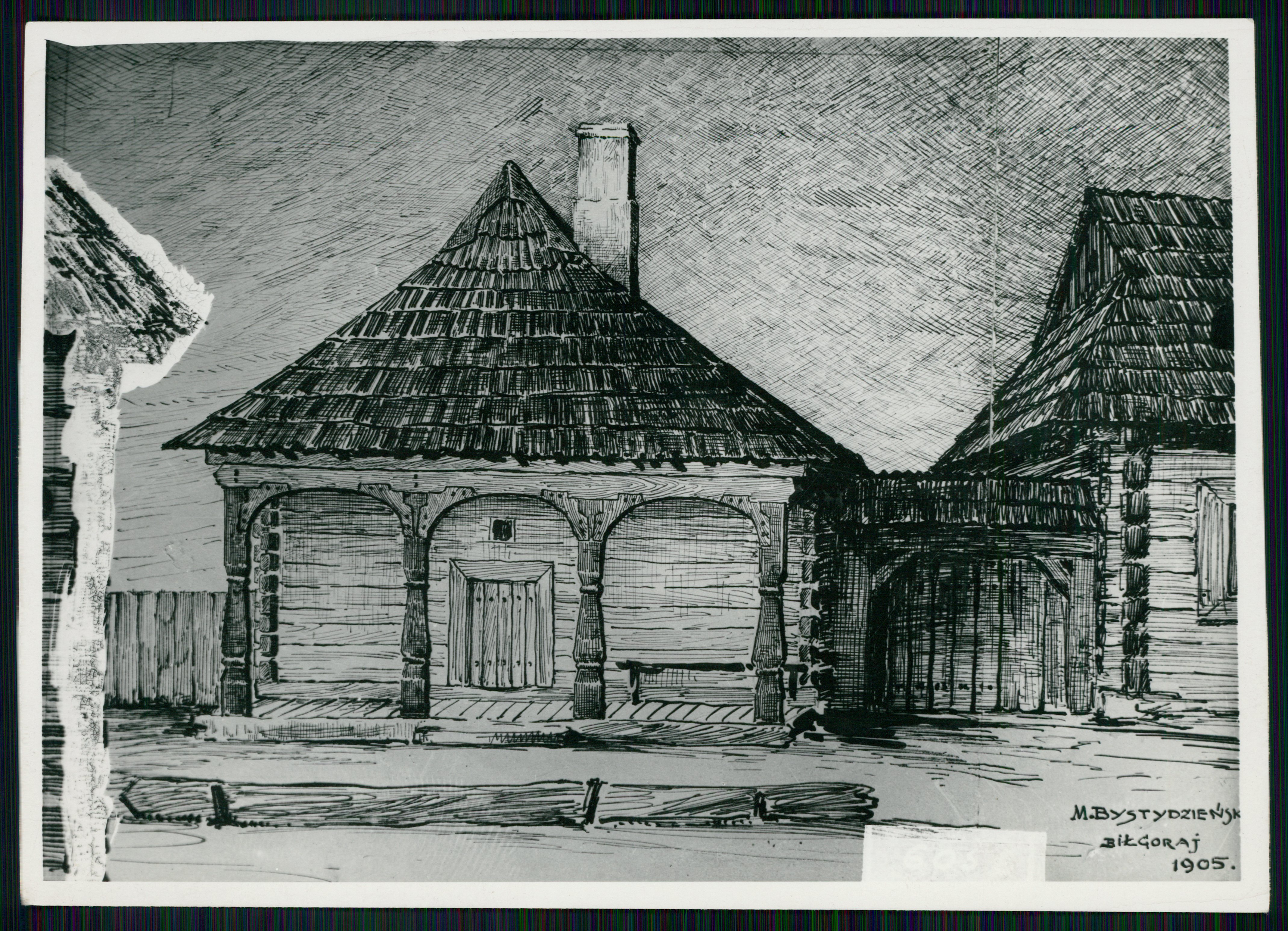
Casa de madeira com arcadas — arquitetura típica do antigo centro de Biłgoraj. Gravura de Maksymilian Bystydzieński de 1905

Outra característica dos edifícios em Biłgoraj foi a conexão de alguns dos edifícios com os requisitos que lhes são impostos pela operação das instalações de produção de peneiras. Muitas casas particulares foram divididas em duas partes: residencial e oficina (com salas de trabalho e armazenamento). Ao redor das casas foram erguidos objetos que atendiam às necessidades dos fabricantes de peneiras (incluindo cocheiras). Esses complexos de edifícios de madeira eram chamados de canetas de peneira. Várias delas foram localizadas, entre outras, ao longo da rua Nadstawna.
As casas de madeira perto da Praça do Mercado tinham uma arcada. No entanto, já no início do século XX, a Praça do Mercado foi cercada com edifícios de alvenaria. Havia também casas ao longo das ruas, cujo caráter se referia à origem étnica dos moradores — fotos antigas mostram, entre outras, casas tártaras de madeira. Alguns dos edifícios eram casas senhoriais urbanas (por exemplo, a chamada casa senhorial de lariço na rua Tadeusza Kościuszki).
Os edifícios de madeira da cidade acarretavam o perigo de inúmeros incêndios. Por exemplo, nos anos de 1788–1794, um grande incêndio na cidade ocorreu em média a cada dois anos.
O fim do desenvolvimento tradicional de Biłgoraj veio no século XX. No período entre guerras (1918–1939), o número de edifícios modernos de tijolos na cidade aumentou. A destruição da arquitetura antiga foi causada pelas operações militares de setembro de 1939. Os últimos edifícios foram demolidos na era dos investimentos em construção nas décadas de 1960 e 1970. Na Biłgoraj de hoje existem apenas alguns restos de antigas casas de madeira. Algumas delas desempenham funções públicas, e algumas acabam por se degradar.

### Culinária regional
A cozinha tradicional de Biłgoraj foi baseada em produtos entregues à cidade pelos habitantes das aldeias vizinhas. Sua lista não é muito diversificada, porque a vizinhança de Biłgoraj é caracterizada por solos pouco férteis. A maioria dos pratos típicos da região de Biłgoraj são baseados em batatas, leite, frutas da floresta e, em particular, o trigo-sarraceno popular nesta região.
O prato regional mais famoso é o Bolinho “careca” de Biłgoraj (Biłgoraj pierogi), que antigamente era assado para ocasiões especiais. É preparado com base em trigo-sarraceno, batatas, quark, ovos e creme de leite. Desde 2005, é um produto protegido, inscrito na Lista Nacional de Produtos Tradicionais do Ministério da Agricultura e Desenvolvimento Rural.
Outros produtos alimentares típicos de Biłgoraj são: o óleo de linhaça, preparado principalmente no Natal, tinturas alcoólicas — arando e corniso — bem como os chamados Rolos de Biłgoraj feitos de repolho, cominho e alho. Pode-se adicionar também pedaços de pão (Kaszak) e de bolo de cebola de Lublin (“Cebularz”) a esta lista.
Nos séculos XVII e XVIII, Biłgoraj era um famoso centro de fabricação de cerveja onde a cerveja Biłgoraj era produzida, mas a receita, composição e caráter desta bebida foram perdidos em tempos posteriores.

### Lendas
Ao longo dos séculos de existência da cidade, os habitantes de Biłgoraj criaram histórias e lendas nas quais ela aparece ou desempenha um papel de destaque. As lendas de Biłgoraj referem-se tanto a tradições urbanas (por exemplo, fabricação de peneiras) quanto a grupos culturais anteriormente presentes na cidade (por exemplo, à coexistência de poloneses e judeus).
Um deles é uma história sobre toponímia local. De acordo com seu conteúdo, em tempos antigos não especificados, as terras da atual região de Biłgoraj foram devastadas por invasões tártaras. Durante uma delas, ocorreu uma batalha na qual o bravo príncipe Goraj enfrentou os invasores. Seus guerreiros foram vitoriosos e, como lembrança do evento, uma pedra foi colocada no campo de batalha com a inscrição Tu bił Goraj Tatarów (Aqui é onde Goraj venceu os tártaros). O tempo apagou a frase, deixando apenas as palavras bił Goraj. Daí o nome da vila, que mais tarde foi construída neste local.
Outra lenda bem conhecida é a lenda sobre a beleza dos habitantes da cidade de Biłgoraj. Seu personagem principal é uma garota que infelizmente se apaixonou por um rico fabricante de peneiras. Incapaz de conquistar o homem escolhido, ela implorou por misericórdia no mosteiro na Floresta de Solska. A santa padroeira do mosteiro, Santa Maria Madalena, dotou milagrosamente ela e outras mulheres de Biłgoraj com uma beleza extraordinária. O escolhido deveria pedir a mão da menina, ela seria enterrada ao lado da fonte do mosteiro após sua morte, e as mulheres da cidade seriam muito bonitas para sempre. Esta lenda foi escrita em meados do século XIX por um regionalista, Antoni Wieniarski.
Um conto cômico é a história de um mestre fabricante de peneiras que enganou Belzebu. Ele estava indo para o inferno pelas dívidas não pagas que contraiu enquanto negociava. No entanto, ele fez um pacto com o diabo, com o poder de fazer peneiras para as necessidades da vida após a morte. Ele bordou o sinal da cruz na tela de uma delas, pelo que o demônio apavorado ordenou que ele deixasse o inferno.

### Música e danças

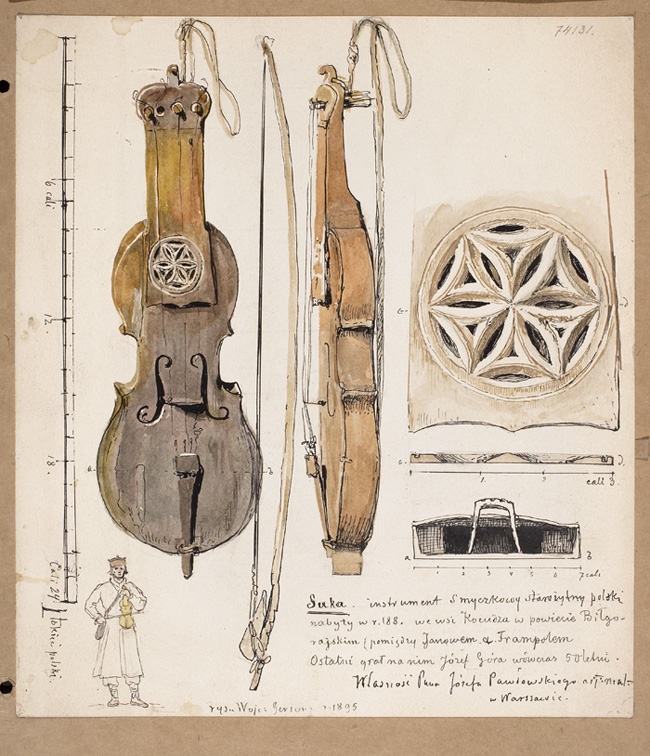
Instrumento musical — suka Biłgoraj — aquarela de Wojciech Gerson de 1905

A região de Biłgoraj desenvolveu sua própria música, danças e instrumentos musicais. As músicas contêm referências ao ofício da fabricação de peneiras.
Um antigo instrumento musical regional é o suka Biłgoraj. Oskar Kolberg já estava escrevendo as melodias e canções folclóricas da região de Biłgoraj. A coreografia das danças de Biłgoraj é um ponto fixo no repertório dos grupos de dança folclórica polonesa (incluindo ZPiT Słowianki da Universidade Jaguelônica em Cracóvia).

### Trajes típicos
Até a segunda metade do século XIX, os habitantes de Biłgoraj e arredores usavam um traje característico, que na etnografia é referido como Biłgorajski ou Biłgorajsko-Tarnogrodzki. Ele é visto desde a região de Goraj, no norte, até Sieniawa no sul, da aldeia de Harasiuki no oeste até as aldeias de Łukowa e Aleksandrów no leste. Assim, basicamente coincidiu com a parte central da planície de Biłgoraj.
Este traje era variado: era usado diferentemente pelos habitantes da aldeia e de da cidade de Biłgoraj. Os habitantes da cidade, ganhando renda com a fabricação de peneiras, podiam comprar itens que os camponeses pobres não podiam comprar (por exemplo, espartilhos e żupans com fios de ouro).
O traje de Biłgoraj é considerado tipicamente eslavo, um dos mais arcaicos da Polônia. Seus principais elementos são:
- No caso do traje feminino: uma camisa de linho branco, uma saia branca, para as casadas, um toucado complicado chamado hamełka, todo decorado com elementos vermelhos (o chamado bordado de Biłgoraj, no seu desenho semelhante ao bordado ucraniano);
- No caso do traje masculino: camisa branca de linho, calça de linho, tudo preso com cinto de couro com várias fivelas; por cima, um casaco castanho-avermelhado escuro e um gorro semelhante com quatro pompons, denominado gamerka.[63]

Era uma tradição entre os habitantes da cidade de Biłgoraj ter colares de contas vermelhas, que eram passados de geração em geração.

## Economia

### Indústrias

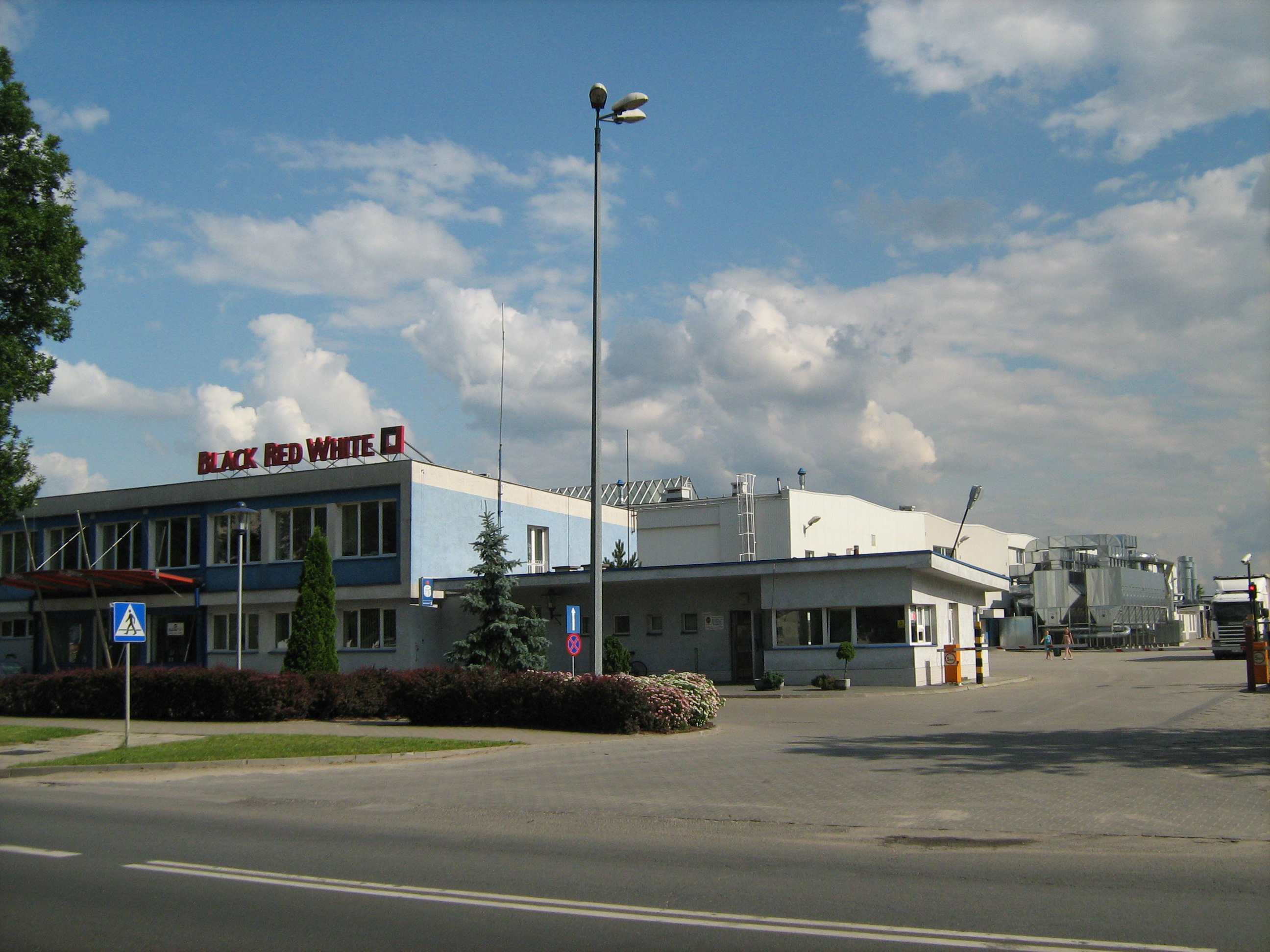
Instalações administrativas e de produção da empresa Black Red White

O período de partições e o período entre guerras não deixaram Biłgoraj com empreendimentos industriais significativos. O caráter da cidade nesta área foi determinado apenas nas décadas de 1960 e 1970, quando aqui se instalaram as primeiras grandes empresas estatais da história. Estas eram, por exemplo, Mewa e Bitra (um dos maiores centros de malharia do país), Construtora Biłgoraj, Oficina de Reparos de Material Circulante, Empresa de Construção de Ferrovias e Rodovias, bem como cooperativas de trabalhadores com foco no artesanato tradicional de Biłgoraj - fabricação de peneiras.
Transformações significativas no sistema industrial de Biłgoraj — como na maioria das cidades polonesas — foram provocadas pela transformação sistêmica após 1989. Algumas empresas estatais faliram, por exemplo, fábricas ferroviárias e rodoviárias. As demais passaram por transformações jurídicas e patrimoniais e operaram no regime de livre mercado. Além disso, Biłgoraj tornou-se um local de tentativas de desenvolver novas empresas privadas, bem como um local para investimentos estrangeiros.
Atualmente, Biłgoraj é um dos principais centros industriais da voivodia de Lublin. No entanto, o maior aumento de novos investimentos foi característico da década de 1990 e início da primeira década do século XXI. A cidade concentra fábricas que atuam principalmente nos setores da indústria leve, alimentícia e madeireira. As empresas industriais mais reconhecidas localizadas na cidade são:
- Ambra S.A., empresa polonesa de vinhos fundada na década de 1990, atualmente sediada em Varsóvia; em Wola Duże, nos subúrbios orientais de Biłgoraj, encontram-se as suas salas de engarrafamento, onde são produzidas as marcas de bebidas alcoólicas Cydr Lubelski, Dorato, Cin&Cin, Michelangelo, Fresco e El Sol.[64]
- Black Red White S.A., a maior empresa polonesa produtora de móveis, fundada na década de 1990, em Biłgoraj, com sede e principais pavilhões de produção e depósito.
- Mewa S.A., empresa remanescente da antiga fábrica de malhas Biłgoraj, produtora de roupa íntima, também atuando na área de design e comércio.[65]
- Model Opakowania Sp. z o.o., empresa suíça fundada no século XIX e produtora de embalagens de cartão, tendo desde 1998 uma das suas várias fábricas (incluindo duas na Polônia) em Biłgoraj.[66]
- Mostostal-Met Sp. z o.o., uma empresa polonesa produtora de correntes metálicas, arames e produtos de metal em Biłgoraj, que surgiu da Fábrica Metalúrgica Polmetal,[67] fundada em 1962.
- Pol-Skone Sp. z o.o., fundada na década de 1990, uma empresa polonesa produtora de janelas e portas de madeira, com uma de suas quatro fábricas em Biłgoraj.[68]

Além disso, Biłgoraj reúne outras empresas menores com perfil produtivo e comercial. As atividades formais relacionadas aos planos de construção de uma usina de cogeração movida a biomassa na cidade estão em estágio avançado, a ser lançada pela empresa norueguesa TergoPower. Em 2012, a mídia regional divulgou informações de que a corporação sueca IKEA também queria abrir suas fábricas em Biłgoraj, embora as autoridades locais alegassem que a empresa não havia conversado sobre o assunto com elas.
No total, 329 entidades empresariais operavam no setor industrial em 2016 em Biłgoraj.

### Comércio e serviços
Biłgoraj é o centro do terceiro setor da economia em uma escala regional. É o lar, entre outros, de lojas, lojas de alimentos e indústrias de desconto, centros comerciais e lojas de departamento, empresas de transporte, estabelecimentos bancários e de seguros, unidades de campo de operadores de energia.
As empresas de serviços estão em sua maioria agrupadas em Śródmieście e nas proximidades das duas principais vias de circulação do centro da cidade — ou seja, ao longo da rua Tadeusza Kościuszki e da rua Długiej/Bohaterów Monte Cassino. Um papel importante para os habitantes dos arredores é desempenhado pelo mercado municipal com sua feira livre de quinta-feira, organizada segundo a tradição.

### Segurança pública, economia comunitária e habitacional

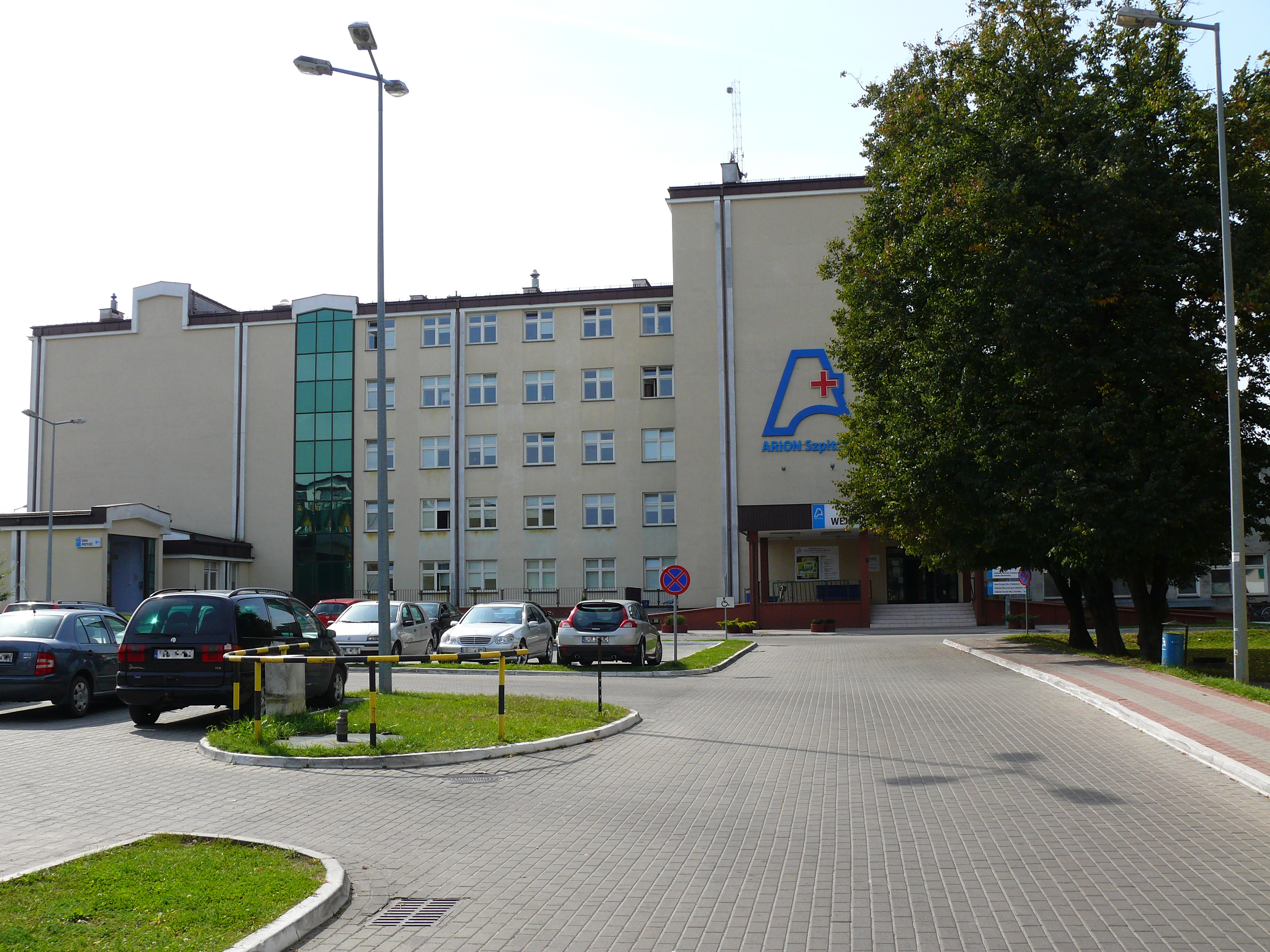
Uma das instalações do hospital distrital

Existe apenas um hospital em Biłgoraj. É uma unidade do condado, desde 2010, arrendada pela empresa privada Arion Szpitale sp. z o.o. Na área da saúde, há também o Posto Autônomo de Ambulâncias Públicas, postos de saúde particulares e redes privadas de farmácias.
No que diz respeito aos serviços uniformizados, em Biłgoraj existe um quartel-general da polícia do condado e uma Brigada de incêndio do condado (com um departamento de salvamento aquático e ecológico). Além disso, há uma unidade de guarda municipal.
Em termos de serviços municipais, a cidade é servida pela Sociedade Gestora Municipal em Biłgoraj sp. z o.o. Ela cuida, por exemplo, do aterro sanitário municipal (na cidade de Korczów, na periferia sul de Biłgoraj), da captação de água e de uma estação de tratamento mecânico e biológico do esgoto localizada no distrito da Floresta de Solska. Dentro do mesmo conjunto habitacional, existe a principal central de aquecimento municipal, operada pela Biłgorajskie Przedsiębiorstwo Energetyki Cieplnej sp. z o.o.
Em 2016, em Biłgoraj, 99,2% dos habitantes usavam o sistema de abastecimento de água, 86,0% dos habitantes usavam o sistema de esgoto e 29,5% dos habitantes tinham acesso a uma conexão de gás.
O parque habitacional da cidade em 2018 era de 8,9 mil apartamentos.

### Educação

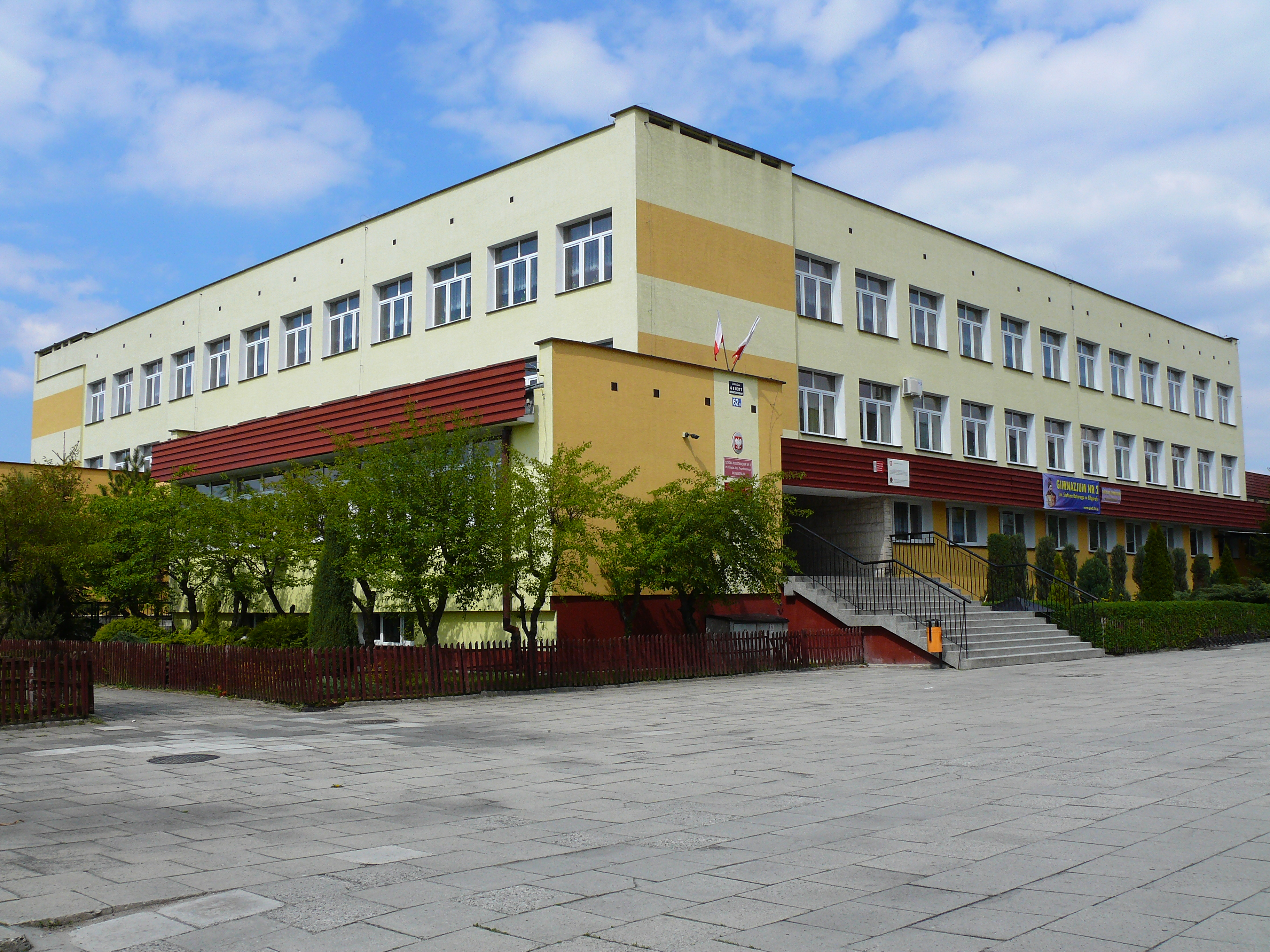
Edifício da Escola Primária n.º 5 Padre Jan Twardowski

Em 2016, funcionavam 2 creches na cidade, 8 jardins de infância, 5 escolas primárias e 5 escolas secundárias. Havia uma média de 21 alunos por turma nas escolas primárias e uma média de 23 alunos nas escolas secundárias inferiores.
O ensino médio é representado por 3 escolas secundárias gerais, assim como escolas secundárias especializadas, escolas técnicas, escolas profissionalizantes, escolas superiores e escolas para adultos. Algumas dessas instituições educacionais estão agrupadas em complexos escolares.
Entre as escolas do governo local, há também a Escola Primária Estatal de Música.
Além do governo local, há uma série de instituições particulares de ensino na cidade. Esses incluem idiomas e escolas pós-secundárias. Até 2015, uma faculdade de graduação da Universidade Maria Curie-Skłodowska funcionava em Biłgoraj. No domínio do ensino superior, existe um Colégio de Assistentes Sociais.
Uma importante organização educacional é a Aldeia Infantil SOS, operando em Biłgoraj desde 1982, fundada como a primeira na Polônia e atualmente uma das quatro no país.

## Transportes

### Transporte rodoviário
Biłgoraj está localizada fora do caminho das principais rodovias e centros de trânsito do país. Isso é influenciado por sua localização no centro da Floresta de Solska e pelas condições históricas — durante as partições da Polônia, a administração russa não desenvolveu uma rede de comunicação perto das fronteiras de seu país.
A cidade é um cruzamento de três estradas provinciais:
- (Lublin — Biłgoraj — Przeworsk — Grabownica Starzeńska), uma rota norte-sul e permite contato direto com, entre outras, Lublin, Rzeszów, Przemyśl e a autoestrada A4;[84]
- (Tomaszów Lubelski — Józefów Biłgorajski — Majdan Nowy), uma rota leste-oeste e permite contato direto com, entre outras, Tomaszów Lubelski e a fronteira oriental do país;[84]
- (Szczebrzeszyn — Biłgoraj — Nisko), uma rota leste-oeste e permite contato direto com, entre outras, Zamość e Stalowa Wola.[84]

A cidade também é uma junção de estradas do condado, que fornecem acesso a aldeias próximas.
A estrada nacional DK74 é a mais próxima de Biłgoraj (passa pela cidade de Frampol, localizada 16 km ao norte). A autoestrada mais próxima é a A4, cerca de 60 km a sul.

### Transporte ferroviário

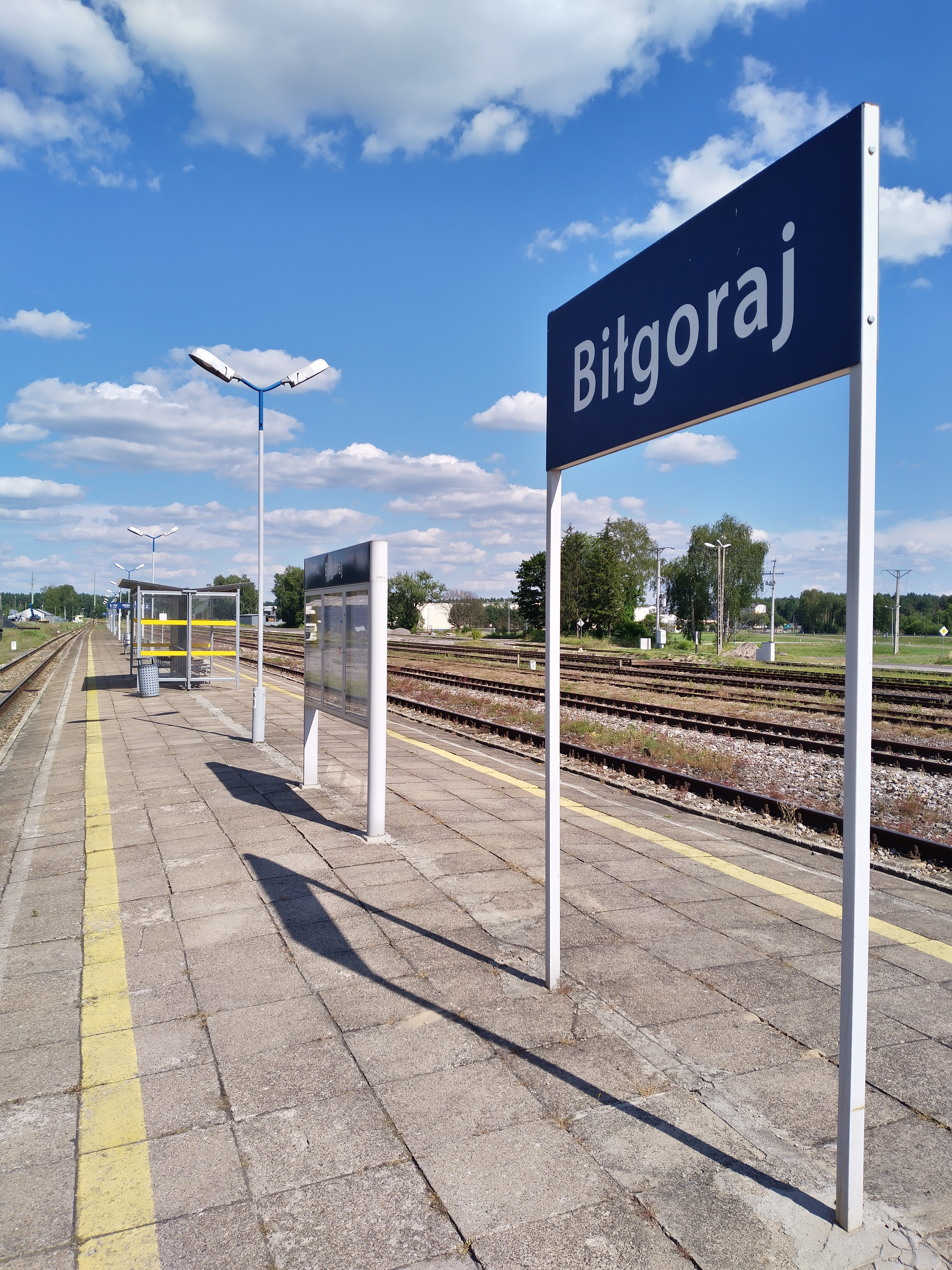
Estação ferroviária em Biłgoraj

Atualmente, duas linhas ferroviárias independentes e paralelas, construídas na década de 1970, passam por Biłgoraj. São elas:
- 65 Linha Metalúrgica de bitola larga, ligando o Distrito Industrial da Alta Silésia com a passagem fronteiriça polaco-ucraniana em Hrubieszów, com uma largura de 1 520 mm, característica da Europa de Leste, atualmente utilizada apenas para tráfego de mercadorias;
- 66 Stalowa Wola — Zwierzyniec, com um caráter de bitola padrão, onde o transporte de carga e passageiros é realizado em pequena escala.[86]

Na cidade, eles usam uma via e uma estação ferroviária comum, localizada nos limites do conjunto habitacional Bojary.
No passado, a cidade era um entroncamento de ferrovias de bitola estreita. Elas correram de Biłgoraj para Chełm (em 1914–1915), para Zwierzyniec (em 1916–1971) e para Lipa perto de Stalowa Wola (em 1953–1962). A principal estação ferroviária de bitola estreita estava localizada na atual rua Bohaterów Monte Cassino.
O plano é construir uma linha ferroviária completamente nova conectando Kraśnik com Janów Lubelski, via Frampol a Biłgoraj.

### Arranjo urbano e infraestrutura de transporte

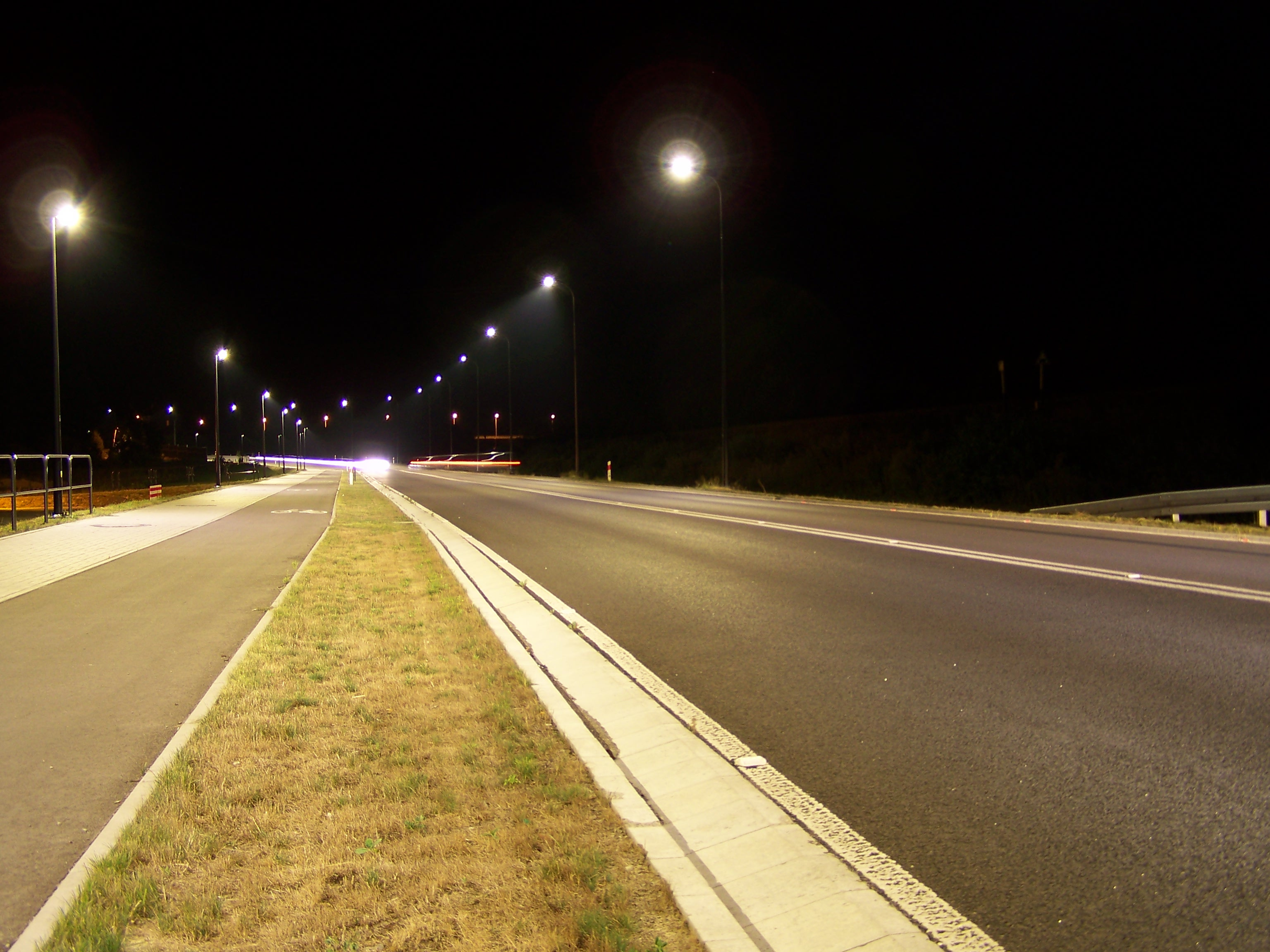
Visão noturna do anel viário do norte em Biłgoraj. Conduz o trânsito da estrada provincial n.º 858 para fora do centro; no entanto, não contorna a cidade, mas percorre suas áreas menos urbanizadas

A maioria da área urbanizada em Biłgoraj está localizada na margem esquerda (leste) do rio Biała Łada. O seu eixo urbano é constituído por duas artérias meridionais com cerca de 2,5 km de extensão. Estas são: rua Tadeusz Kościuszko e rua Długa/Bohaterów Monte Cassino; elas conectam Śródmieście e a Floresta de Solska. Concentram em torno de si o principal centro comercial, de serviços e administrativo da cidade; é espacialmente estendido (não organizado em um complexo compacto). Em geral, toda a área de desenvolvimento do centro é distribuída longitudinalmente, o que resulta da sua localização na bifurcação dos rios Biała e Czarna Łada.
O traçado das ruas de Śródmieście é aberto e pertence ao chamado sistemas simples. É quase inalterado em comparação com o estado desde o início da existência da cidade; as ruas ao redor da Praça do Mercado são dispostas uniforme e principalmente perpendicularmente.
O tráfego de automóveis nas estradas provinciais n.º 835 e 858, graças ao layout adequado das ruas, contorna o próprio centro de Biłgoraj. No entanto, não há um rodoanel suburbano completo, apenas rotas que cruzam a cidade (avenida João Paulo II e Rodoanel Norte).
Em 2014, as autoridades da cidade desenvolveram um plano para construir um desvio completo de Biłgoraj. É para correr ao longo da estrada provincial n.º 835 e correr de norte a sul ao redor da cidade a partir do oeste. É para se conectar com o curso atual da rota em Gromada e Majdan Nowy; também foram projetadas conexões apropriadas com as rotas n.º 858 e 853. O comprimento total do anel viário planejado é de aproximadamente 12 km.
Na cidade — principalmente ao longo das principais ruas — existem vários quilômetros de ciclovias disponíveis, a maioria das quais pedonais e rodoviárias. Segundo os planos, sua rede será ampliada nos próximos anos, e a extensão total na área funcional da cidade será de aproximadamente 40 km.

### Transporte coletivo público
Os centros de transporte público em Biłgoraj são a estação rodoviária de propriedade da PKS Biłgoraj Sp. z o.o., uma estação de ônibus que atende outras transportadoras (ambas na rua Bohaterów Monte Cassino), uma estação ferroviária (nas ruas Dworcowa e Bojarska), pontos de ônibus e vários pontos de táxi independentes.
A cidade não possui transporte público institucionalizado, que funciona desde a década de 1960 aos anos 1990. A movimentação pela cidade é possível graças aos ônibus que partem para outras rotas e táxis.
Os trens de passageiros passam por Biłgoraj há vários anos. Atualmente, a conexão diária é o trem IC Hetman operado pela PKP Intercity na rota Hrubieszów Miasto-Wrocław Główny, e o fim de semana do trem TLK Roztocze na rota Chełm/Zamość — Gliwice também operada pela PKP Intercity.
Os aeroportos mais próximos de Biłgoraj são: Lublin-Świdnik, a cerca de 90 km (contando ao longo da estrada provincial n.º 835) e Rzeszów-Jasionka, a cerca de 110 km (contando ao longo da estrada provincial n.º 835 e da A4 rodovia).

## Turismo

### Tráfego turístico

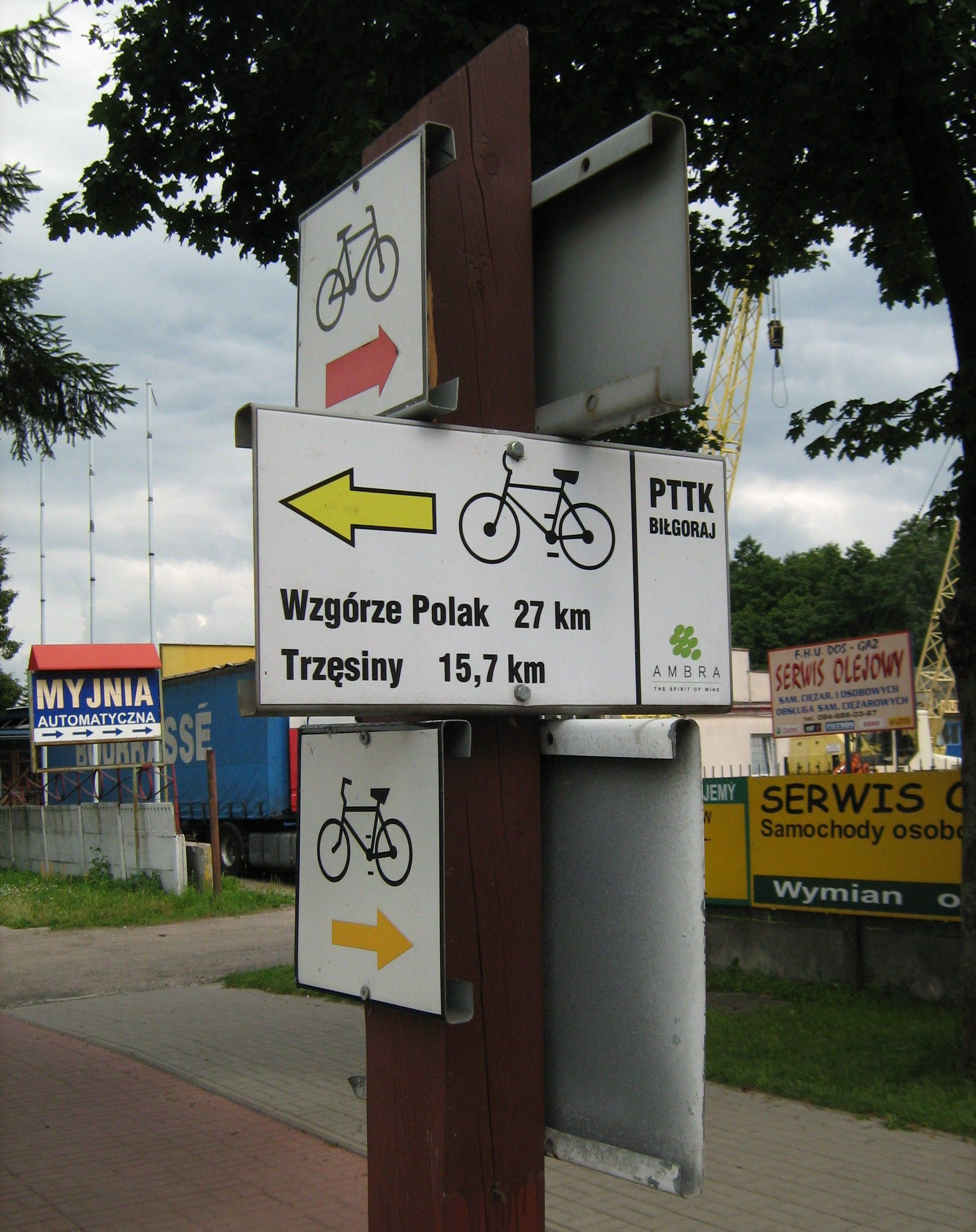
Sinais da trilha turística de bicicleta vermelha e amarela e da filial da PTTK Biłgoraj na rua Zamojska

O tamanho e o tráfego turístico em Biłgoraj são influenciados principalmente por sua localização. A cidade é um excelente ponto de partida, acomodação e base de serviços para os turistas que visitam Roztocze e a Floresta de Solska. A região é dominada pelo ciclismo e caminhadas. Por esta razão, Biłgoraj também é um cruzamento de várias trilhas turísticas. A mais famosa delas é o Green Velo, uma ciclovia que atravessa o leste da Polônia, estendendo-se de Elbląg a Subcarpácia. Entre outras, podem-se citar as seguintes:  “Trilha Białej Łady” e a  “Trilha Józef Złotkiewicz”. O rio Łada que flui por Biłgoraj é frequentado por canoístas.
Os serviços turísticos são prestados pelo Centro Distrital de Informação Turística. Uma filial da Sociedade Turística Polonesa opera na cidade, cujas atividades incluem administrar albergues para turistas. A base de serviços da cidade inclui empreendimentos do setor turístico, incluindo diversos hotéis e motéis, além de pousadas e restaurantes.

### Atrações turísticas
Os principais locais da cidade, concentrando o tráfego turístico, são:
- Instalações recreativas — por exemplo, lagoa de lazer e esportes no conjunto habitacional Bojary, uma piscina coberta e as infraestruturas do Centro Esportivo e Recreativo municipal,
- Instalações relacionadas à história — monumentos, locais memoriais e o Museu da Região de Biłgoraj,
- Instalações culturais — locais para organização de eventos relacionados à vida cultural.

## Espaço urbano, arquitetura, monumentos

### Arquitetura e monumentos
Devido aos danos da guerra nos anos de 1939 a 1944, um número significativo de edifícios históricos não foi preservado em Biłgoraj. Os monumentos históricos na cidade são muito modestos. Além disso, quase não há edifícios característicos da construção típica e tradicional de Biłgoraj. Os poucos edifícios anteriores a 1939 são atualmente os monumentos arquitetônicos mais valiosos da cidade. Estes são:
- Templos religiosos:
  - Igreja barroca da Santíssima Trindade e da Assunção da Bem-Aventurada Virgem Maria, da primeira metade do século XVIII;[97]
  - Igreja eclética de São Jorge da segunda metade do século XVIII, anteriormente uma igreja ortodoxa;[98]
  - Complexo do Santuário de Santa Maria Madalena, cujos edifícios — incluindo igreja e mosteiro — representam diferentes estilos arquitetônicos, vêm dos séculos XVII, XIX e início do século XX;[99]
  - Imagem de São João Nepomuceno de 1821, no local do antigo pedágio para Zamość;
  - Duas capelas católicas de 1917, localizadas na rua Stanisław Moniuszko e rua Lublin;
- Edifícios de madeira, representando a arquitetura típica e tradicional da antiga Biłgoraj:
  - Complexo de museus ao ar livre Zagroda Sitarska do início do século XIX, atualmente uma filial do Museu da Terra de Biłgoraj;[100]
  - Solar de larício do século XIX na rua Tadeusz Kościuszko, atualmente desempenhando funções de serviço;
  - Celeiro de cereais de meados do século XIX, parte de um moinho de água histórico no rio Biała Łada (a chamada quinta do moinho), cujos edifícios outros queimaram na década de 1980; atualmente subdesenvolvido, é propriedade do Museu da Região de Biłgoraj;[101]
- Edifícios residenciais dos séculos XIX e XX:
  - Edifício residencial do século XIX — o chamado Sparkle — continha, entre outros, o refeitório do exército russo (durante o domínio da Rússia) e a câmara de tortura da Gestapo (durante a ocupação alemã de 1939–1944);[52]
  - Dois edifícios com torres da década de 1930, — antigo banco — atualmente serve funções de serviço, o outro é a sede do Museu da Região de Biłgoraj;
  - Série de lojas da cidade na praça Wolności, construída em 1925–1927;
  - Portão de tijolos, o único remanescente do Palácio Rożnówka do século XIX e o parque ao redor Stanisław Nowakowski;
  - Presbitério na rua Trzeciego Maja, construído em 1927;
  - Ponte de concreto sobre o rio Biała Łada, construída pelo exército polonês na década de 1930;[102]
  - Edifício modernista da usina municipal de 1928, atualmente sede da Agência de Desenvolvimento Regional S.A.

Os objetos mais valiosos de antes de 1939, que sobreviveram até hoje, também incluem cemitérios.
Os edifícios restantes em Biłgoraj vêm do período após 1944, quase inteiramente. São exemplos característicos do modernismo pós-guerra dos anos 1960, representados pelos edifícios da Prefeitura e da Escola Estatal de Música.
Entre os edifícios modernos da cidade, destaca-se o investimento realizado por investidores privados sob o nome “A cidade na Trilha das Culturas”. Seu objetivo é reconstruir a típica arquitetura de madeira de Biłgoraj e fazer referência às tradições de outras culturas que habitaram a cidade antes de 1939. Como parte do investimento, está sendo erguido um conjunto habitacional, que a partir de 2018 inclui vários edifícios habitados e fileiras de pavilhões de serviço estilizados. Até agora, uma reconstrução fiel da sinagoga de madeira de Wołpa (agora uma cidade na Bielorrússia, antes de 1939 na Polônia; a própria sinagoga foi destruída pelos nazistas) também foi construída.

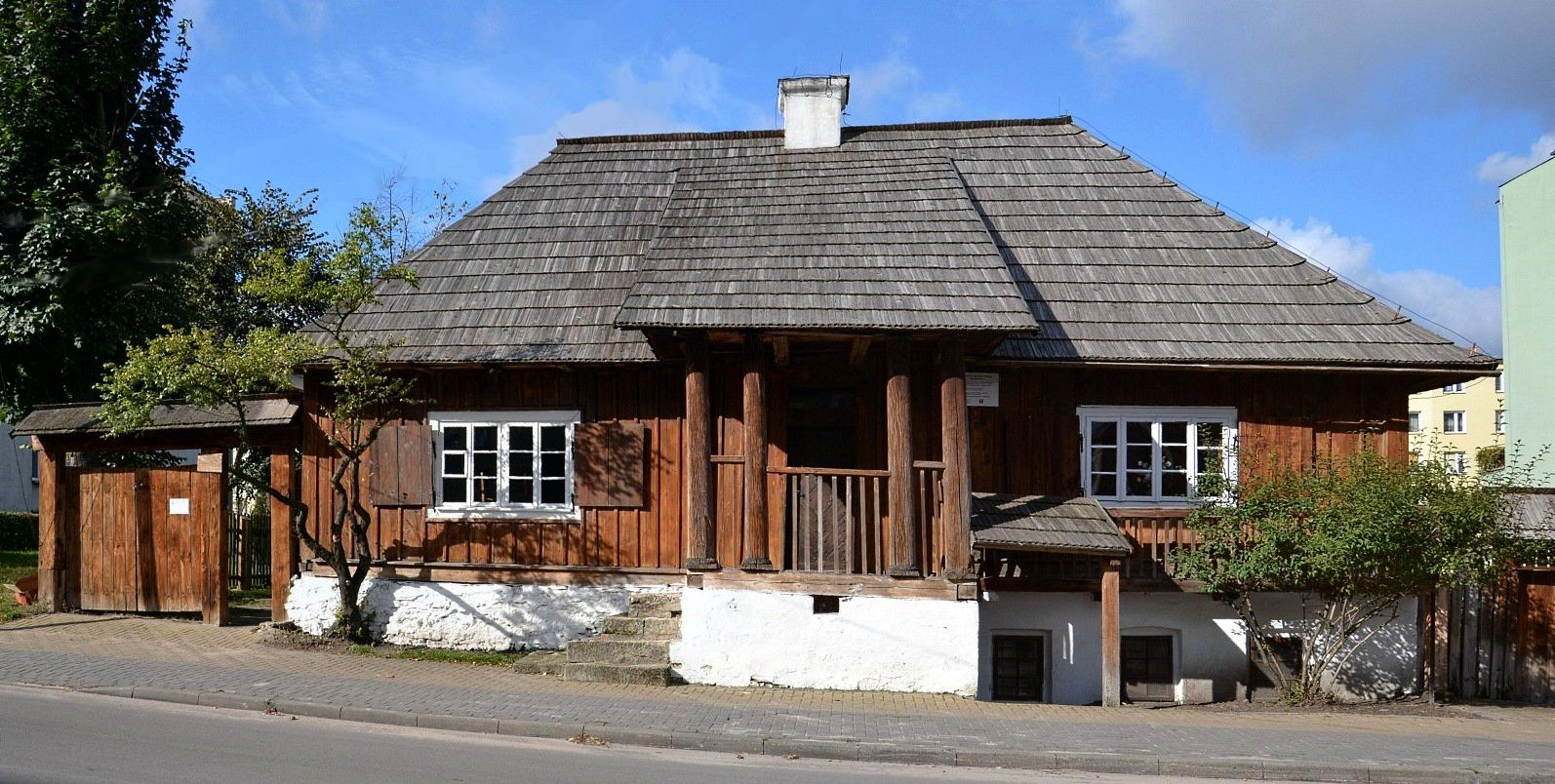
Casa de produção de peneiras do início do século XIX, hoje museu ao ar livre Zagroda Sitarska
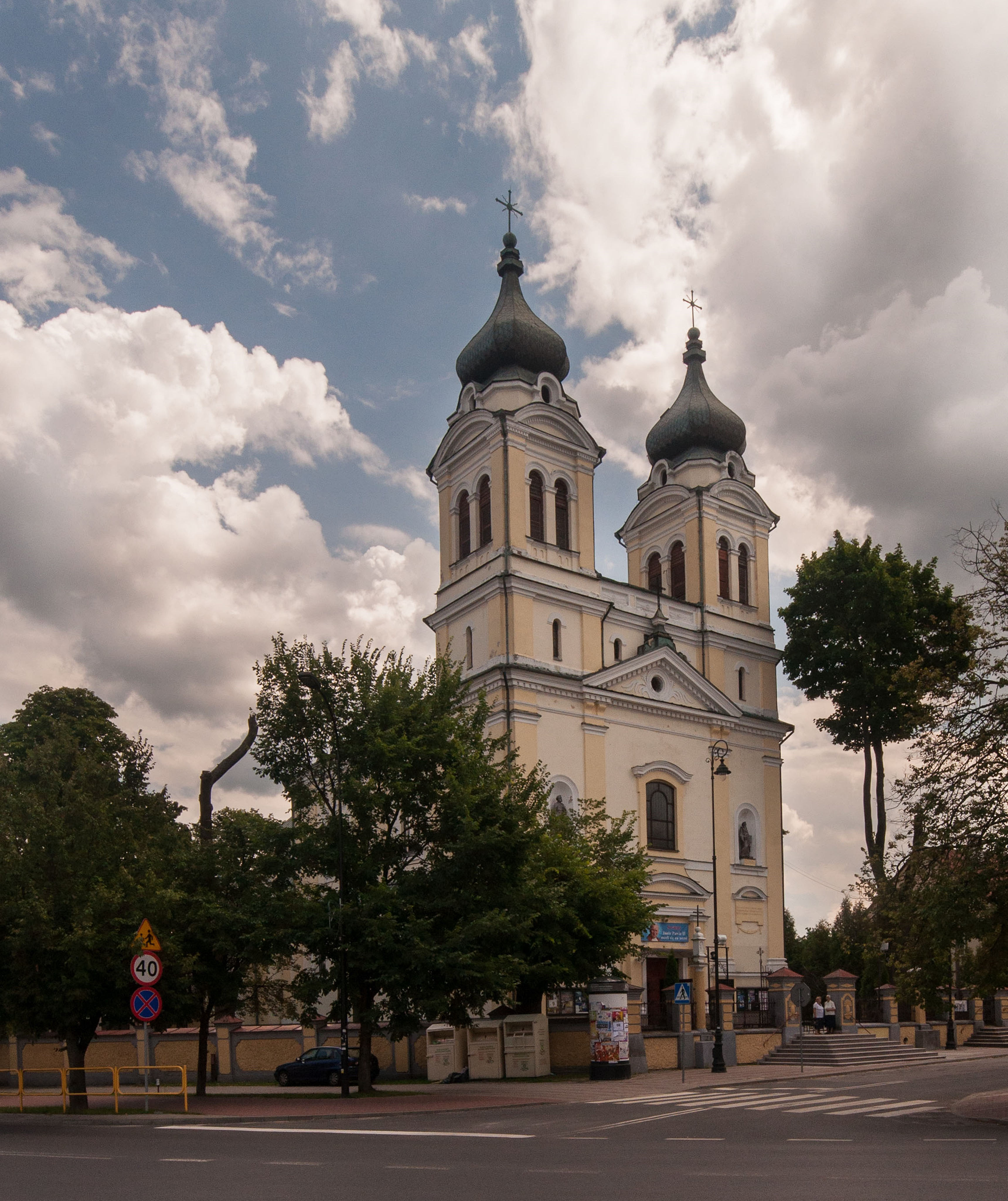
Igreja barroca da Santíssima Trindade e da Assunção da Bem-Aventurada Virgem Maria da primeira metade do século XVIII
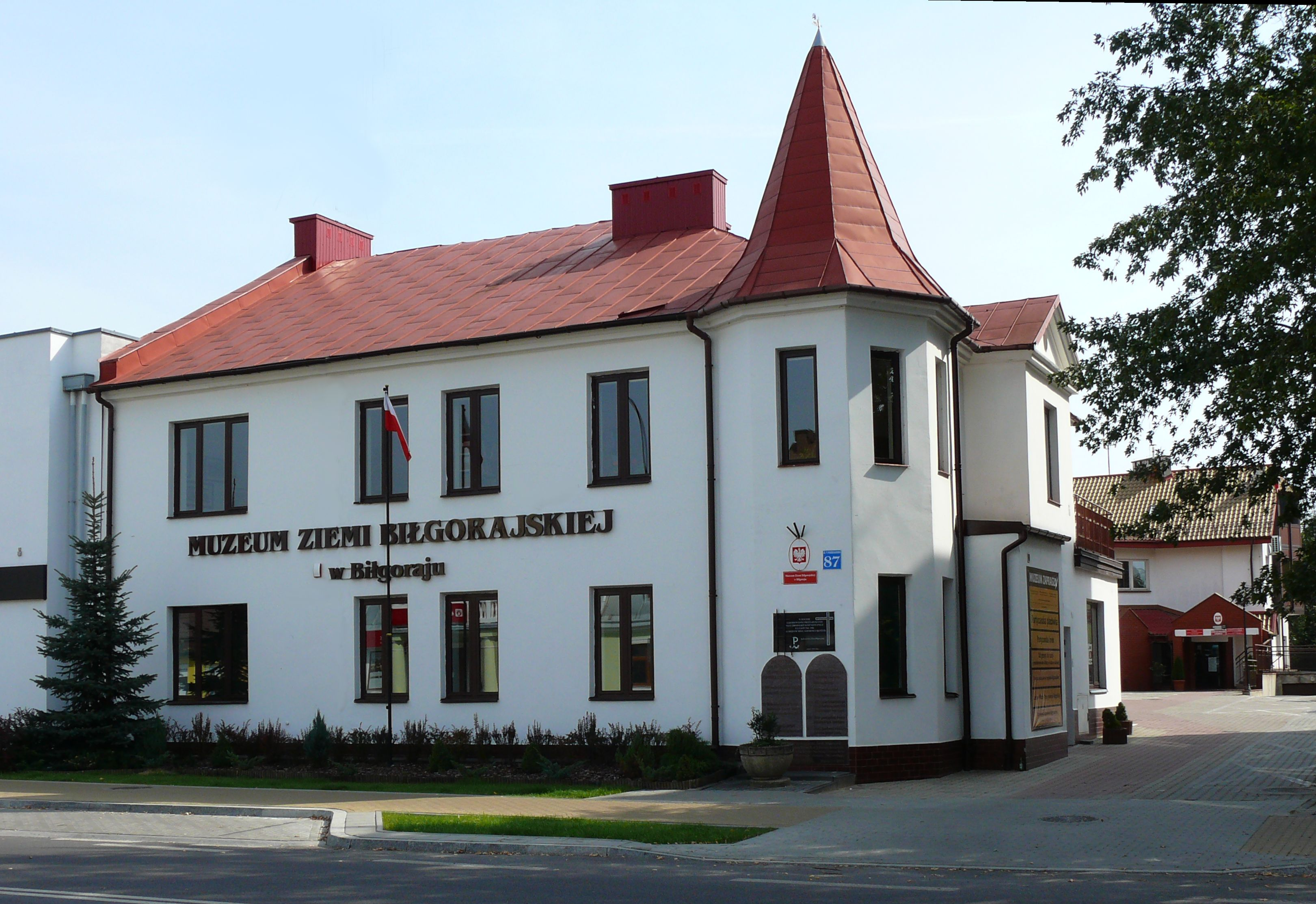
Casa da década de 1930, sede do Museu da Terra de Biłgoraj
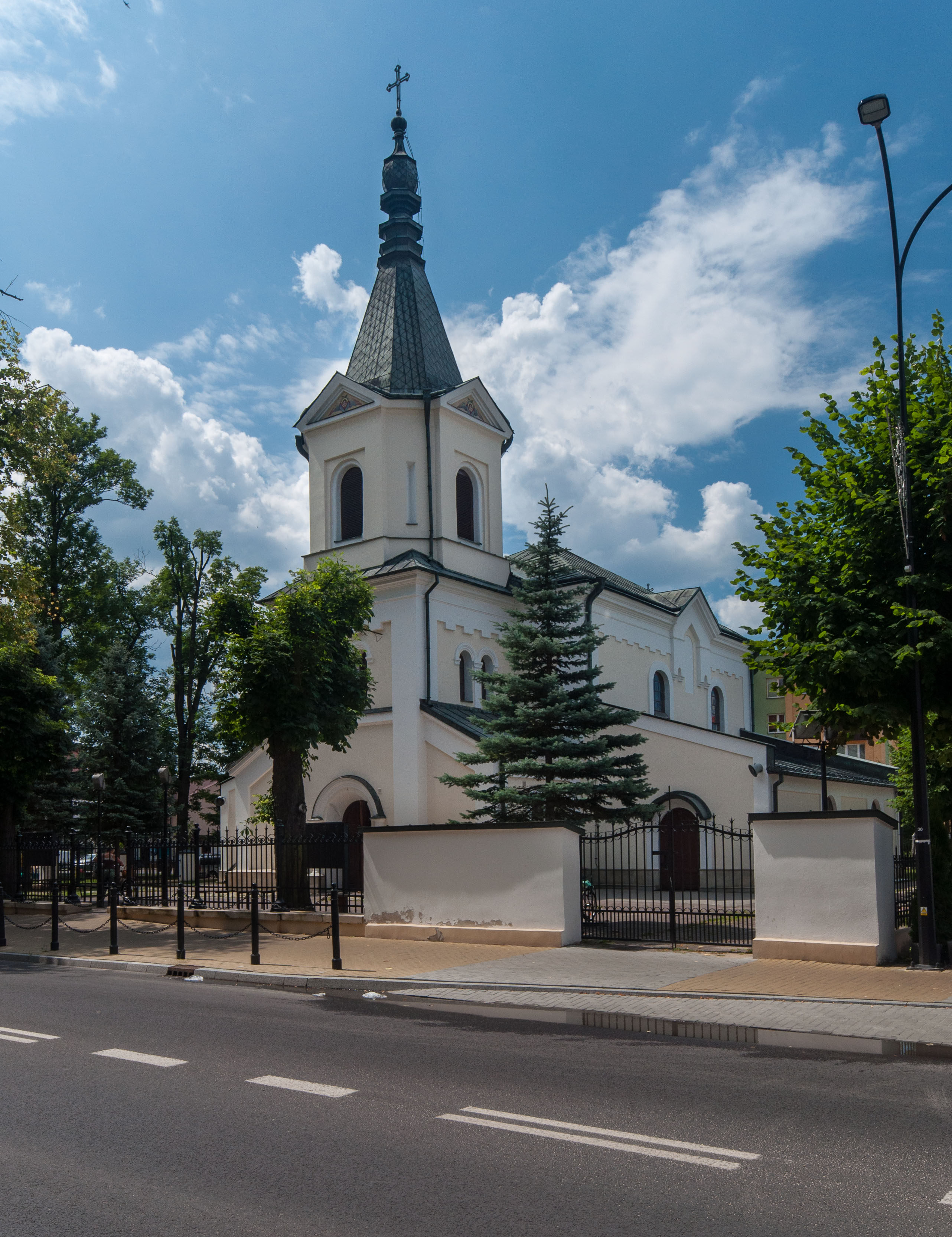
Igreja de São Jorge, uma antiga igreja ortodoxa da segunda metade do século XVIII
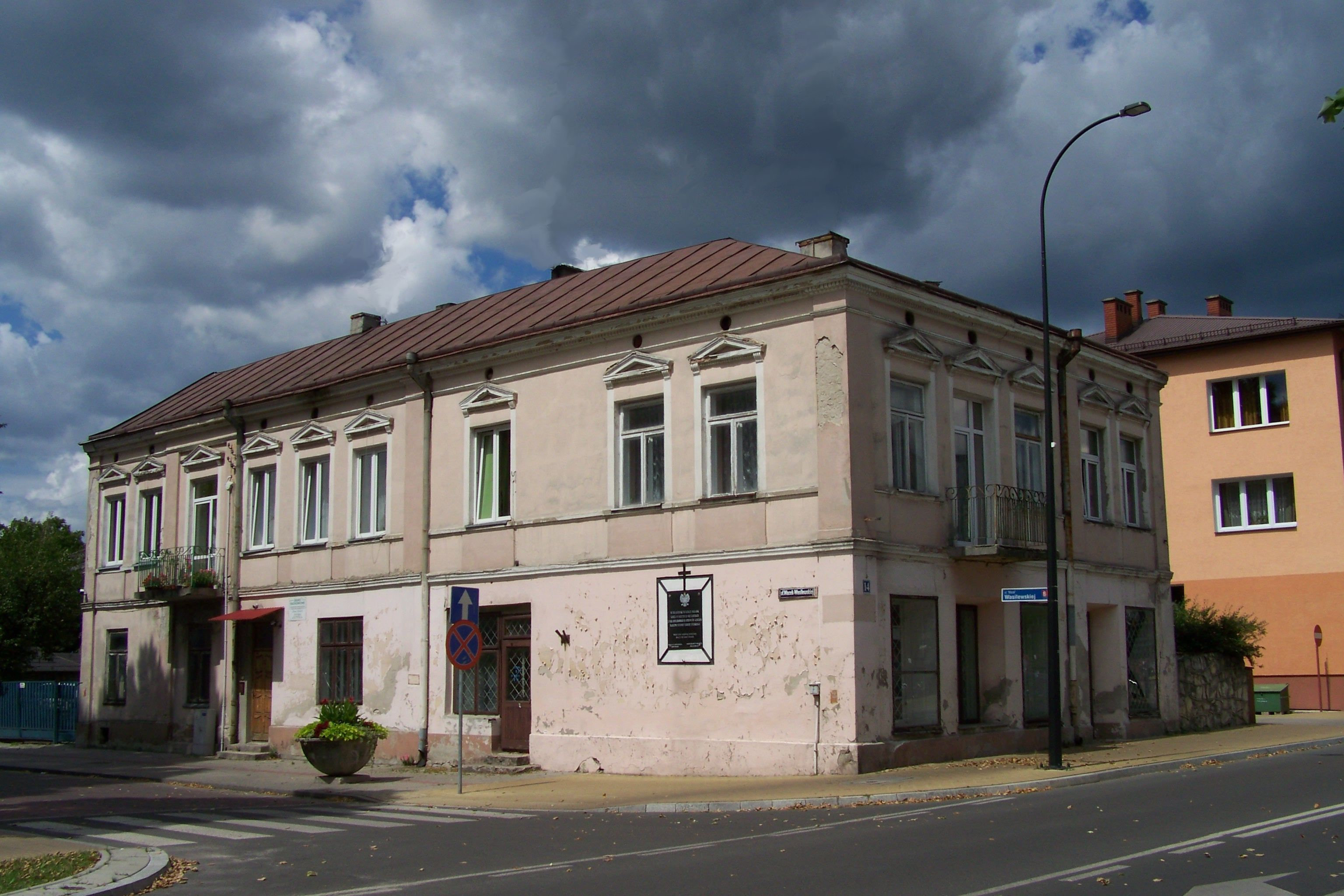
Edifício do século XIX — o chamado Iskierka — durante a ocupação alemã de 1939–1944, serviu de câmara de tortura da Gestapo
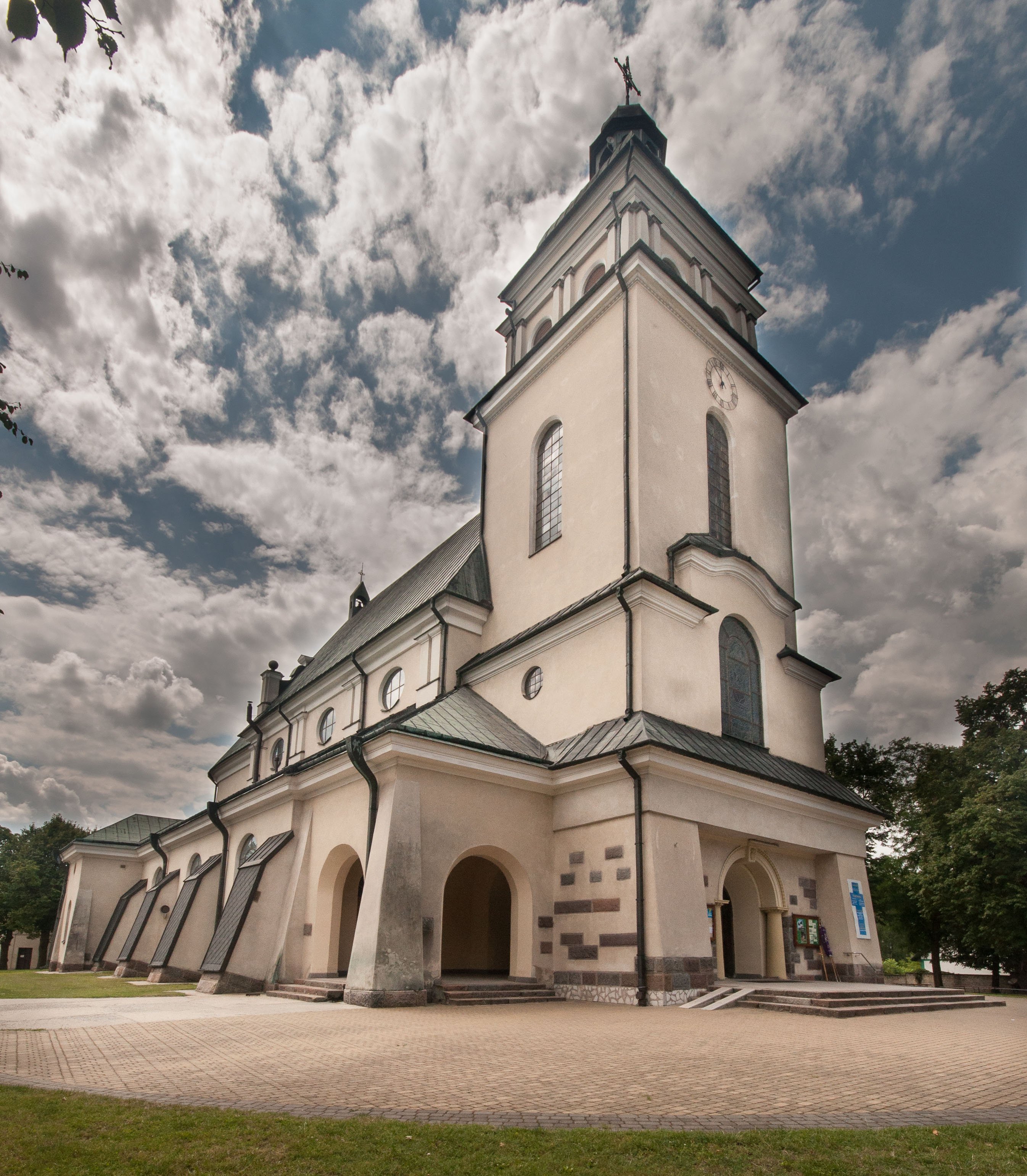
Igreja eclética, santuário de Santa Maria Madalena, construída na primeira metade do século XX
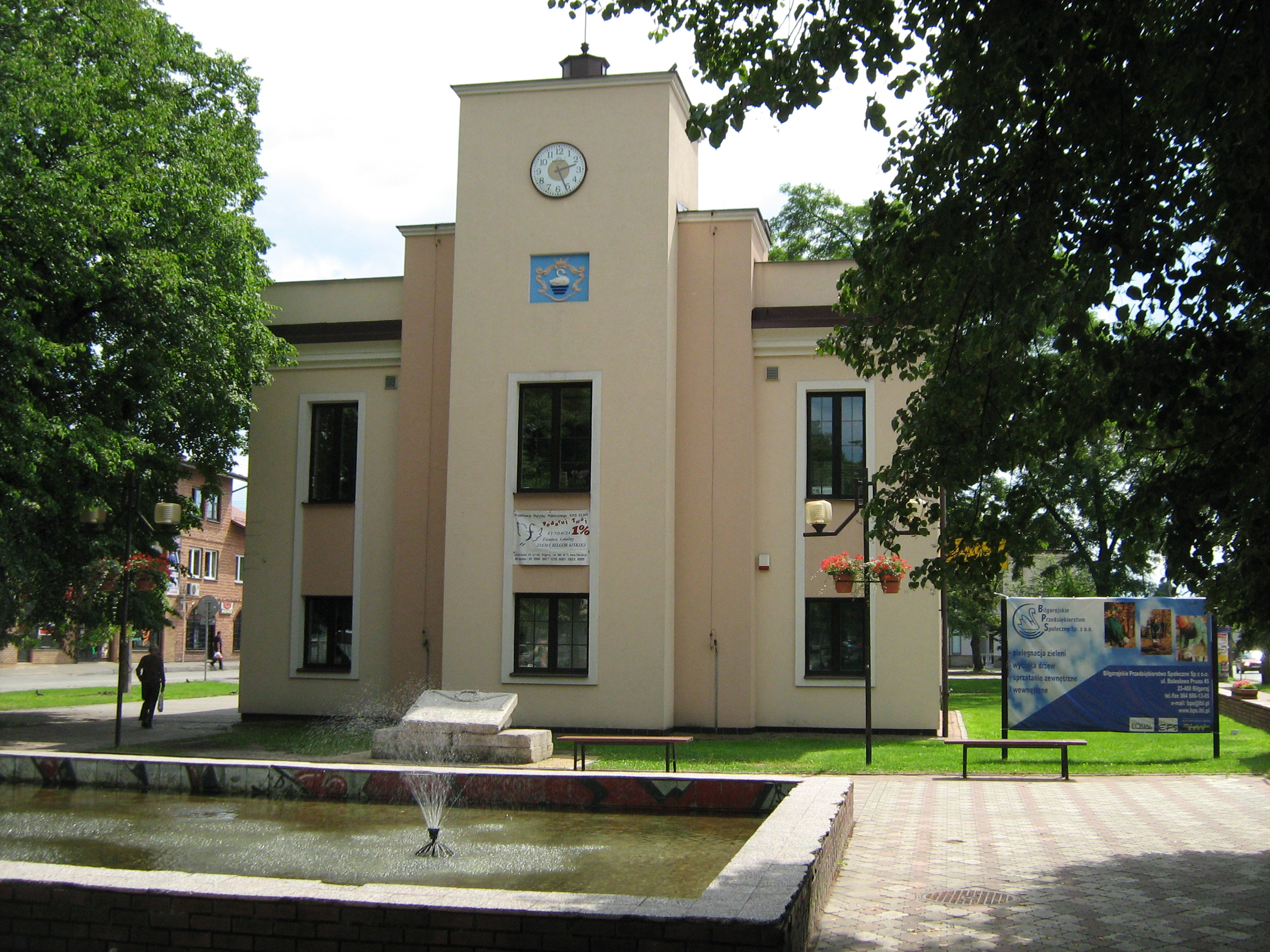
Edifício modernista da usina municipal de 1928
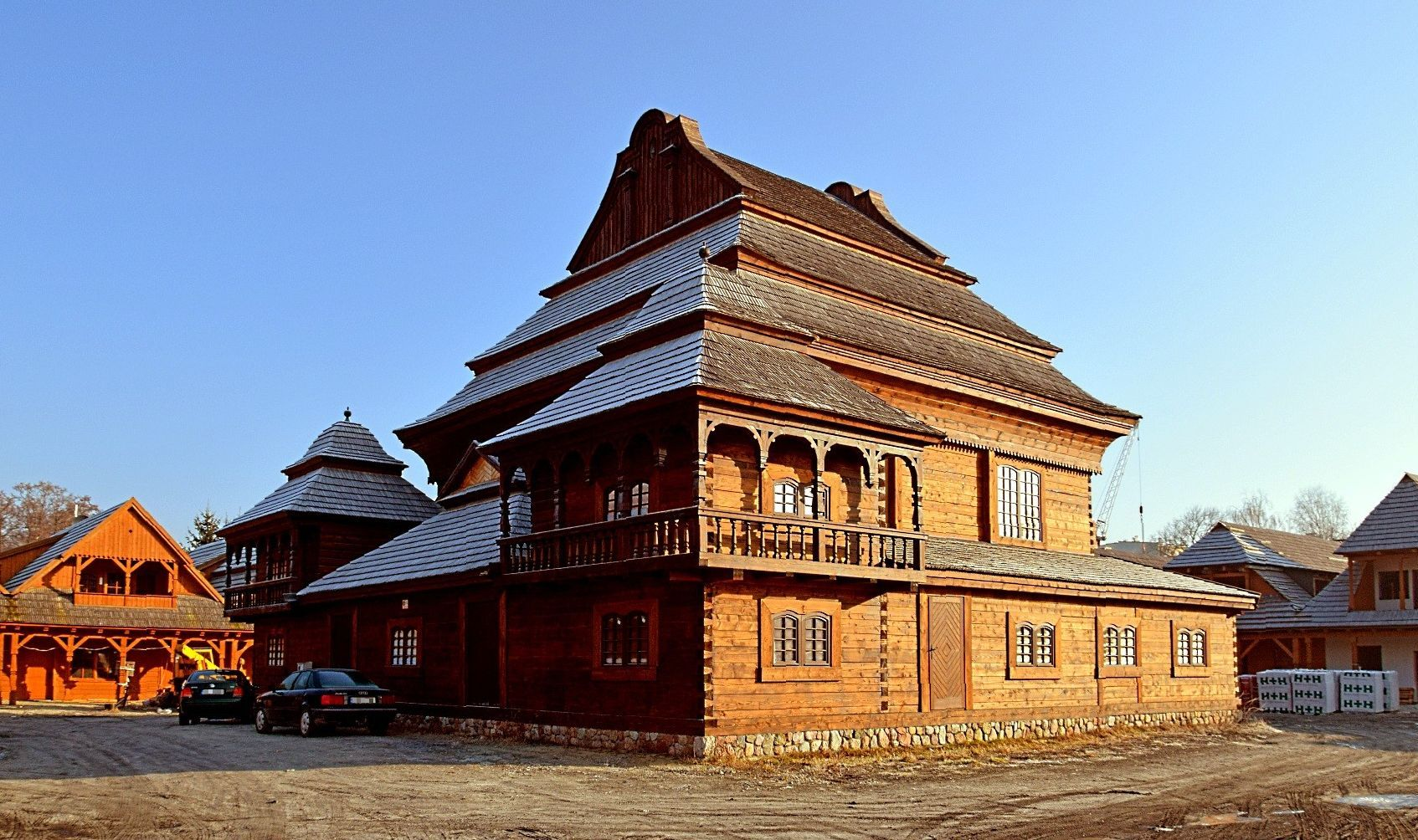
Réplica 1:1 da sinagoga de Wołpa em Biłgoraj

### Memoriais
No espaço urbano existem lugares de memória e monumentos. Algumas das características mais arquitetônicas e históricas são:
- Monumento modernista aos heróis, guerrilheiros e lutadores pela liberdade e pela Polônia —  o chamado espingardas —  construído em 1966, alusivas ao destino da cidade e da região nos anos 1939–1944, colocadas em frente à entrada da Prefeitura;
- Cruz na cena do crime em Rapy, a execução de 63 guerrilheiros, prisioneiros da Batalha de Osuchy, assassinados pelos nazistas em 1944;[105]
- Cruz de Katyn de 1995, em homenagem aos oficiais poloneses assassinados pelo NKVD, localizada no cemitério da rua Lublin;
- Monumento histórico dos insurgentes de novembro, datado do início do século XX, sito na rua Szewska;
- Objetos monumentais instalados na primeira metade do século XIX por Stanisław Nowakowski, anteriormente decorando os arredores de seu palácio:
  - Placa em homenagem ao general Jan Henryk Dąbrowski, comemorativa de sua estada na cidade, colocada no Parque Solidarnośc;
  - Monumento em memória de Piasto, o Forja Rodas, o lendário fundador do Estado polonês, situado no Parque Solidarnośc;
  - Estátua de Ignacy Krasicki, situada na Praça Saski;
- Objetos monumentais relacionados ao martírio de judeus que viveram em Biłgoraj:
  - Monumento às vítimas do holocausto no cemitério judeu na rua Maria Konopnicka;
  - Monumentos no lugar dos antigos cemitérios e sinagogas judaicas.

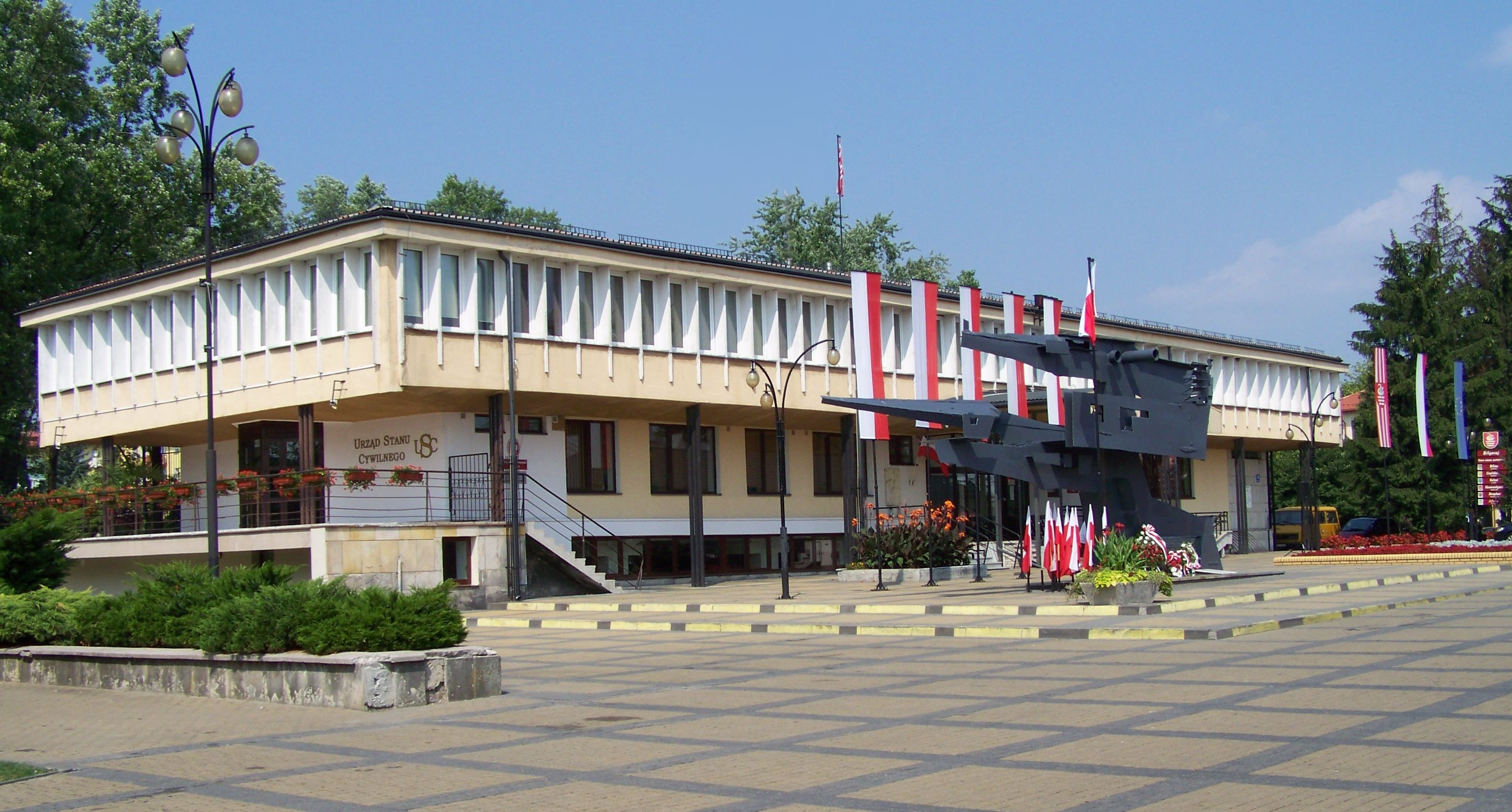
Prefeitura e o Monumento aos Heróis, Partidários e Lutadores pela Liberdade e pela Polônia — os chamados espingardas
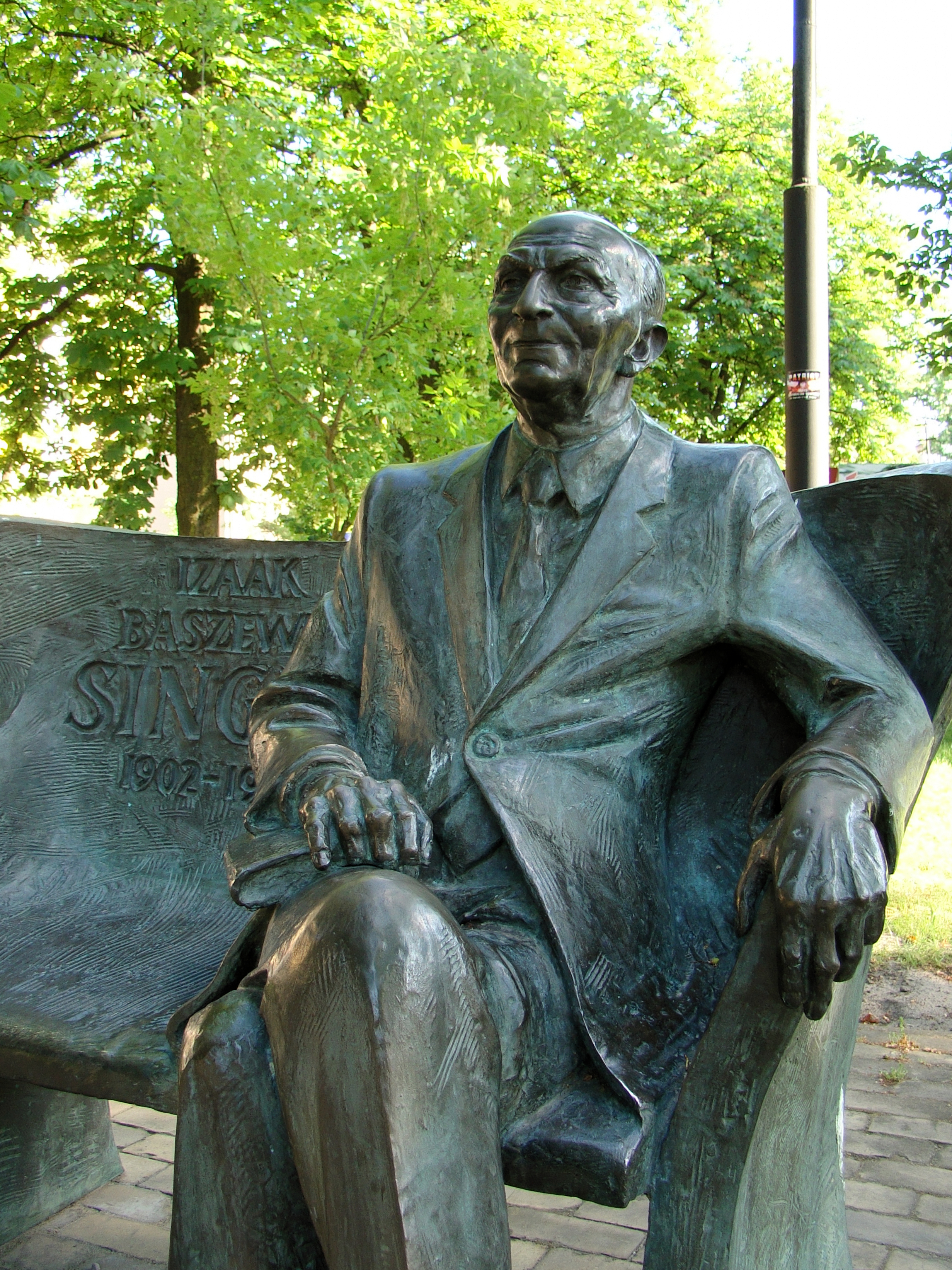
Isaac Bashevis Singer, em comemoração ao vencedor do Prêmio Nobel que cresceu em Biłgoraj
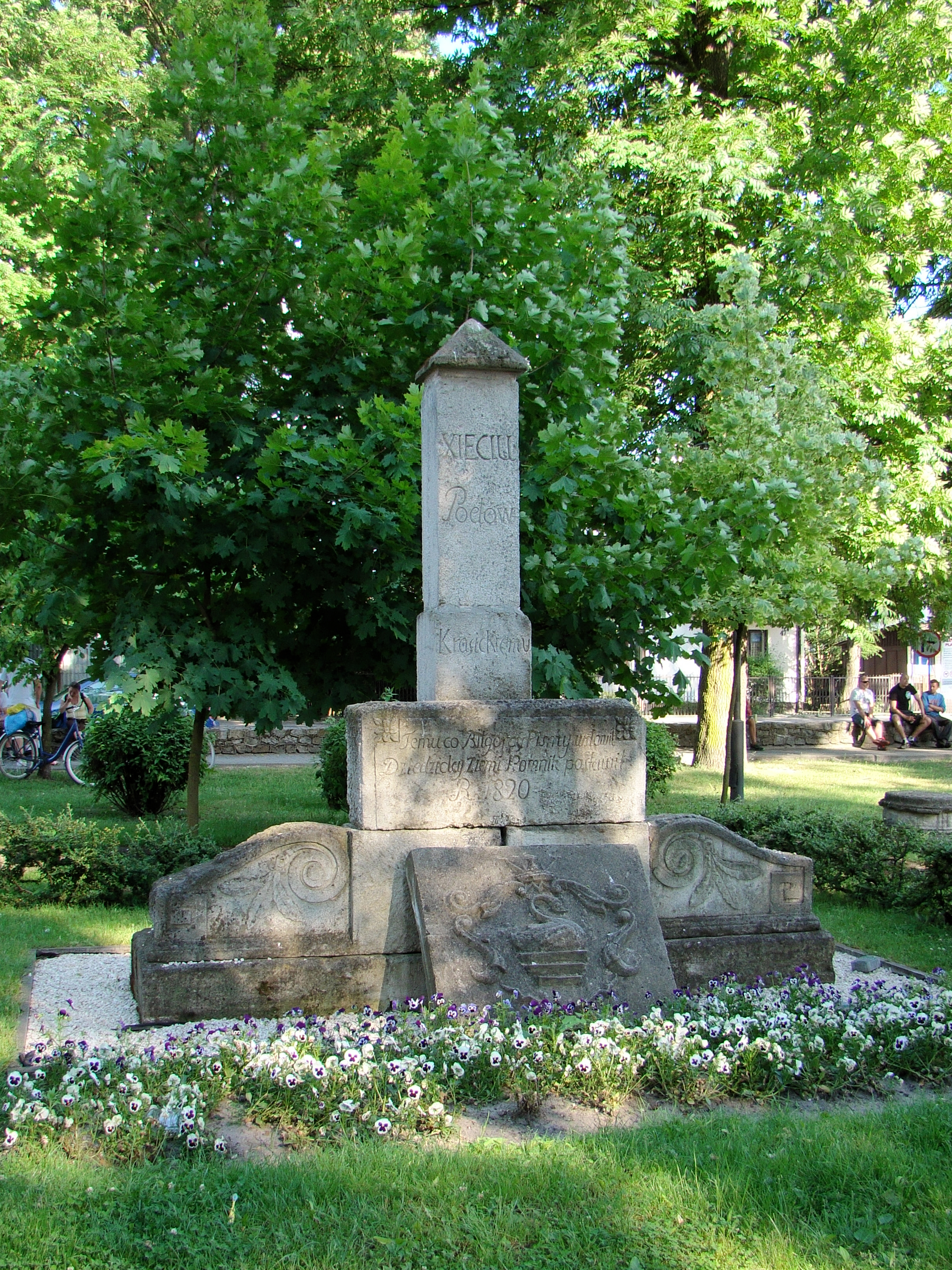
Estátua de Ignacy Krasicki de 1820 na Praça Saski
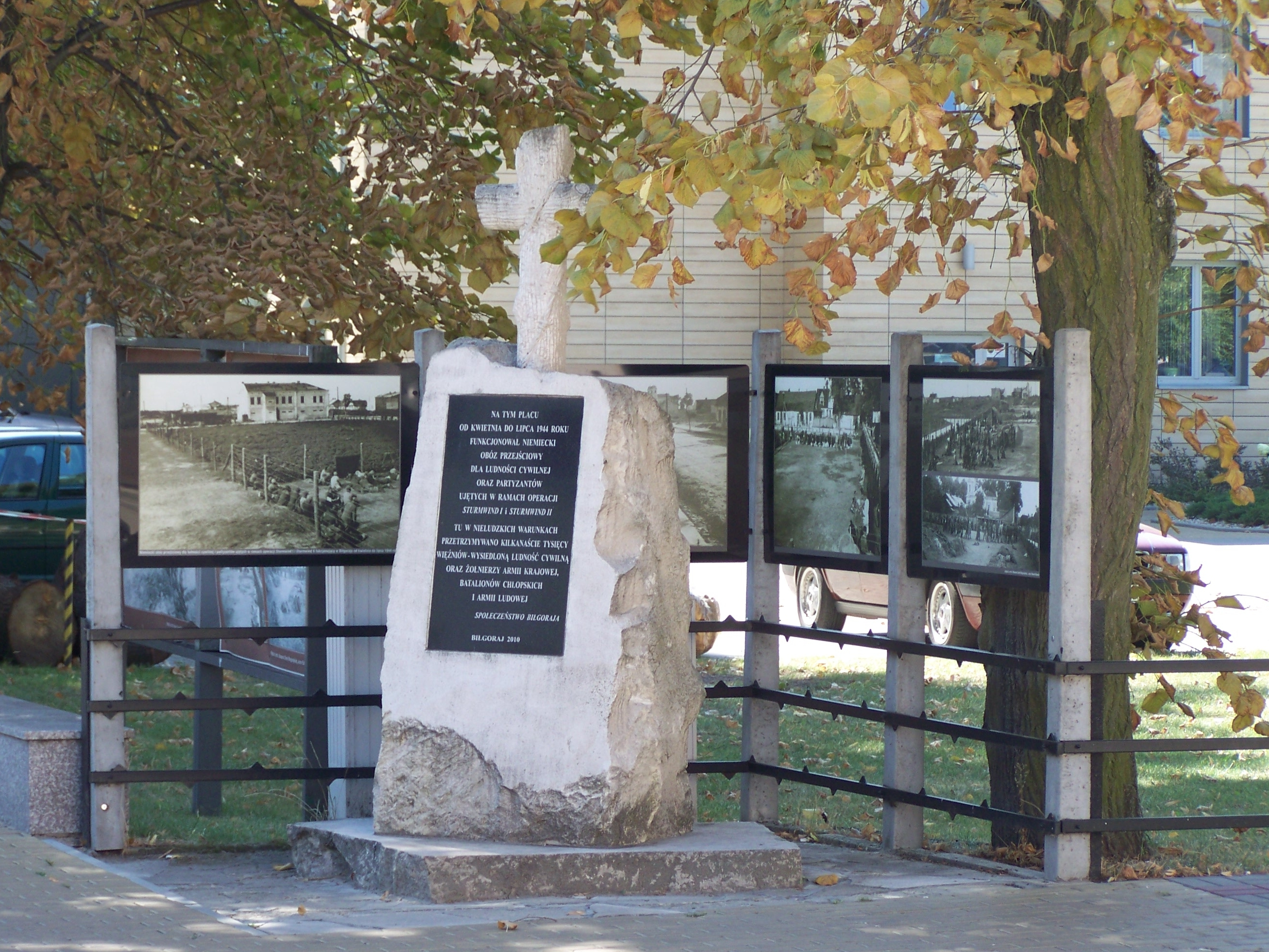
Monumento no local do reassentamento nazista e campo de prisioneiros de guerra
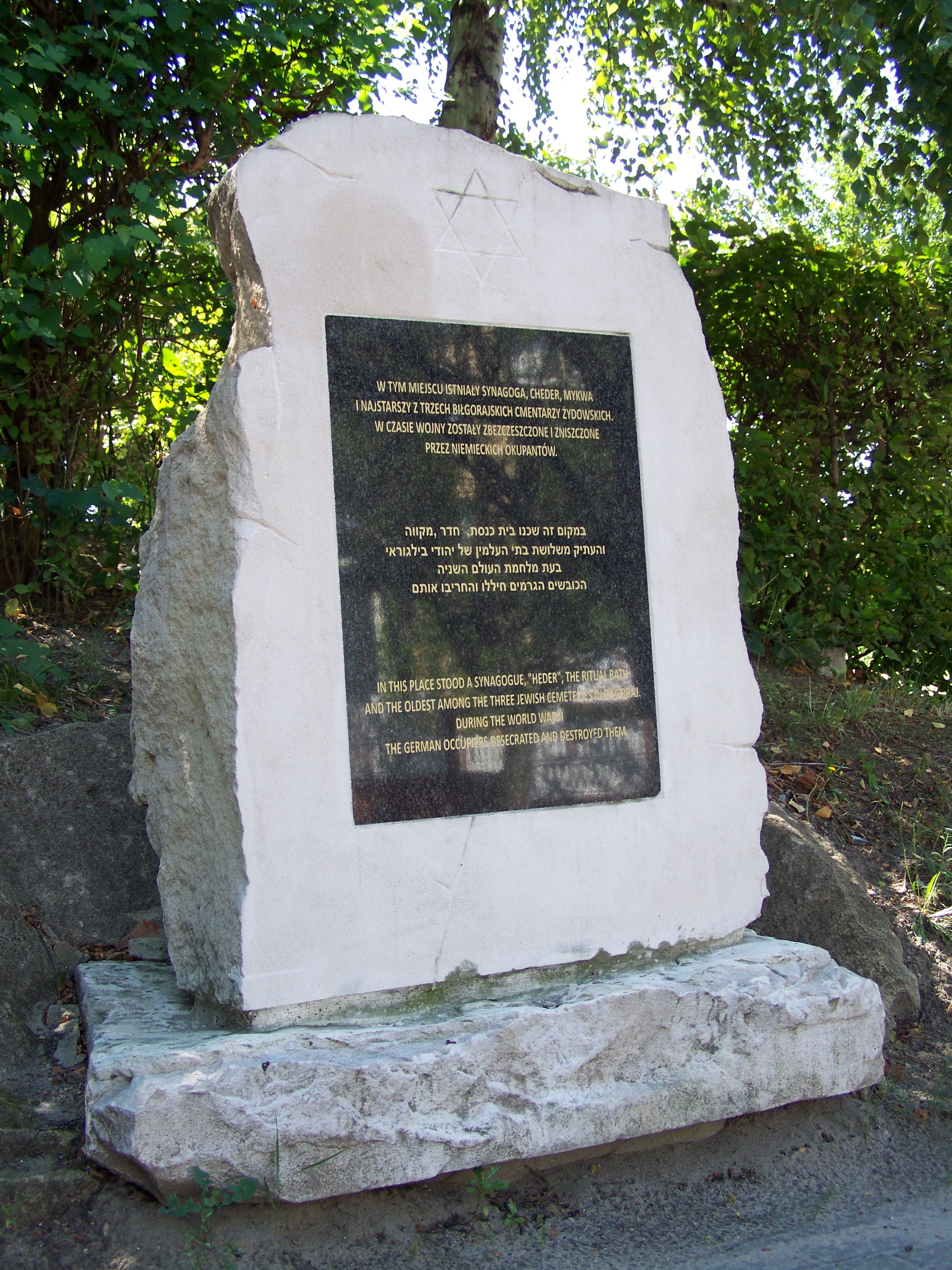
Monumento no lugar da sinagoga e cemitério judeu, destruídos durante a ocupação alemã
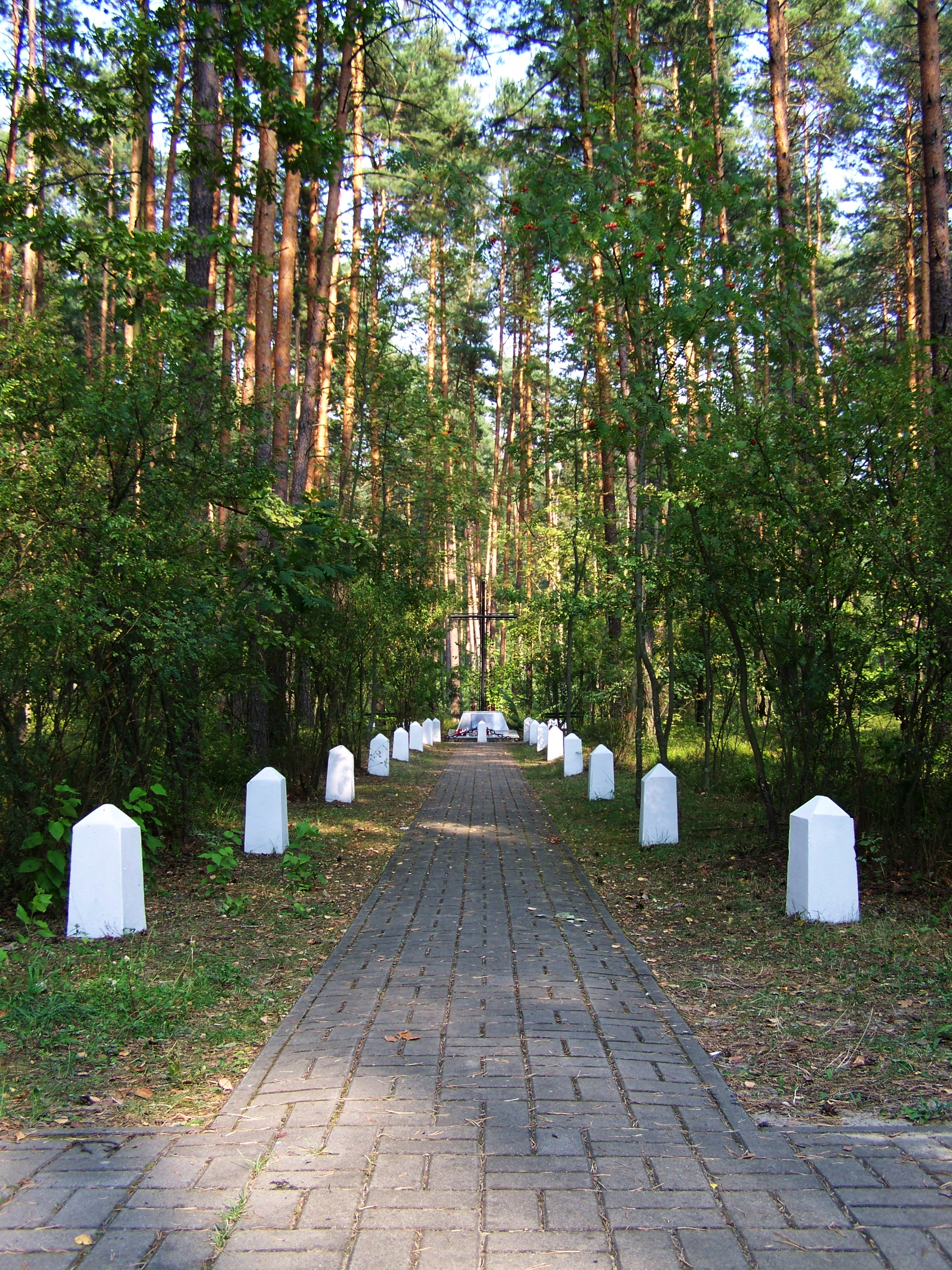
Beco e cruz na cena do crime em Rapy

## Cultura

### Instituições e eventos culturais

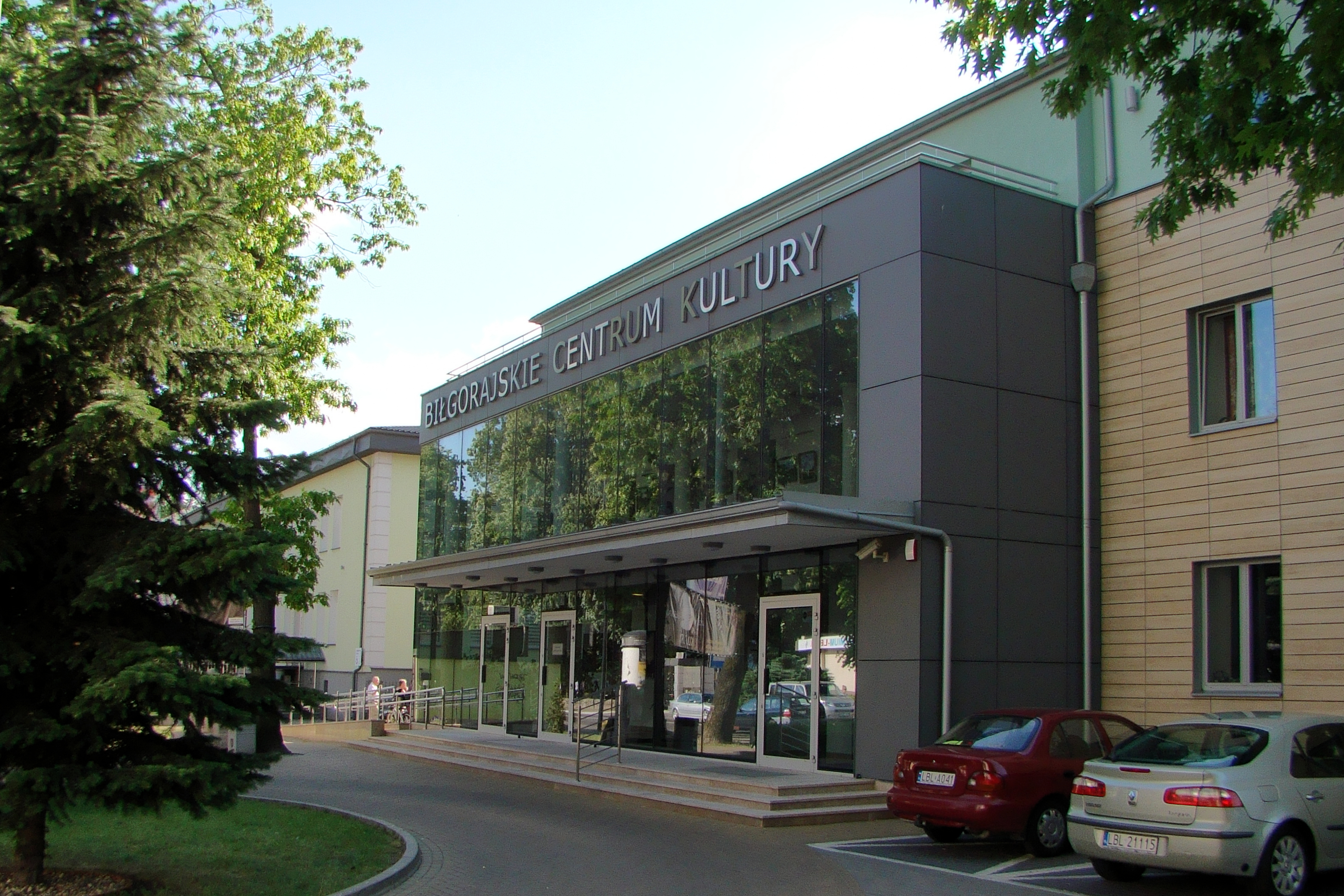
Vista frontal do Centro Cultural Biłgoraj. O edifício modernista foi erguido na década de 1950 e totalmente reconstruído em 2011-2012

As principais instituições públicas cuja tarefa é atuar em benefício da cultura em Biłgoraj são unidades do governo local:
- Centro Cultural Biłgoraj, que tem, entre outros, auditórios, um cinema, uma praça para organização de eventos de massa, tratando da popularização da cultura e associando pessoas ligadas a todos os seus ramos;[106]
- Centro Cultural Juvenil, organizando atividades e eventos culturais para crianças e jovens;[107]
- Museu da Terra de Biłgoraj, popularizando a história e a etnografia da região de Biłgoraj;
  - Museu ao ar livre Zagroda Sitarska, uma filial do Museu da Terra de Biłgoraj, apresentando as tradições da produção de peneiras da cidade;
- Biblioteca Pública Municipal e Distrital com 4 unidades (ramos) em vários pontos da cidade;[108]
- Biblioteca Pedagógica com 1 dependência.

Existem várias organizações formadoras de cultura operando nas instituições acima mencionadas, por exemplo, a internacionalmente bem-sucedida Grupo de Dança Folclórica Tanew, operando desde 1982.
Além disso, organizações culturais independentes operam em Biłgoraj. Entre elas, é possível citar a Fundação Kresy 2000, cujo objetivo é amplamente entendido como “atividades em benefício da arte e da cultura das fronteiras contemporâneas da República da Polônia”. Uma organização cívica é o Centro de Cultura Independente POGOtowie, que desde 2009 vem popularizando principalmente a cultura alternativa e juvenil. Existem também vários grupos e associações, como bandas de música, coros, clubes de discussão de livros, sociedades regionais e sociedades literárias.
As organizações acima mencionadas estão envolvidas, entre outras coisas, na organização de eventos cíclicos, popularizando a cultura superior, os quais são de escala (inter)nacional. Entre estas podem ser mencionadas:
- Encontros com a Poesia Cantada e Canção dos Autores de Biłgoraj — organiza, desde 1988, uma série de concertos ao nível nacional, abrangendo principalmente poesia cantada, bem como popularizando a criatividade musical e literária individual.[114]
- Festival Dias de Singer (também: Nas pegadas de Singer) — organizado no verão de cada ano em cooperação com instituições da Polônia e do exterior, uma série de eventos. Inclui, por exemplo, concertos, apresentações teatrais, espetáculos, sessões científicas. Tudo se concentra em aproximar a cultura judaica, recriar as tradições do antigo e multicultural Biłgoraj e popularizar a obra de Isaac Bashevis Singer.[115]
- Festival das Culturas — organizado no verão desde 2014. Centra-se na apresentação das realizações culturais da Polônia e da região de Biłgoraj e a sua justaposição com as realizações culturais de outros países, especialmente representantes das cidades-irmãs. Inclui, por exemplo, concertos, apresentações de grupos folclóricos, apresentações teatrais, passeios turísticos.[116]
- Festival Nacional da Canção Religiosa Soli Deo — organizado desde 1993 na virada de junho e julho. Seu objetivo é apresentar valiosos arranjos vocais e musicais de cunho religioso.
- Apresentações ao ar livre das Boas-vindas aos vendedores de peneiras, chamada Alegria e adeus aos vendedores de peneiras, chamada Lamento. São encenações de costumes tradicionais da produção de peneiras, organizados a cada poucos anos, relacionados aos antigos vendedores de peneiras que saiam pelo mundo para negociar sua produção. Durante o espetáculo, acontece uma procissão dos produtores de peneiras pelas ruas da cidade, com a participação de autoridades governamentais locais e criadores de cultura. As apresentações são acompanhadas por concertos e uma feira de fronteira.[117][118]

Além dos citados acima, também são realizados na cidade eventos culturais de menor porte, relacionados não apenas a espetáculos e arte, mas também à ciência popular e à ciência. Isso inclui, por exemplo, reconstruções históricas cíclicas e sessões de divulgação científica.
Biłgoraj também é um local para organizar eventos de entretenimento relacionados à cultura popular. Estes incluem, por exemplo, a série anual de concertos, torneios e espetáculos conhecidos como os Dias de Biłgoraj.

## Meios de comunicação
Além dos meios de comunicação social nacional, Biłgoraj está no leque de atividades jornalísticas da mídia regional. Estes incluem estações de rádio e de televisão — por exemplo, Rádio e Televisão Lublin — bem como títulos de imprensa, como Dziennik Wschodni, Tygodnik Zamojski e Kronika Tygodnia.
Entre os meios de comunicação regionais e locais, com sede em Biłgoraj, existe desde 2002 o semanário NOWa Gazeta Biłgorajska, que também possui seu próprio portal na Internet. Os maiores portais locais da Internet com perfil jornalístico e publicitário também são Gazeta Biłgorajska Niebieska (desde 2010) e bilgoraj.com.pl.
O governo local também administra sua própria mídia. Estas são: Biłgorajska Telewizja Kablowa, que pode ser recebida na cidade, e o trimestral cultural Tanew, editado desde 1989.

## Religião

### Comunidades religiosas

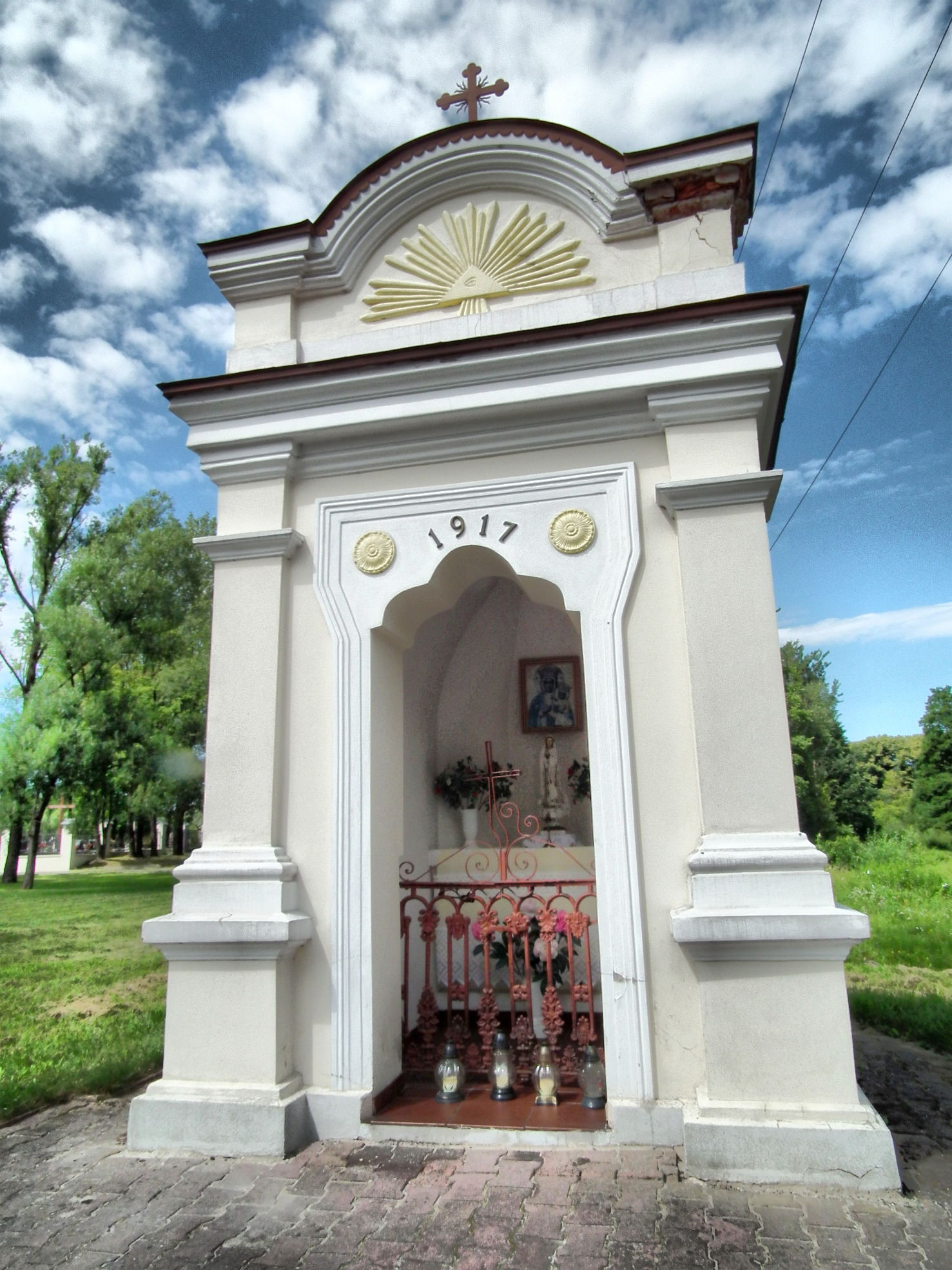
Capela de 1917 na rua Lubelska

Em Biłgoraj, como em todo o país, a maioria dos habitantes declara-se católica romana. Em termos de organização da Igreja Católica Romana, a cidade fica na metrópole de Przemyśl, na diocese de Zamość-Lubaczów e está dividida em duas foranias: Biłgoraj Norte e Biłgoraj Sul. Segundo estatísticas de 2018, 48,3% dos fiéis participam da primeira missa e 50,0% dos fiéis participam da segunda. Isso é mais alto que a média nacional de 36,7%.
Existem 5 igrejas paroquiais católicas na cidade. Estas são:
- Igreja de Santíssima Trindade e Assunção da Bem-Aventurada Virgem Maria na rua Trzeciego Maja, em Śródmieście. É uma igreja paroquial e sede da forania de Biłgoraj Norte.
- Igreja de São Jorge na rua Tadeusz Kościuszko, em Śródmieście.
- Santuário de Santa Maria Madalena na rua Krzeszowska, no distrito da Floresta de Solska. A sede do da forania de Biłgoraj Sul.
- Igreja do Cristo Rei na rua Polna, no conjunto habitacional Różnówka.
- Igreja de São João Paulo II na rua Józef Poniatowski, no distrito de Ogrody.

As três primeiras são edifícios históricos. O Santuário de Santa Maria Madalena também inclui o mosteiro pós-franciscanos. Foram construídos no local onde, segundo a tradição, ocorreram as aparições de Santa Maria Madalena. Atualmente, este complexo religioso é um pequeno centro de peregrinação.
Além das igrejas, existem duas capelas históricas na cidade desde 1917. Cruzes e santuários localizados em várias partes de Biłgoraj também estão associados à fé católica. Estes últimos, em sua forma, são particularmente característicos da região de Roztocze.
Em Biłgoraj, também existem congregações religiosas femininas das Irmãs Seráficas e das Irmãs da Honra.

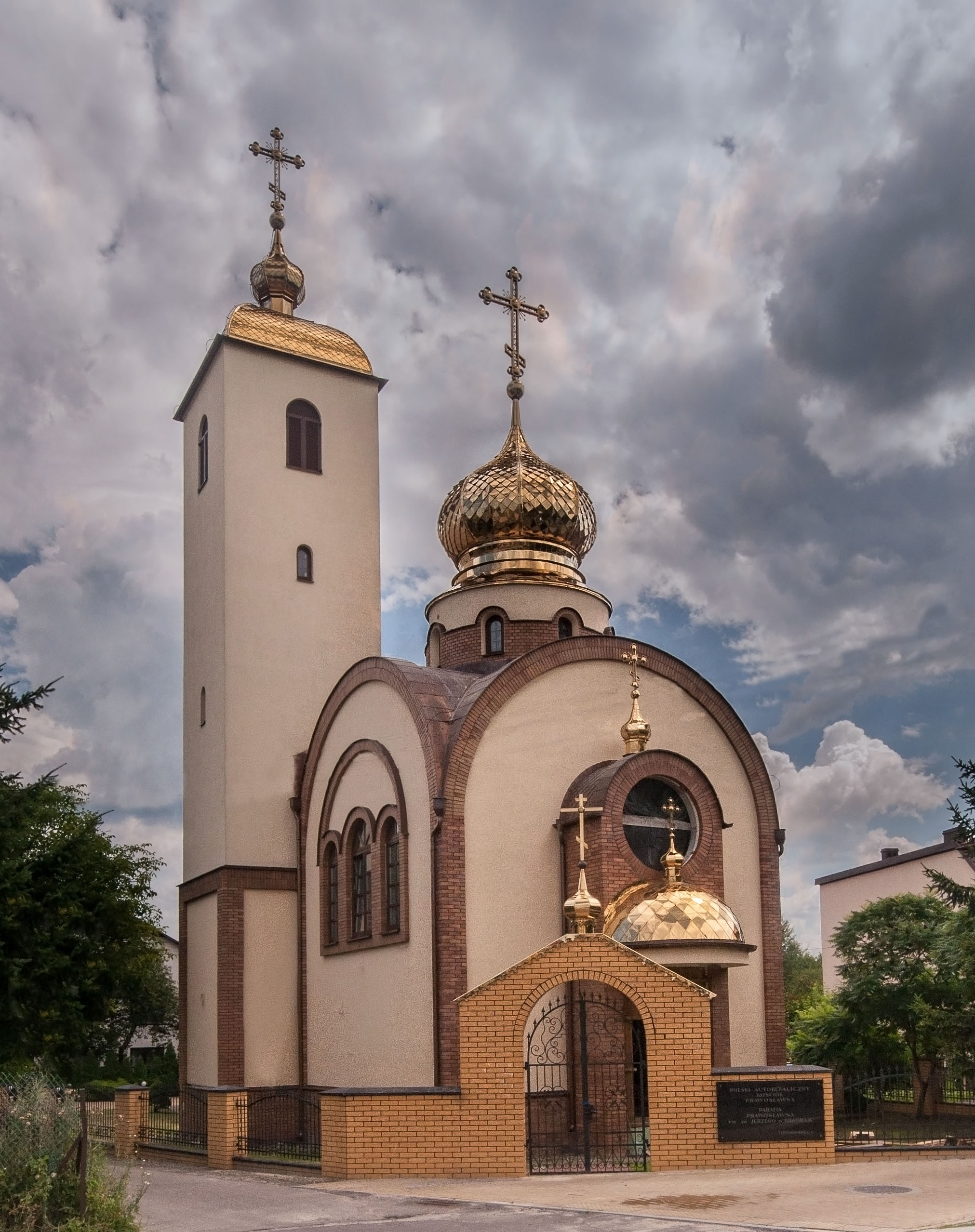
Igreja ortodoxa de São Jorge na rua Tarnogrodzka

Além da Igreja Católica em Biłgoraj, existem organizações e assembleias religiosas:
- Igreja Ortodoxa Autocéfala Polonesa:
  - Paróquia de São Jorge (igreja ortodoxa de São Jorge na rua Tarnogrodzka, no distrito da Floresta de Solska),
- Igreja pentecostal:
  - Congregação de Betel,[128]
- Testemunhas de Jeová:
  - Salão do Reino das Testemunhas de Jeová na rua Zamojska,
  - Congregação Biłgoraj-Centro (incluindo um grupo de língua gestual),
  - Igreja Biłgoraj-Puszcza,
- Associação de estudantes livres da Bíblia:
  - Congregação em Biłgoraj (cerca de 68 batizados — a segunda maior da Polônia).[129]

Nas instalações do investimento privado “Cidade na Trilha das Culturas”, há uma reconstrução fiel da sinagoga pré-guerra da cidade de Wołpa, na Bielorrússia.

### Cemitérios
Atualmente, existem 6 cemitérios separados espacialmente na cidade. Estes são:
- Lapidário de arte do cemitério na rua Lubelskiej — Lubelska — um cemitério municipal ativo, fundado no século XVIII e sendo um valioso monumento de arte sepulcral, com um ossário;
- Cemitério na rua Lubelska — fundado na segunda metade do século XIX, atualmente fechado. Tem um caráter multidenominacional. É também um objeto histórico valioso - contém inúmeras lápides históricas dos séculos XIX e XX, incluindo os túmulos dos russos da época das partições, de cidadãos ilustres de Biłgoraj e de soldados que morreram durante a Primeira e Segunda Guerra Mundial. O complexo do cemitério inclui inúmeras árvores - monumentos da natureza, bem como dois portões históricos do século XIX;
- Cemitério católico romano na avenida Jana Pawła II — fundado na primeira metade do século XIX como cemitério da paróquia da Floresta de Solska. Também tem valor histórico, contendo inúmeras lápides e capelas históricas dos séculos XIX e XX, bem como túmulos de soldados da Campanha polonesa de 1939.[130]
- Cemitério municipal — uma instalação moderna, localizado na zona oeste da cidade, na rua Stefan Batory.
- Cemitério judeu na rua Maria Konopnicka — chamado novo — edifício histórico fundado no século XIX, um local de martírios durante o Holocausto. Um monumento aos judeus assassinados de Biłgoraj está localizado nele.
- Cemitério das vítimas das epidemias de cólera e febre tifoide durante a Primeira Guerra Mundial, localizado na rua Maria Konopnicka.[131]

No passado, pelo menos 5 outros cemitérios funcionavam regularmente na cidade. Eram cemitérios de igrejas cristãs e dois cemitérios judaicos - um ao lado da antiga sinagoga na rua Lubelska, e o outro na rua Józef Piłsudski (chamado velho).

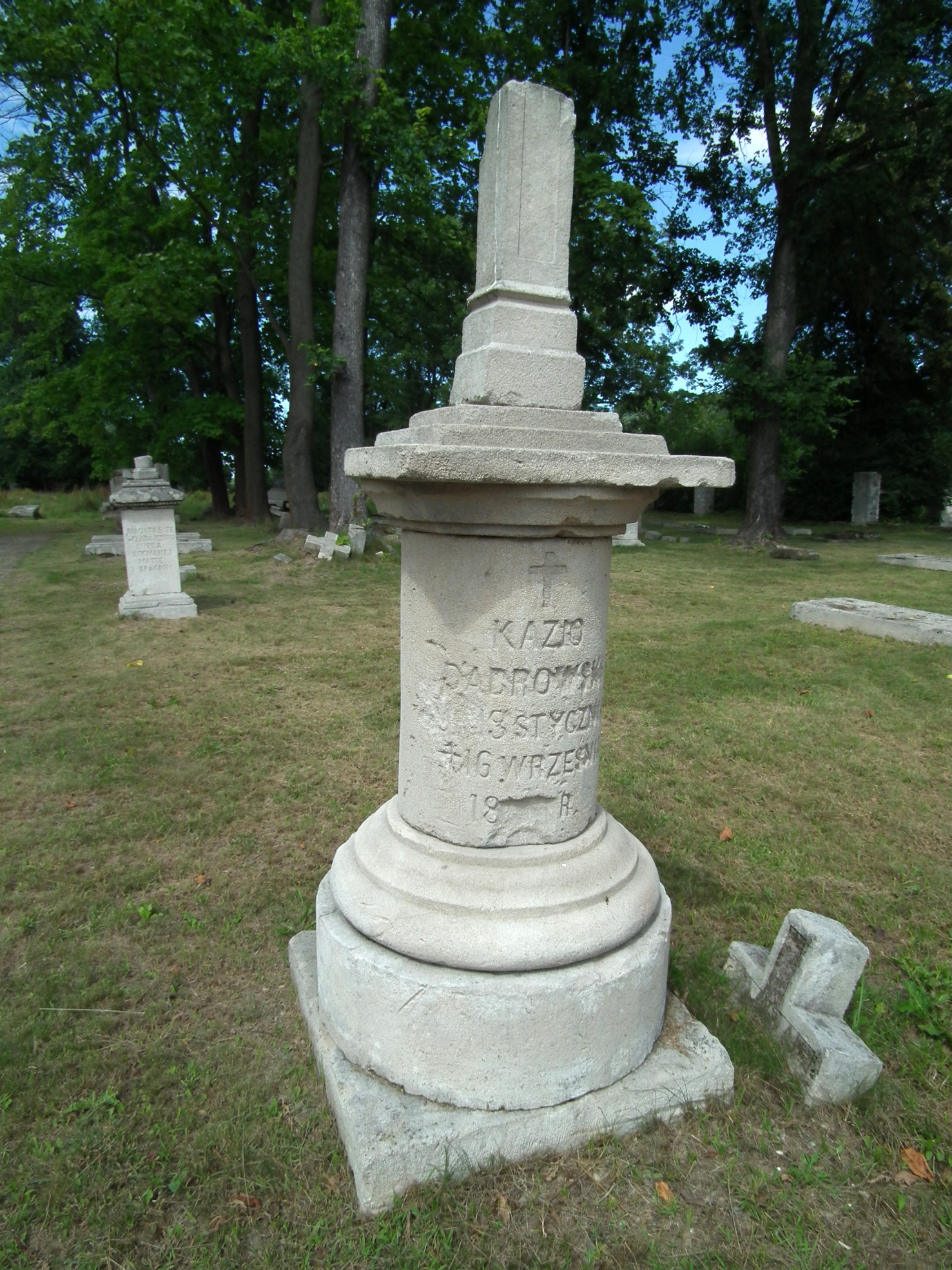
Um dos monumentos históricos do Cemitério Lapidário de Arte
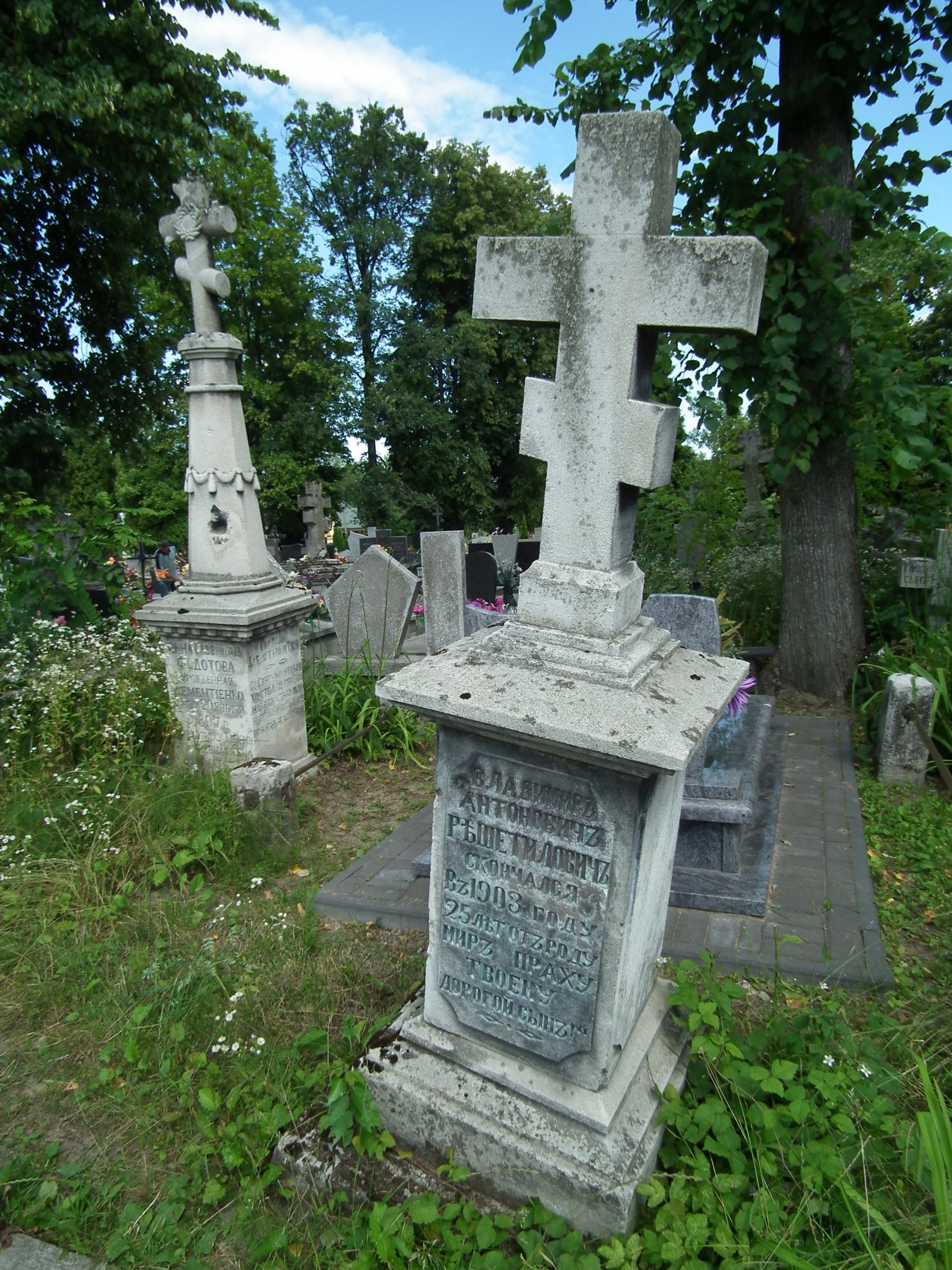
Túmulos russos do século XIX no cemitério da rua Lubelska
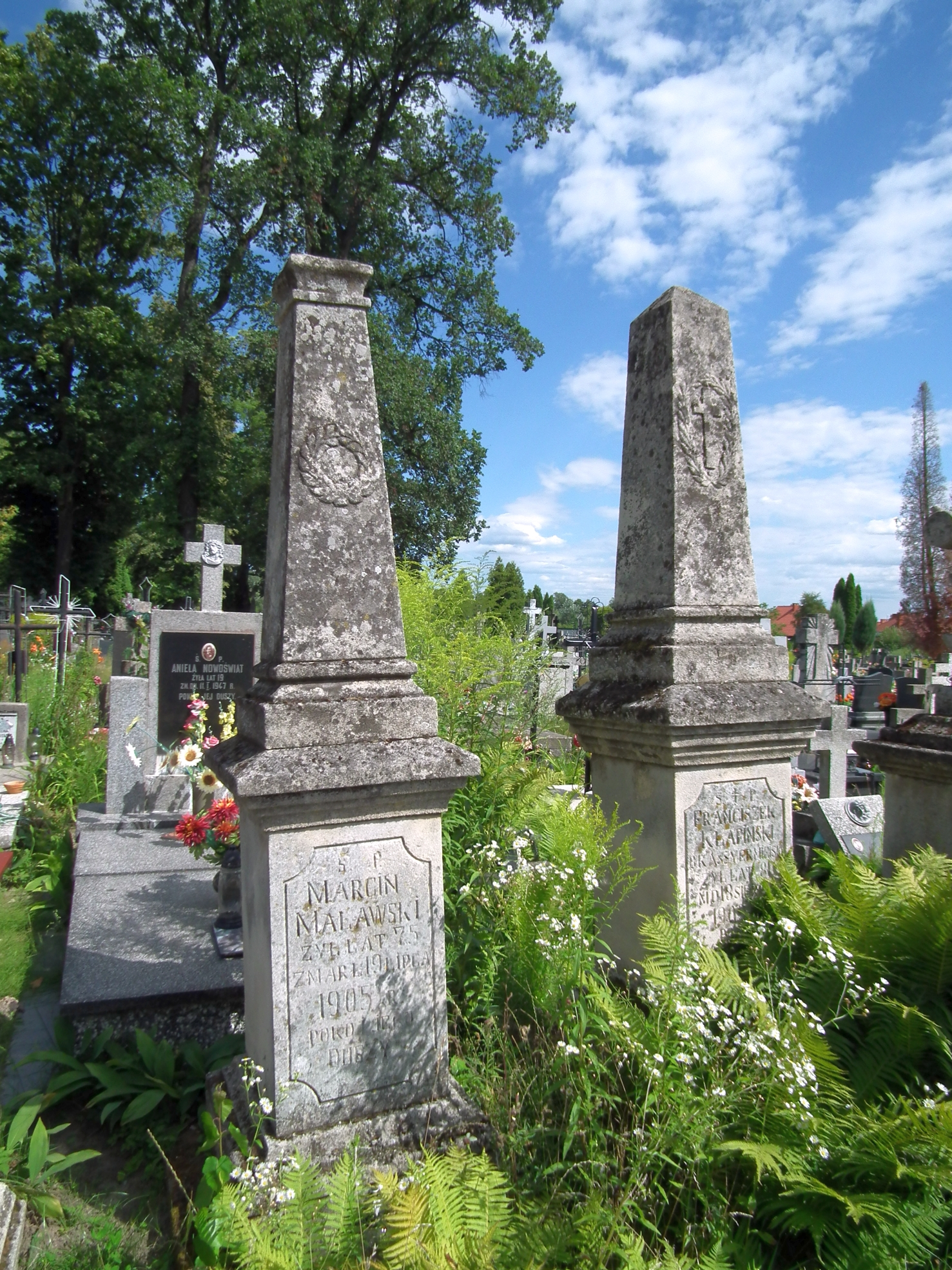
Monumentos do início do século XX no cemitério da rua Lubelska
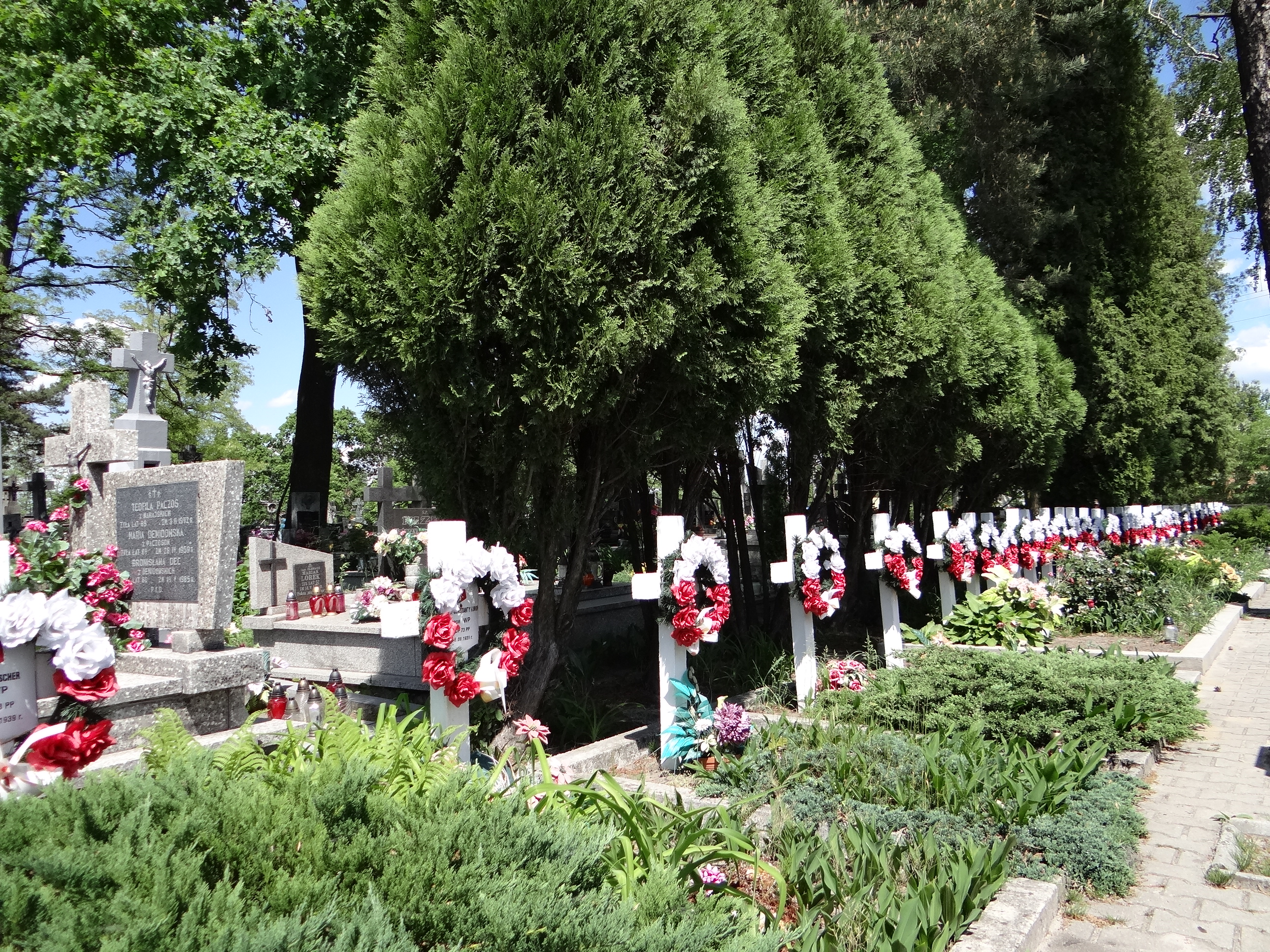
Túmulos de soldados no cemitério da avenida Jana Pawła II em Puszcza Solska
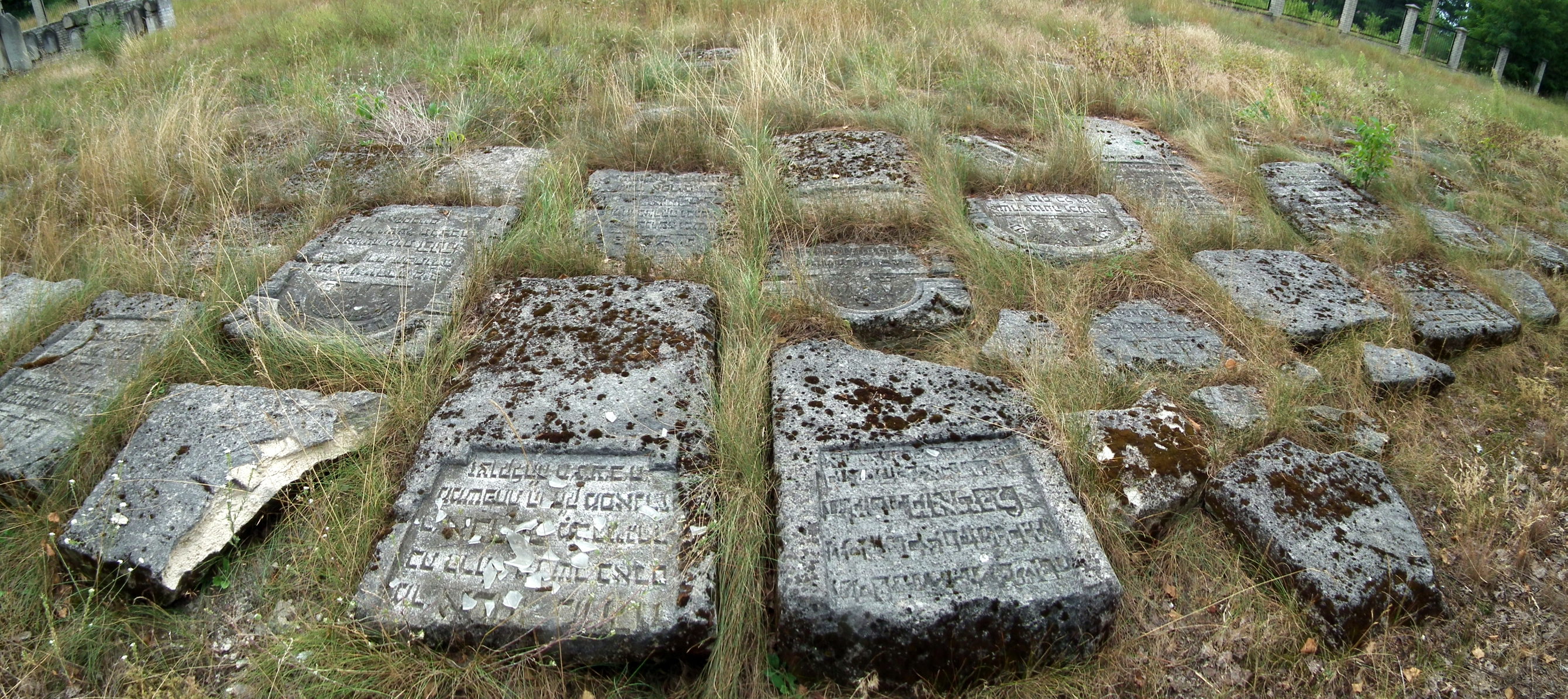
Matzevas no “novo” cemitério judeu

## Esportes

### Instalações esportivas e recreativas

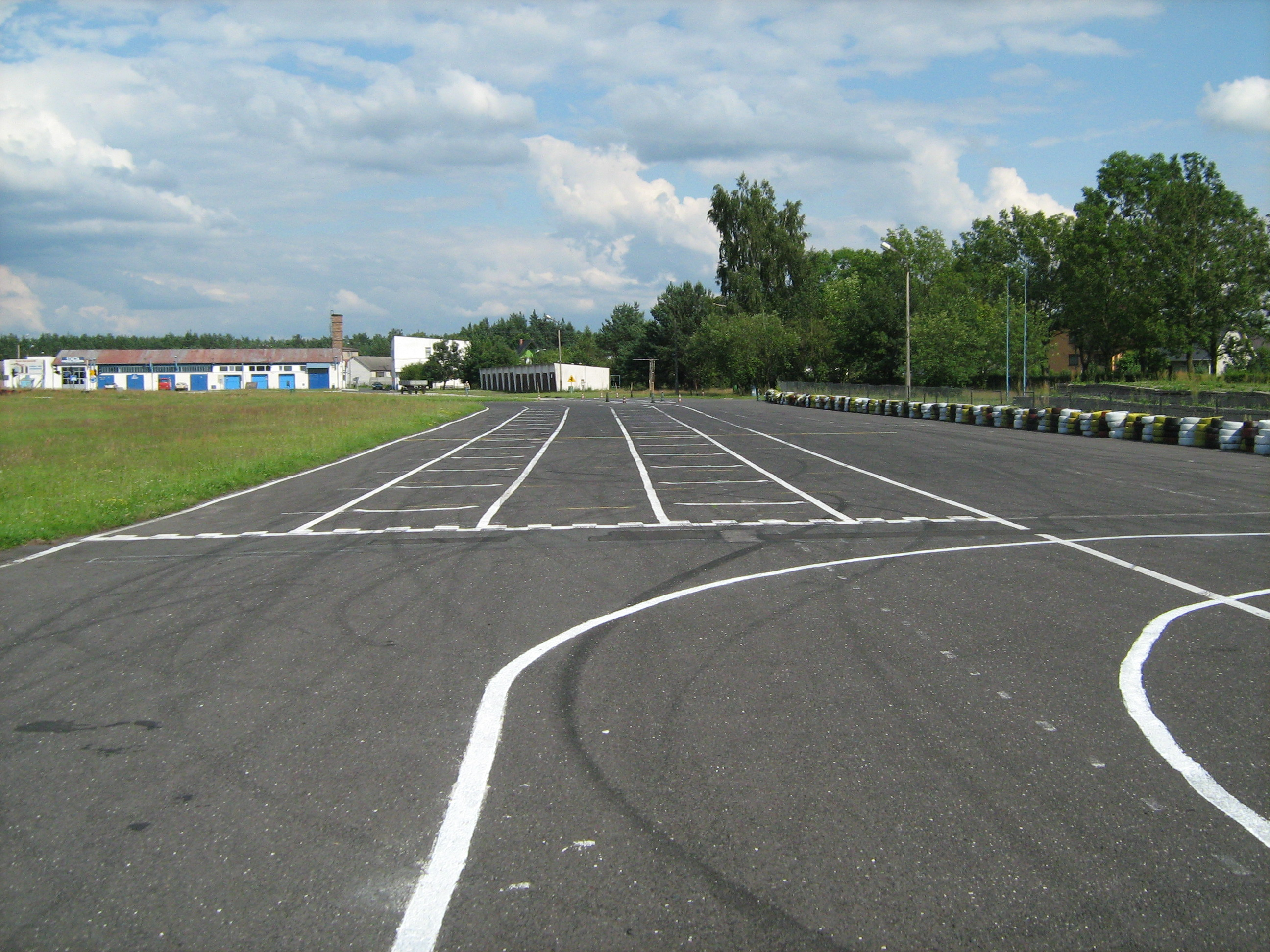
Parte de uma pista de karting no autódromo

A maior concentração de instalações esportivas em Biłgoraj é o Centro Municipal de Esportes e Recreação. Inclui, entre outros, campos de futebol e campos multifuncionais com arquibancadas, um salão de esportes e entretenimento, pista de atletismo, um skatepark, quadras de tênis. O centro também administra uma lagoa recreativa e de lazer com infraestrutura esportiva completa, localizada no distrito de Bojary. Campos de futebol, quadras de tênis, academias internas e externas também estão localizadas em outros lugares da cidade, inclusive em escolas. As instituições educacionais também têm seus próprios pavilhões esportivos.
Há uma piscina coberta na cidade, administrada pelo governo do condado. Um autódromo com pistas de karting e instalações para eventos automobilísticos está localizado no distrito de Puszcza Solska.

### Clubes e associações, eventos esportivos
Provavelmente o clube esportivo mais conhecido, operando em Biłgoraj, é o BKS Łada Biłgoraj, fundado em 1945. Este clube se concentra principalmente no futebol, mas também administra seções para outros esportes. O time de futebol Łada utiliza as instalações do Centro de Esportes e Recreação (OSiR), sendo seu estádio de origem.
O LKS Znicz Biłgoraj, orientado principalmente para o atletismo e o halterofilismo, também é conhecido na região. De 2000 a 2013, a BKS Szóstka Biłgoraj foi uma equipe popular, cuja equipe de voleibol feminino foi colocada nas classes mais altas da competição polonesa. Desde 1989, existe uma associação chamada Automobilklub Biłgorajski, que populariza os esportes de carros e motos. Desde 2011, a iniciativa cívica Biłgoraj Amigos do Ciclismo tem sido ativa, popularizando a bicicleta como meio de transporte e fazendo lobby para o desenvolvimento da infraestrutura ciclística na cidade.
Diversos outros clubes, associações e comunidades esportivas também estão ativos na cidade. Estas incluem a RWKS Sparta, ativa em esportes aquáticos, e outras organizações menores. Biłgoraj foi o núcleo do caratê tradicional na voivodia de Lublin na década de 1990; um clube de caratê Fudokan opera na cidade.